# Повітрянодесантні війська США

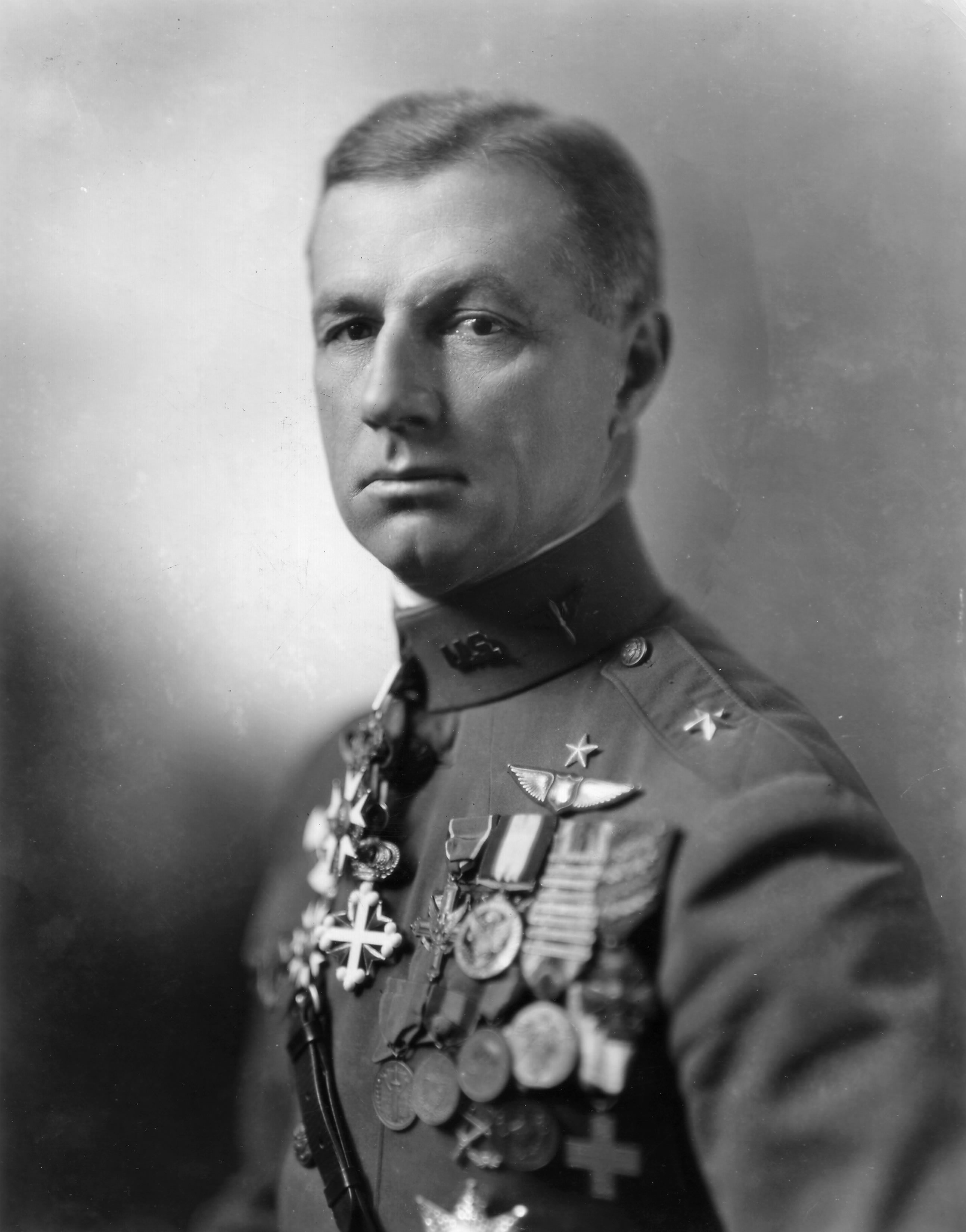
Командувач авіацією США на Західному фронті в Першій світовій війні бригадний генерал Вільям «Біллі» Мітчелл — засновник теорії застосування повітряного десанту

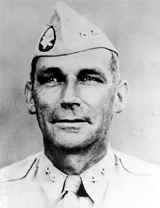
«Батько» американських повітрянодесантних військ генерал-майор Вільям Лі

Пові́трянодеса́нтні війська́ США (англ. U.S.Airborne Forces) — високомобільний елітний рід військ армії США, до складу якого входять військові з'єднання, частини і підрозділи легкоозброєної піхоти, що призначені для доставки повітрям у тил противника та ведення активних бойових дій у його тиловій зоні.
Війська підготовлені та володіють всіма складовими для виконання бойових завдань за своїм призначенням у будь-якій точці земної кулі з максимально можливою швидкістю.
Обмеженням для бойових частин повітрянодесантних військ США може бути тільки кількість та вантажопідйомність військово-транспортних літаків, що забезпечують їхню доставку до району бойового призначення.

## Концепція застосування повітрянодесантних військ США
Сучасні повітрянодесантні війська у складі армії США грають істотну роль із захисту національних інтересів країни. Їхні унікальні можливості дозволяють американському військово-політичному керівництву активно застосовувати десант у різних умовах обстановки в усьому світі. Протягом останнього десятиліття, одночасно із загальною трансформацію Сухопутних військ країни, проведені заходи з адаптації повітрянодесантних військ до змін військово-стратегічної обстановки, викликаних як посиленням міжнародного тероризму, так і наслідками розвитку новітніх технологій.
Ретроспективний аналіз попередніх реформувань у сфері військового будівництва, вивчення стану і перспектив розвитку повітрянодесантних військ США показують, що бойова готовність для цього роду військ завжди мала і має найвищий пріоритет при виконанні будь-яких заходів.
Американські повітрянодесантні війська XXI століття добре організовані, укомплектовані підготовленим особовим складом, перспективними озброєнням і військовою технікою та здатні ефективно діяти при проведенні основних бойових операцій (від боротьби з тероризмом до забезпечення внутрішньої безпеки США). В основу їхніх дій закладений принцип: «першим побачив, першим ухвалив рішення, першим почав діяти — і рішуче домагаєшся перемоги».
Для успішної реалізації даного принципу експертами Збройних сил США розроблені такі вимоги до десантних військ:
- швидке реагування (англ. responsive) на кризові ситуації в будь-якому регіоні світу;
- своєчасне розгортання (англ. deployable) в райони оперативного призначення;
- висока маневреність (англ. agile) військових формувань повітряного десанту на всіх рівнях дій;
- універсальність застосування (англ. versatile) даного роду військ;
- достатня для успішного ведення будь-якого роду дій приголомшуюча міць (англ. lethal) формувань;
- значна живучість (англ. survivable) на полі бою;
- здібність до ведення тривалих дій (англ. sustainable).

Фахівцями підкреслюється, що повітрянодесантні війська сучасного типа здатні проводити операції за будь-яких умов обстановки — від дій на відкритій місцевості до ведення бойових дій у складних умовах (у місті, горах, пустелях тощо) з використанням як звичайних засобів ураження, так і зброї масового ураження. Вони орієнтовані на вирішення завдань забезпечення національної безпеки США з врахуванням можливих змін військової стратегії. Окрім здатності завдавати випереджувальні удари, формування повітрянодесантних військ США готові до здійснення перекидання до будь-якого регіону світу, з метою проведення швидких і рішучих операцій та забезпечення великомасштабних тривалих регіональних кампаній для контингентів як Сухопутних військ, так і для багатовидових угруповань, а також заходів стабілізації обстановки в постконфліктний період та забезпечення операцій на користь цивільного керівництва країни.
Ядром повітрянодесантних військ є окремі бригадні тактичні групи та рівні ним з'єднання (частини) в складі дивізій. Керівництвом американських Збройних сил вони розглядаються як «формування безпосередньої дії» тактичного рівня.
Бригадні тактичні групи повітрянодесантних військ США здатні проводити самостійні бойові дії протягом декількох діб після прибуття в район оперативного призначення без додаткової підготовки.
Характерною рисою цих бригадних груп є наявність у штаті необхідного комплекту формувань різних родів військ у всіх ланках і, як наслідок, їхня самостійність та автономність дії для вирішення покладених на них завдань. Особлива увага приділяється розвитку можливостей формувань повітряного десанту з управління військами і зброєю, з вогневого ураження, з інженерного забезпечення, із забезпечення зв'язком, розвідкою і спостереженням (у тому числі використання БПЛА, наземних датчиків тощо), з ведення радіаційної, хімічної і бактеріологічної розвідки тощо.
Бригадні групи можуть здійснювати висадку особового складу парашутним, посадочним або комбінованим способами, а також вивантаження бойової техніки безпосередньо на злітно-посадковій смузі аеродромів різного класу і стану. Оптимізація процесу завантаження в пункті посадки і розвантаження в пункті прибуття досягнута за рахунок впровадження вдосконалених засобів буксирування і транспортних платформ.
Водночас, однією з основних проблем повітрянодесантних військ залишається недостатня кількість важкого озброєння, броньованої техніки та матеріальних засобів, необхідних для ведення довготривалих бойових дій у тилу противника. Крім цього, істотною перешкодою для десантників залишається суттєва залежність повітряних десантів від погодних умов у зоні проведення операції.
Основною перевагою повітрянодесантних частин залишається те, що вони володіють здатністю прибути до району ведення бойових дій зі швидкістю, яку неможливо досягти при класичному варіанті наступу піхотними частинами. Проте, тактична перевага в застосуванні повітрянодесантних військ не може продовжуватися тривалий час, тому максимального успіху можна досягти в результаті чіткої організації взаємодії десанту з наземними військами, що ведуть наступ з фронту.
Поява після Другої світової війни вертольотів значно підвищили оперативність, маневреність і гнучкість управління десантом на полі бою та також істотно знизила потребу у військово-транспортній авіації при проведенні низки повітрянодесантних операцій тактичного рівня, і практично повністю витіснили з арени планери, що широко використовувалися повітрянодесантними військами США під час Другої світової війни.
Разом з цим, не зважаючи на суттєву роль вертольотів при проведенні низки значних повітрянодесантних і аеромобільних операцій (в особливості у В'єтнамі), роль транспортної авіації в сучасному бою залишається, як і раніше, вирішальною. Обмежений радіус дії вертольотів і їхня мала вантажопідйомність не дають можливості застосовувати їх в операціях оперативного та стратегічного масштабу.
Після війни у В'єтнамі, розвиток парашутної техніки досяг такого рівня, що стало можливим проводити десантування парашутним способом броньованої техніки типу універсальний бронетранспортер М113 та легкий танк M551 «Шерідан». Проте, сучасніша бойова машина M1126 «Страйкер» через значну вагу не може десантувати таким способом з літаків ВТА. Також залишається проблематичною доставка важкої бронетехніки — типу основний бойовий танк М1А2 «Абрамс».
Попри усіх інноваційних змін на сучасному етапі розвитку збройної боротьби, повітрянодесантні війська США продовжують становити легкоозброєну піхоту, яка має в штаті своїх підрозділів та частин сучасну легкоброньовану техніку й артилерію, здатну десантуватися парашутним або посадочним способами в райони бойового призначення.

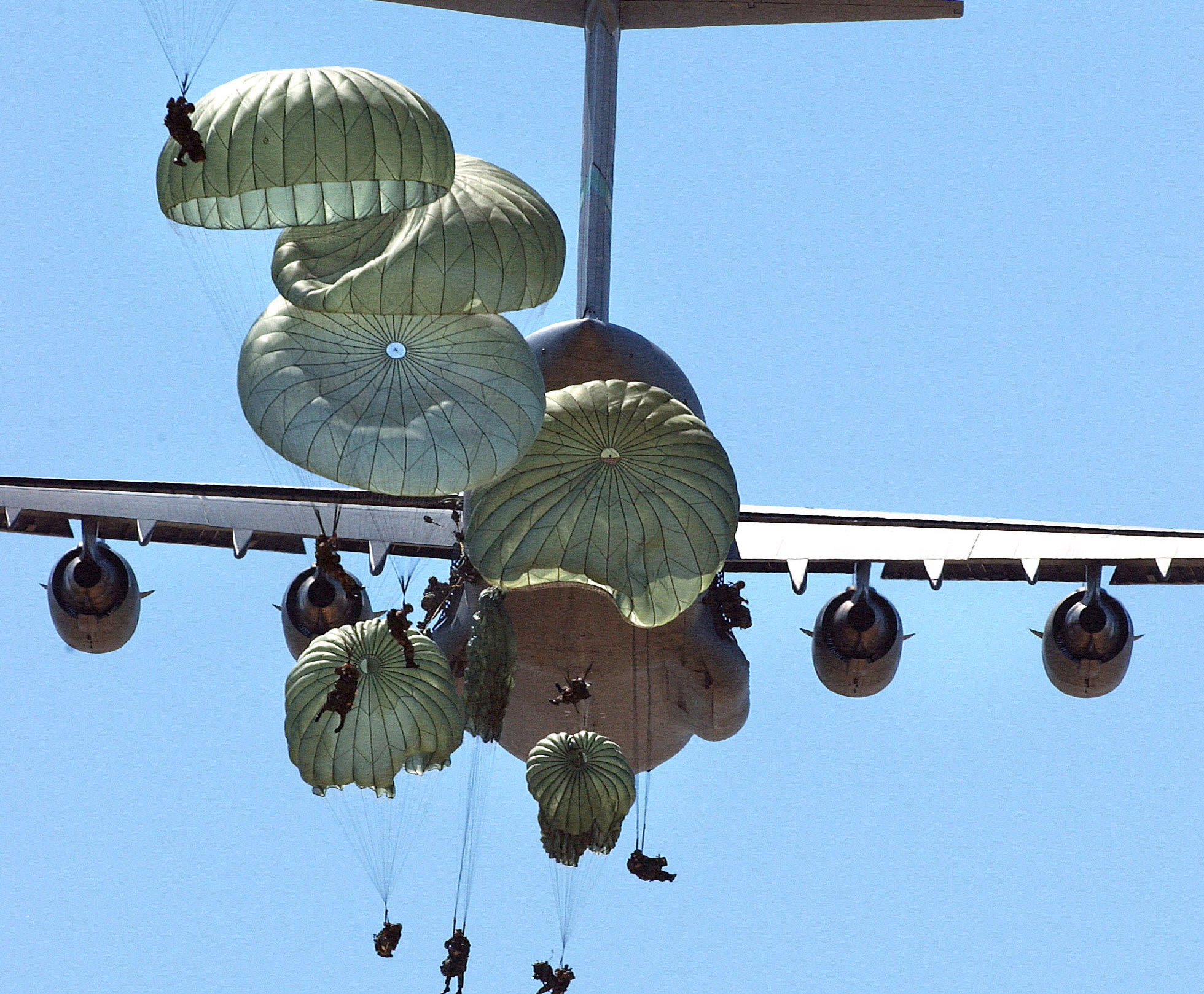
Повітряний десант 82-ї дивізії з літаків С-17 під час проведення навчань у Форт Брегг. Квітень 2005

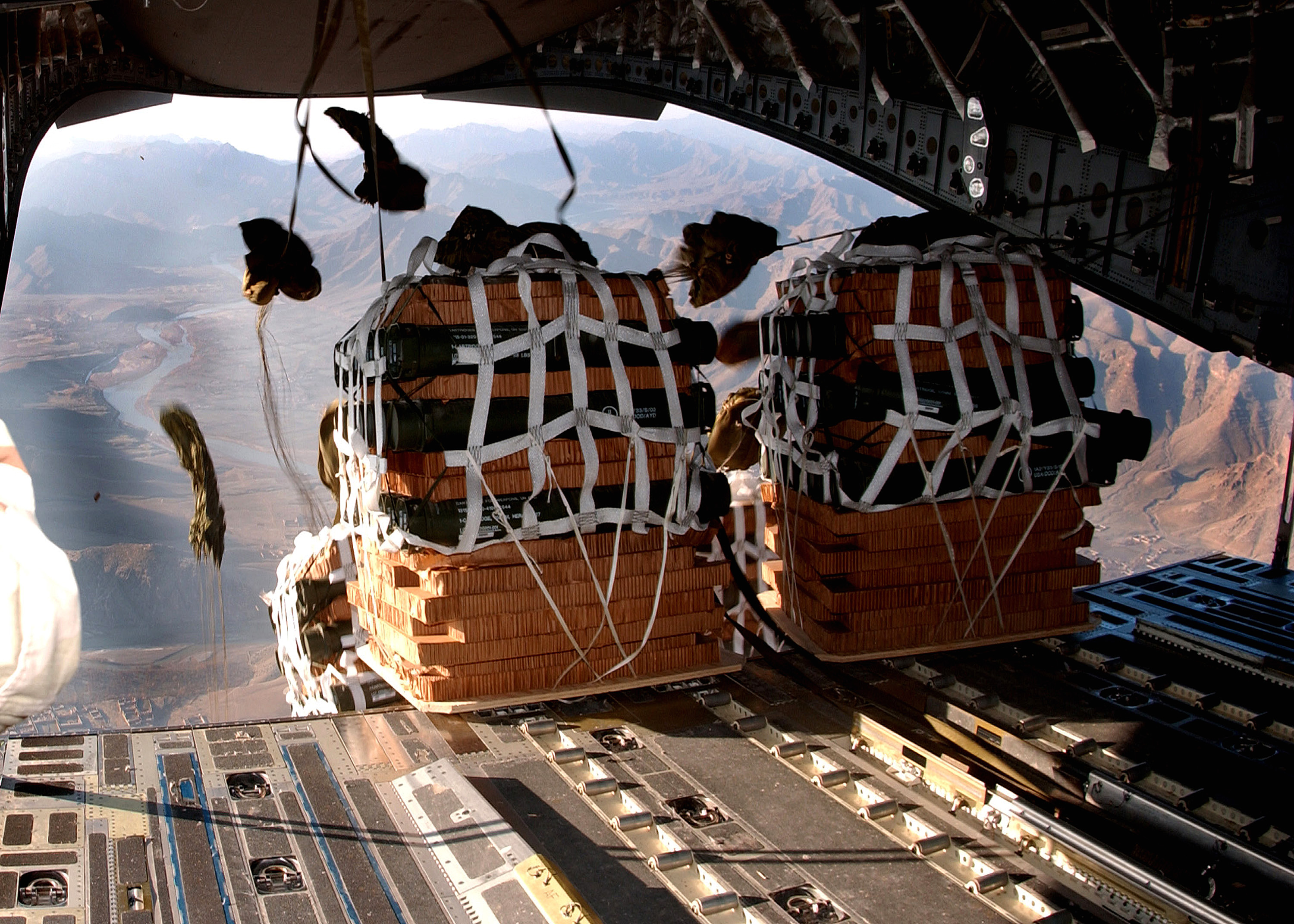
Викидання вантажів з використанням повітрянодесантної техніки з літаків С-17. Війна в Афганістані. 2 січня 2007

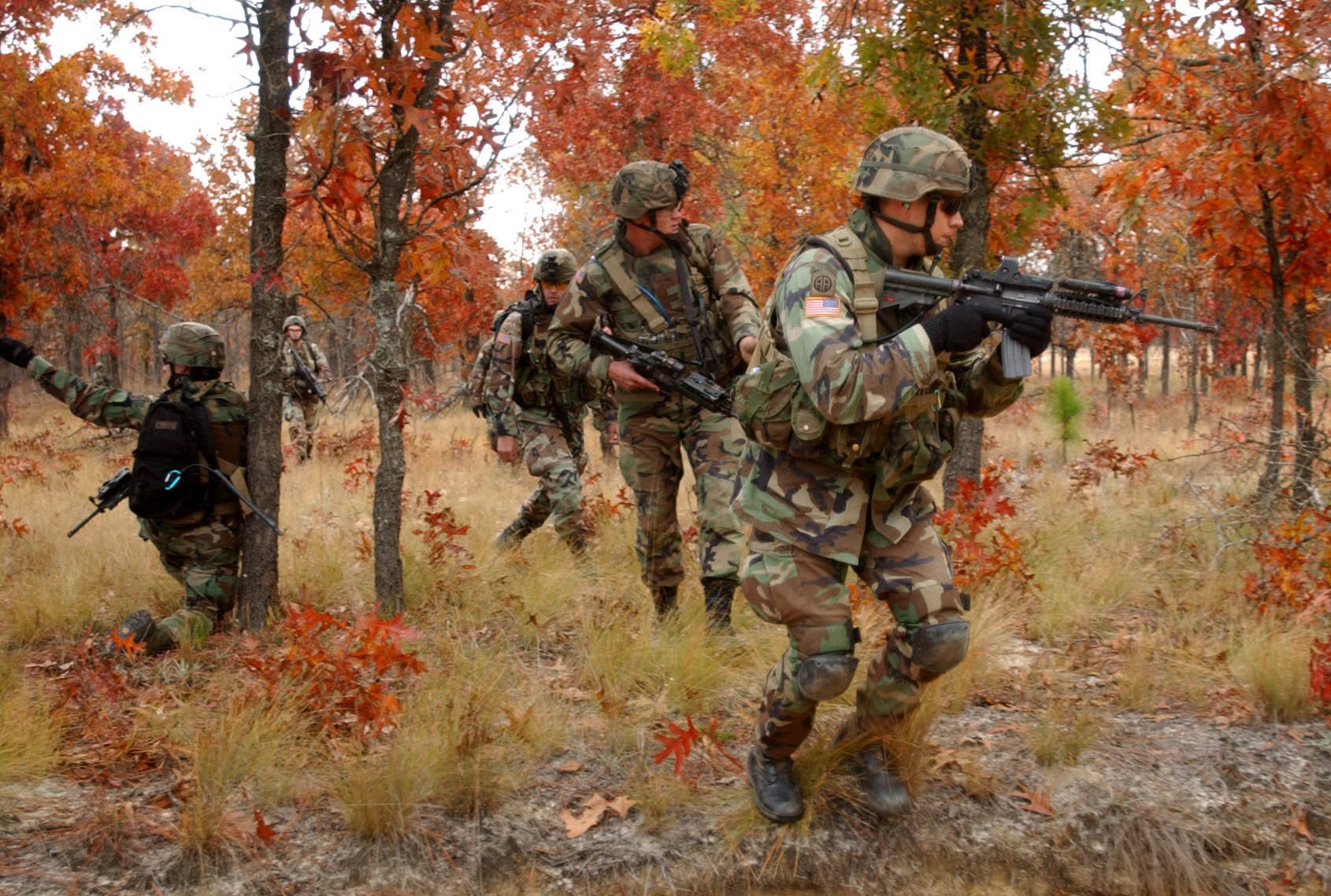
Солдати 82-ї пдд на польових заняттях. Форт Брег

Відповідно до американської військової термінології повітрянодесантні війська поділяються на 3 категорії:
- Парашутно-десантні (англ. Paratroopers) — війська, що здійснюють десантування переважно парашутним способом;
- Планерні (англ. Airlanding troops) — війська, що висаджуються посадочним способом (переважно з планерів, у сучасний період не застосовуються);
- Повітряно-штурмові (аеромобільні) (англ. air assault troops (airmobile infantry) — війська, що здійснюють висадку за допомогою вертольотів.

## Історія розвитку повітрянодесантних військ Сполучених Штатів

### Формування ідеї повітряного десанту
Американці стали основоположниками теорії застосування повітрянодесантних військ у бойових операціях. У ході ведення позиційних бойових дій Першої світової війни часто виникали патові ситуації, коли жодна з протиборчих сторін була не спроможна досягти успіху щодо прориву оборони противника за допомогою класичної наступальної операції.
Глибокоешелоновані багатокілометрові рубежі оборони, посилені тисячами мінних полів перетворили усі спроби їх подолати на марність. «Позиційний кошмар» Західного фронту дав поштовх небувало швидкому впровадженню низки технічних та тактичних винаходів.
17 жовтня 1918 року, командувач авіацією США на Західному фронті бригадний генерал Вільям «Біллі» Мітчелл записався на прийом до Головнокомандувача експедиційними силами США в Європі генерала армій США Джона «Чорного Джека» Першинга.
До прибуття Мітчелла до Франції, повітряна міць на Західному фронті розглядалася украй обмежено. «Траншейні» генерали Першої світової бачили у Військово-повітряних силах лише непоганий засіб для ведення розвідки з повітря за пересуваннями військ противника та іноді, як засіб бомбардування позицій ворога.
Бригадний генерал Біллі Мітчелл вирішив все це кардинально змінити. Він запропонував підготувати і здійснити в тилу німецьких військ у районі французького міста Мец висадку військ силами 1-ї піхотної дивізії США. Засобом його доставки в район десантування повинні були стати нові англійські чотиримоторні бомбардувальники Handley Page V/1500, здатні піднімати в повітря до 40 озброєних солдатів і перевозити їх на відстань до 2 000 кілометрів. Згідно з планом Мітчелла, для транспортування повноцінної піхотної дивізії було потрібно близько 250 таких машин, причому разом з десантниками на вантажних парашутах повинні були скидатися гірські гармати, міномети, кулемети, а також різні військові вантажі. Його геніальна і вражаюча своєю простотою ідея захопила уяву генерала Першинга.
Мітчеллу було дозволено залучити усі наявні сили та засоби США і Великої Британії на підготовку й проведення першої в історії повітрянодесантної операції. Бригадний генерал енергійно приступив до здійснення задуманого. Підрозділи десанту планувалося максимально переозброїти автоматами та кулеметами. Авіація здійснювала інтенсивні формування та підготовку першої в історії повітряної армади, які вироблялися у Великій Британії, США та Італії. Армаду літаків у повітрі повинен був супроводжувати ескорт винищувачів. Зону висадки безпосередньо перед початком операції планувалося піддати інтенсивному бомбардуванню, крім цього, на бомбардувальники покладалося завдання безпосередньої підтримки дій висаджених частин. Навіть на такому, досить примітивному рівні вже вгадуються основні принципові рамки майбутніх десантних операцій Другої світової війни, що приголомшуватимуть уяву.
Всі плани вмить загинули, коли 11 листопада 1918 року Перша світова війна закінчилася.
Мітчелл продовжував найактивнішу пропаганду створення повітрянодесантних сил й після завершення світової війни. Його зусиллями в Америці був накопичений великий досвід з десантування з примусовим розкриттям парашута, а самі парашути досягли високого ступеня досконалості. «Батько» радянських повітрянодесантних військ комбриг Л. Мінов став гарячим прихильником організації десантних частин саме після знайомства з переконаннями Мітчелла. Разом з цим, у 20-ті роки Мітчелл, що відрізнявся радикальністю своїх поглядів на перспективи розвитку Збройних сил США, внаслідок інтриг усунутий зі своєї посади і навіть став перед військовим трибуналом за звинуваченням у перевищенні влади і завданні збитку обороноздатності Сполучених Штатів.
Відхід зі сцени молодого генерала надовго загальмував створення повітрянодесантних військ, чому не сприяла і загальна ситуація в країні — на початок 30-х років американські збройні сили займали шістнадцяте місце у світі!
Впродовж 20 років, ніхто серед воєначальників США серйозно не сприймав цю ідею. Тоді як в Італії, Радянському Союзі, Німеччині, Франції повним ходом йшло становлення цього роду військ, американці залишалися байдужими.

### Десант у роки Другої світової війни
10 травня 1940 року вразило американців. Звістка про те, що невеликі підрозділи повітрянодесантних військ Німеччини завдали нищівної поразки союзним військам у Нідерландах, Бельгії і Франції, уявлялася просто неймовірною.
Німецький парашутний десант у кількості 78 чоловік, на 10 планерах, оснащений сучасним озброєнням та вибухівкою, приземлився на даху, неприступної, як вважалося раніше, фортеці Ебен-Емейль з гарнізоном, що удесятеро перевершував сили німців, підірвав артилерійські системи і оволодів нею за лічені години.
Серія успішних десантів зламала систему фортифікації союзників, що уявлялася монолітною, з такою легкістю, з якою домогосподарка розкриває банку з сардинами.
Ебен-Емейль переконав командування американців, що планер і парашут — це не просто «гарні іграшки». А коли німецький десант захопив весною 1941 року стратегічно важливий Коринфський перешийок у Греції, всім сумнівам було покладено край.
Найпарадоксальніше в історії те, що «Критський експеримент», який привів фюрера в лють, а німецьке командування до висновку про повну заборону в подальшому масштабних висадок парашутного десанту в ході ведення бойових дій, поставив остаточну крапку в спорі про стратегічну доцільність формування повітрянодесантних військ США.
Так, уже в повному розпалі ведення Другої світової війни, у США, попри величезне відставання від решти країн — учасників війни у справі розвитку передових на той час мобільних частин, приступили до організації одних з найуспішніших і досконалих повітрянодесантних військ у світовій історії.

#### З'єднання повітрянодесантних військ США

Нарукавна емблема XVIII повітрянодесантного корпусу США
Нарукавна емблема 11-ї повітрянодесантної дивізії США
Нарукавна емблема 13-ї повітрянодесантної дивізії США
Нарукавна емблема 17-ї повітрянодесантної дивізії США
Нарукавна емблема 82-ї повітрянодесантної дивізії США
Нарукавна емблема 101-ї повітряно-штурмової дивізії США
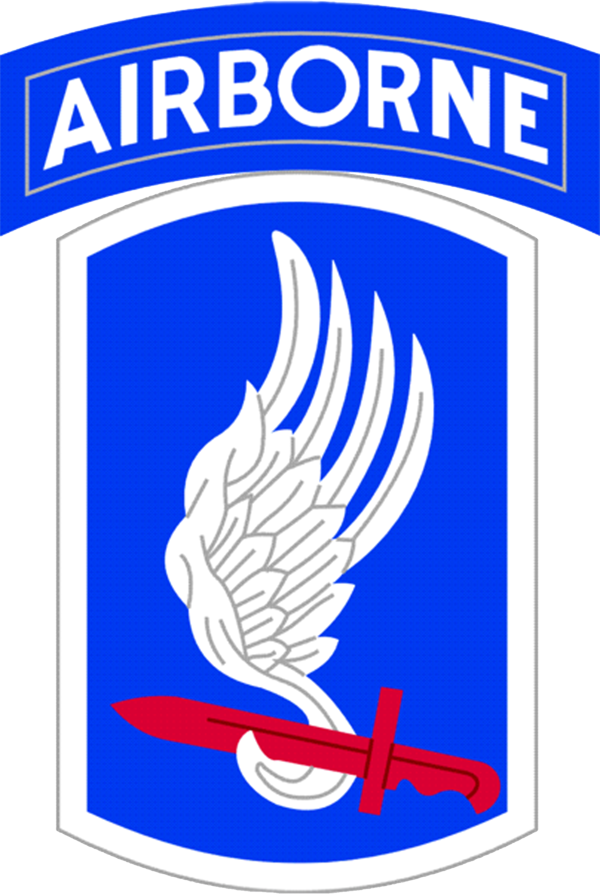
Нарукавна емблема 173-ї повітрянодесантної бригади США
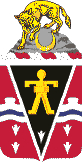
Емблема 509-го парашутно-десантного полку — першого бойового формування ПДВ США
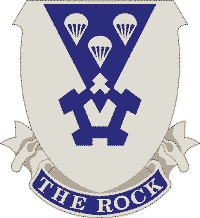
Емблема 503-го парашутно-десантного полку
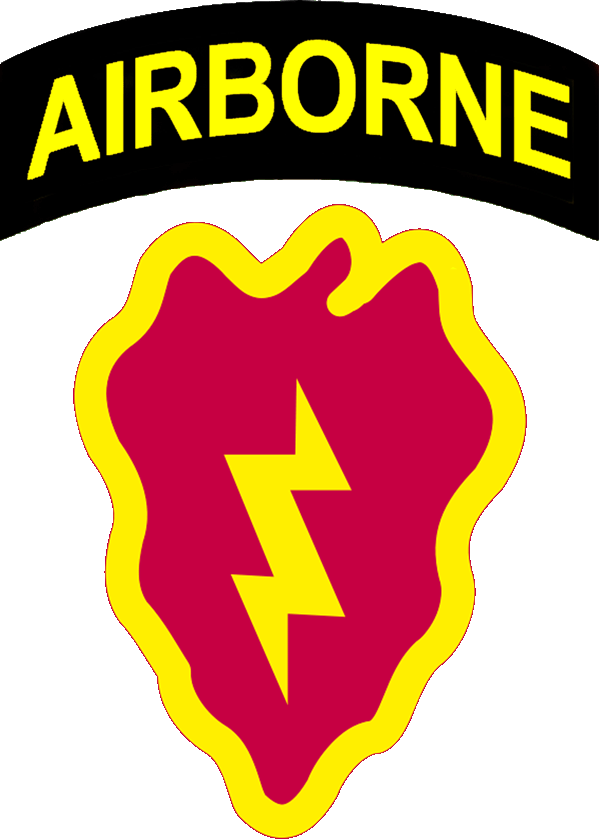
Емблема 4-ї повітрянодесантної бригади 25-ї піхотної дивізії

#### Становлення перших повітрянодесантних підрозділів і частин
Операція «Меркурій», перша, по суті, масштабна повітрянодесантна операція у військовій історії, яка стала відправною точкою в теорії застосування повітрянодесантних військ усього світу.
При підготовці і формуванні військ в американському військовому середовищі виникло питання, яке грало фундаментальне значення для майбутнього цього роду військ: в якому напрямку здійснювати ці приготування — створювати війська невеликі за чисельністю для проведення операцій на зразок тих, що німці проводили в ході захоплення мостів й фортифікаційних споруд у Бельгії та Нідерландах, або ж формувати повнокровні повітрянодесантні дивізії для проведення масштабних десантних операцій до стратегічного рівня включно?
Наступним питанням стало — готувати окремі піхотні частини і підрозділи для десантування на парашутах, чи формувати абсолютно новий рід військ, практично з нуля? Важливою проблемою також залишалося — до якого виду збройних сил зараховувати парашутистів — авіація наполягала на формуванні на її базі «повітряних гренадерів», як у Німеччині, водночас штаб Армії наполягав на підпорядкуванні їх собі.
«Батьком-засновником американського повітряного десанту» вважається генерал-майор Вільям К. Лі, що стояв біля витоків формування перших повітрянодесантних підрозділів і частин США, й докладав неймовірні зусилля зі створення цього елітного роду військ.
1 липня 1940 року у Форт Беннінг, на базі 29-ї піхотної дивізії США, на добровільній основі (з того часу стало традицією: набір у повітрянодесантні війська здійснюється тільки за рахунок добровольців) сформований експериментальний парашутно-десантний взвод під командуванням першого лейтенанта Вільяма Райдера. Конкурс з 200 чоловік пройшли лише 48.
16 серпня 1940 року, після нетривалих тренувань, перший лейтенант В. Райдер здійснив перший в історії десантних військ США стрибок з переробленого бомбардувальника В-18 «Боло» і, таким чином, Райдер вважається парашутистом №1 Америки («англ. America’s first paratrooper»).
Двома тижнями пізніше, 29 серпня взвод здійснив перший груповий стрибок у складі всього підрозділу, після якого виконав «бойове» завдання із захоплення і знищення об'єкта противника. Перший заділ був успішно завершений.
Десантники того часу були екіпіровані у звичайне піхотне спорядження. Стрибки здійснювалися, як правило, з висоти 1 500 футів (450 м) з літака С-47 «Дуглас», «робочої конячки» повітряного десанту, яка пройшла поруч з ним через всю війну.
26 вересня 1940 року наказом військового департаменту сформований 501-й парашутно-десантний батальйон під командуванням майора Мілей (згодом він став командиром 17-ї повітрянодесантної дивізії США) на базі Форт Беннінг, штат Джорджія. У квітні 1941 у Форт Беннінг відкривається перша парашутна школа для підготовки фахівців у повітрянодесантні війська. У липні та серпні війська поповнялися такими підрозділами, як 502-й, 503-й і 50-й парашутно-десантні та 550-й і 88-й планерні батальйони.
Раптовий напад Японії на Перл-Гарбор 7 грудня 1941 відкинув усі остаточні сумніві з приводу чисельності військ. Військовий департамент видав наказ на швидке формування 4-х парашутно-десантних полків у Форт Беннінзі, чим поклав початок масштабному розгортанню частин і з'єднань повітрянодесантних військ.

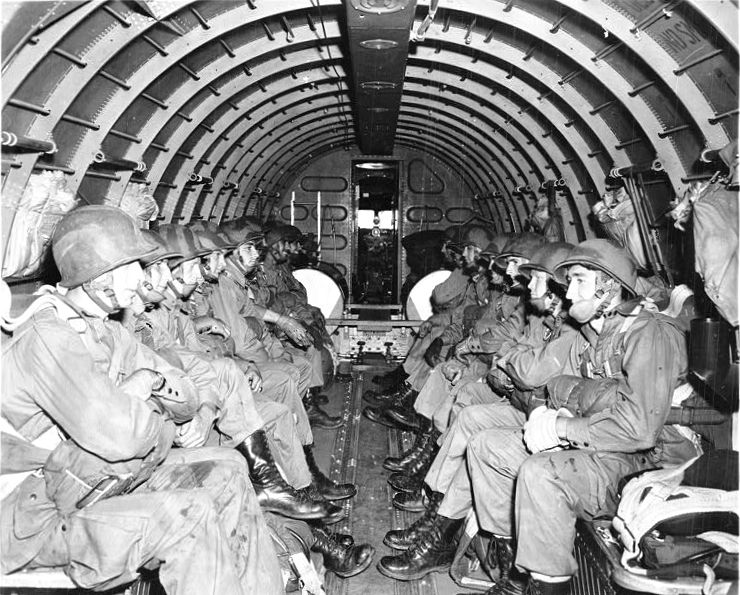
Парашутисти США

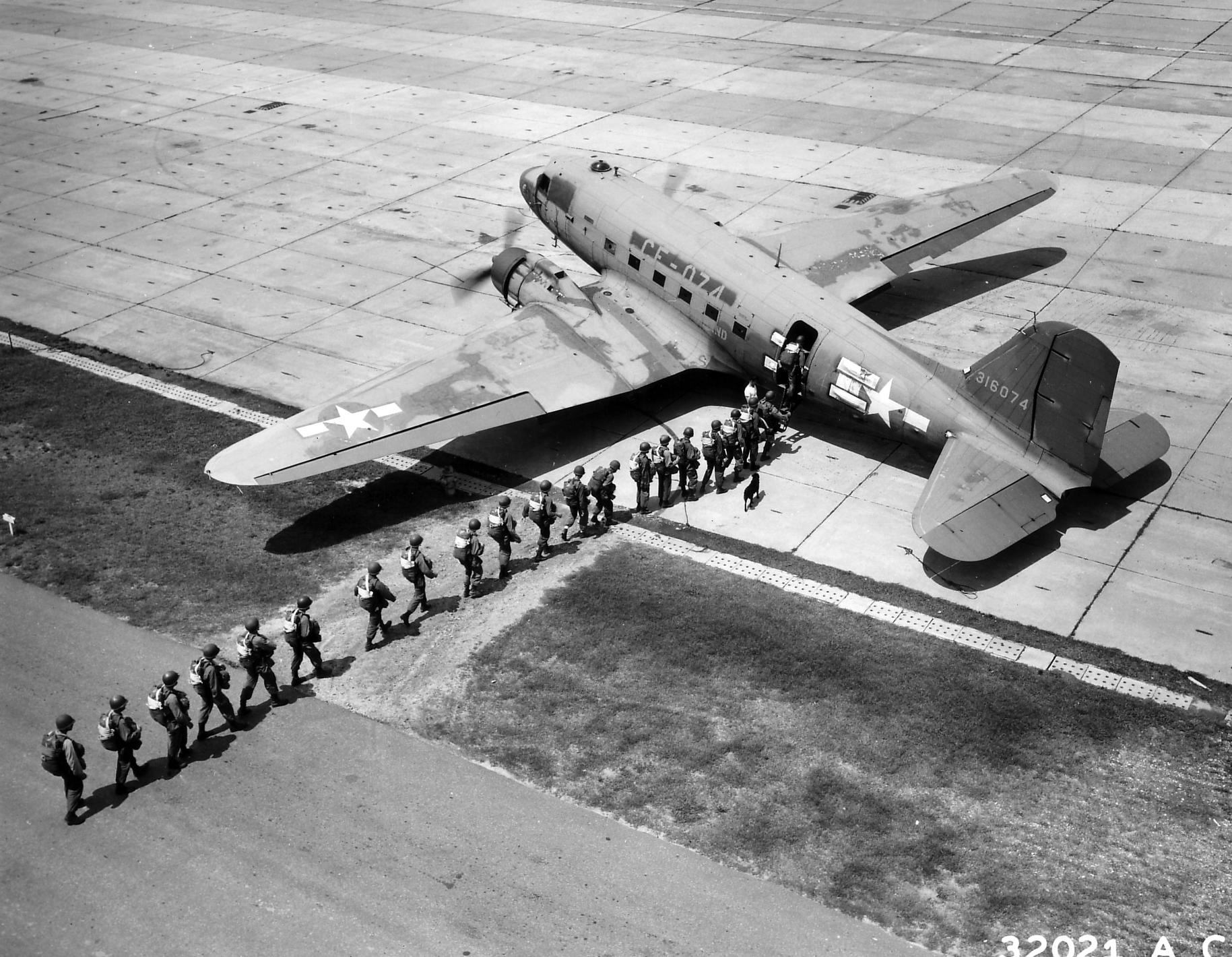
Посадка особового складу десанту у військово-транспортний літак С-47. Форт Беннінг

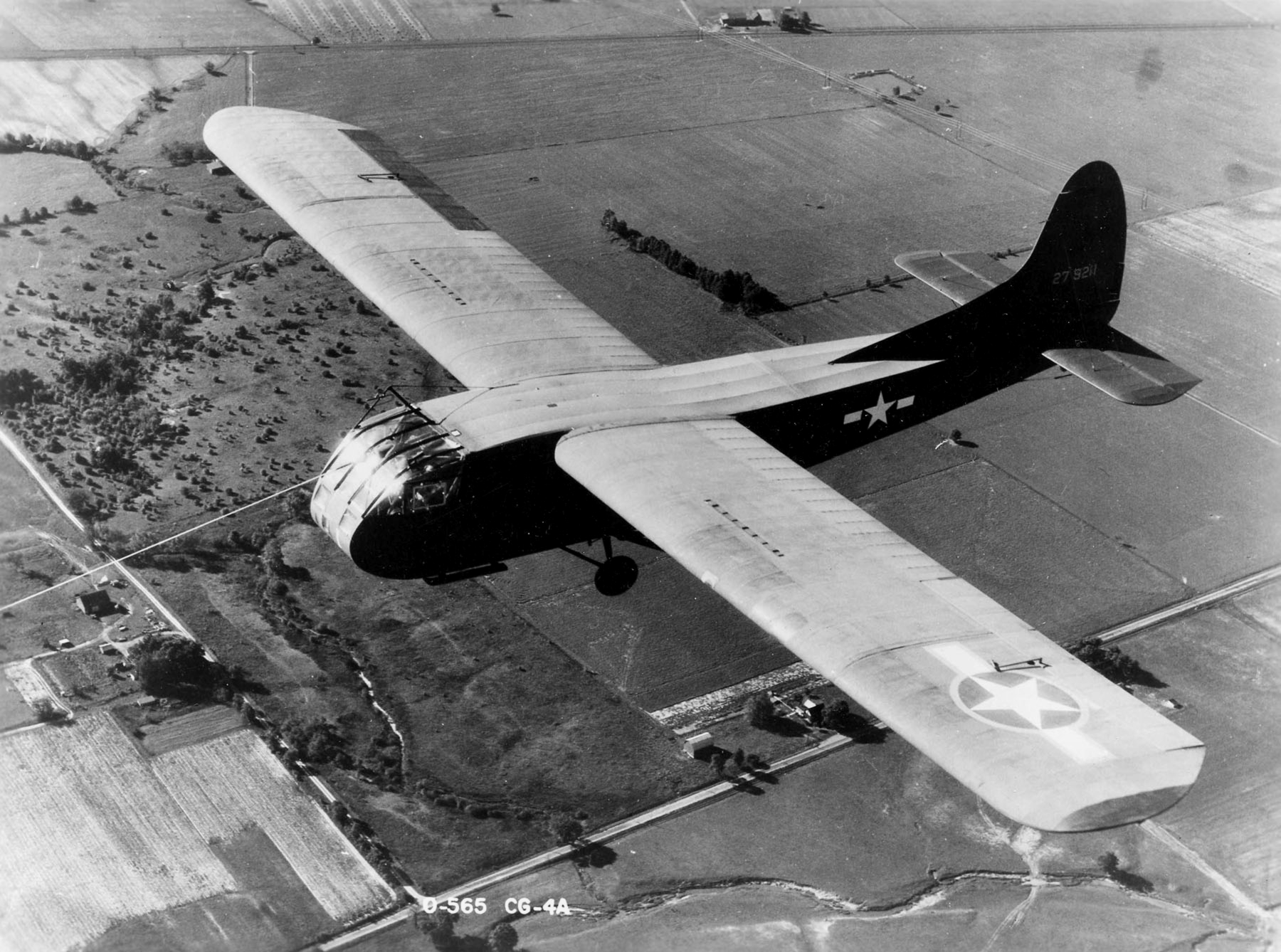
Планер американського десанту CG-4. 1943

Після завершення розробки концепції застосування американських повітрянодесантних військ і підготовки необхідної кількості інструкторів почалося бурхливе зростання чисельності десанту, що отримали офіційне найменування Повітрянодесантних військ Армії США (англ. US Army Airborne Forces). Згідно з прийнятим планом будівництва збройних сил на період війни було сформовано чотири повітрянодесантні дивізії. Три дивізії готувалися для Європи: дві укомплектовані в 1943 році (82-га і 101-ша), одна в наступному році (17-та) і ще одна — 11-та пдд — сформована для ведення бойових дій на Тихоокеанського театру воєнних дій. Згодом до них приєдналася п'ята дивізія з умовним найменуванням 13-та пдд, що також була направлена до Європи.
До речі, до кінця війни в армії США загалом було сформовано 14 парашутно-десантних полків, 4 окремих парашутно-десантних батальйонів, велика кількість батальйонів підтримки, артилерійських дивізіонів і п'ять повітрянодесантних дивізій.
2 березня 1942 на базі 502-го батальйону створений перший парашутно-десантний полк — 502-й, за ним прослідкувала решта частин. Через декілька днів, 21 березня 1942 на базі Тимчасової групи підготовки парашутистів створене Командування повітрянодесантних військ армії США на чолі з полковником В. Лі.
25 березня 1942 на базі 82-ї піхотної дивізії, Луїзіана, що існувала з 1917 року і брала найактивнішу участь у Першій світовій війні, розпочалося формування 82-ї та 101-ї повітрянодесантних дивізій, одних з найславетніших з'єднань повітрянодесантних військ у світі.
15 серпня 1942 року обидві дивізії були остаточно створені та зараховані до складу 3-ї Армії: 82-га під командуванням бригадного генерала Метью Ріджвея та 101-ша під командуванням «батьки-засновника повітрянодесантних військ» бригадного генерала Вільяма Лі.
Відповідно до прийнятої в армії США традиції, дивізіям були присвоєні особливі власні найменування:
- 82-га — «англ. All American» («Вся американська нація») — в дивізії служили вихідці з усіх 48 на той час штатів США, що було вельми унікальним явищем (цим пояснюється секрет шифровки «АА» на нарукавних шевронах 82-ї пдд),
- 101-ша пдд отримала найменування «англ. Screaming Eagles» («Клекочучі орли»),
- 11-та — «англ. The Angels» («Ангели»),
- 13-та — «англ. Black Cats» («Чорні кішки»),
- 17-та — «англ. The Talon» («Кіготь»).

Девізом всіх новостворених з'єднань повітрянодесантних військ стало гасло «англ. All the way» — «Пройдуть всюди».
Спочатку, кожна повітрянодесантна дивізія включала до своєму складу: один парашутно-десантний полк та два планерно-десантні полки із звичайними дивізійними засобами посилення і підтримки загальною чисельністю до 8 505 чоловік.
У вересні 1944 штат дивізій розширений і їхня чисельність досягла 12 979 чоловік. Організація з'єднання була модифікована за наступним зразком:
- — два парашутно-десантні полки, кожен у складі трьох батальйонів з полковим штабом і ротою обслуговування чисельністю до 2 364 чоловік;
- — планерно-десантний полк, розділений на три батальйони, полковий штаб, протитанкову роту і роту підтримки; чисельність полку — 2 978 солдатів і офіцерів;
- — зенітно-протитанковий батальйон у складі трьох кулеметних (у кожній дванадцять 12,7-мм зенітних кулеметів М2НВ) та трьох гарматних батарей (по 8 57-мм протитанкових гармати M1);
- — дивізійна артилерія, що включає три батареї 75-мм легких гаубиць M116 (згодом збільшена до двох парашутних та двох планерних артилерійських дивізіонів);
- — технічна, інженерна роти і рота зв'язку, а також окремий розвідувальний взвод.

У парашутні частини набирали еліту, виключно добровольців з інших родів військ, військовослужбовців, що мали бажання служити в десанті, чиї фізичні і психічні властивості були значно вищі, ніж у звичайних солдатів. Особливі умови, в яких належало служити парашутистам, щедро оплачувалися: вони отримували дуже високу за армійськими стандартами, так звану «стрибкову» грошову надбавку. Офіцери — 100$, а солдати, сержанти — 50$ щомісячно.
Планерна ж піхота, що комплектувалася призовниками, за своїм забезпеченням спочатку не відрізнялася від загальновійськових частин, що цілком не відповідало реальному ризику при польоті на десантному планері в тил противника — це частенько призводило до взаємної неприязні між двома гілками повітрянодесантних військ. Лише весною 1944 року, безпосередньо перед вторгненням у Нормандію, «планеристи» з схвалення Конгресу США отримали так звану «польотну» надбавку, практично порівняну до «стрибкової».

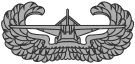
Нагрудний знак десантників планерних частин десанту США

У складі парашутних частин існували також передові групи наведення, що отримали назву «слідопитів» — патфайндерів. До них зараховували спеціально навчених солдатів, що стрибали в район бойового призначення зазвичай першими і позначали вогнищами або сигнальними димами точні координати місця висадки для основних сил десанту. Перед початком висадки в Нормандії групи отримали радіомаяки типу EURECA («Еврика»), що служили для передачі сигналів літакам-лідерам, котрі летіли попереду з'єднань військово-транспортної авіації.
Рядові патфайндери мали низку пільг: крім того, що групи комплектувалися добровольцями, вони мали більші привілеї на службі та жили самостійнішим та спокійнішим життям, ніж солдати парашутно-десантних рот, яких, наприклад, регулярно призначали в добовий наряд на кухню та у варту.

#### Бойове хрещення
У лютому 1943 року Військовий департамент США віддав наказ на підготовку 82-ї дивізії для вторгнення у Північну Африку і в подальшому — на острів Сицилія. 10 травня о 15.15 у ході операції «Торч (Факел)» перший солдат повітрянодесантної дивізії зробив перший крок на землю Африки.
Об'єднаний комітет начальників штабів США і Великої Британії приймає рішення надати допомогу 8-й британській армії генерала Б.Монтгомері частиною сил у ході боїв проти німецького танкового корпусу «Африка» генерала Е. Роммеля.
Проте, ще за кілька місяців до висадки основних сил американців на узбережжя Північної Африки в травні 1943, перший підрозділ повітрянодесантних військ Америки вже приступив до виконання свого першого бойового завдання. Це був 2-й батальйон 509-го парашутно-десантного полку.
У червні 1942 року в розташування 1-ї британської парашутної бригади (Чилтон-Фоліайт, графство Уїлтшир, Англія) прибув особовий склад 2-го батальйону 509-го парашутно-десантного полку під командуванням підполковника Едсона Д. Раффа. До застосування парашутистів у бойових умовах (як англійських, так і американських) ледве не дійшло в серпні 1942 року, під час невдалого рейду на Дьєп. Але, на щастя для десантників, їхня участь в операції була скасована.
Дата: 8 листопада 1942 року: Частина: 2-й парашутно-десантний батальйон 509-го парашутно-десантного полку: Операція: «Факел»: Кількість десантників: 556
Зона висадки: місто Тафароуї, провінція Оран, Алжир: Авіація: 39 літаків С-47: Втрати: 5 убитих, 16 поранених і 88 зниклих безвісти.
7 листопада 1942 року підполковник Рафф приступив до виконання першого бойового завдання. Весь особовий склад його парашутно-десантного батальйону здійснив посадку в 39 літаків С-47 і піднялися в повітря з аеродромів Південної Англії в напрямку Гібралтара. Після тривалого 12-ті годинного перельоту, літаки подолали гігантську відстань у 1500 миль (2400 км), облітаючи Іспанію, і практично на залишках пального вишли на бойовий курс. Висадка повинна була здійснитися не парашутним, а посадочним способом на злітно-посадочну смугу великого аеродрому Ель-Сенія, в районі алжирського міста Тафароуї, провінції Оран, займаного частинами французьких вішистов. За доповіддю розвідки, від останніх не очікувався ніякого опору, але, при підльоті вранці 8 листопада 1942 до цілі, американські літаки раптово потрапили під масований обстріл засобів ППО і вимушені були відмовитися від посадки на аеродром.
Вони все ж таки здійснили десантування парашутистів поблизу Ель-Сенії. Проте, після тривалого перельоту, літаки були вимушені сісти на висохле сольове озеро, що знаходиться на значному видаленні від Ель-Сенії. З 39 літаків — 3 приземлилися в Іспанському Марокко і були інтерновані разом з десантом, 1 — сів у Гібралтарі, 1 — значно південніше в Оране і 2 — у Французькому Марокко (там на їхню пошану місцева влада влаштували грандіозний бенкет!!!).
Водночас, у ході проведеної операції, через неузгодженості в діях, американці опинилися на місці виконання бойового завдання, в той момент, коли аеродром вже був захоплений танковими підрозділами союзників.
Підсумок першої бойової операції: 5 чоловік — вбиті, 16 — поранені і 88 — зниклі безвісти.(англ.)
Повітрянодесантні війська США зазнали перших бойових втрат у Другій світовій війні.
Дата: 15 листопада 1942 року: Частина: 2-й пдб 509-го парашутно-десантного полку: Операція: «Факел» (Operation Torch): Кількість десантників: 350
Зона висадки: аеродром Йокс-Лес-Бейнс (Youks les Bains), Тебесса, Алжир, кордон з Тунісом: Авіація: 33 літаки С-47
Втрати: 15 поранених.
Буквально через тиждень, 15 листопада, батальйон підполковника Раффа отримав наступний бойовий наказ — захопити аеродром у районі міста Тебесса, на кордоні з Тунісом. Виконання бойового завдання пройшло абсолютно без втрат (за винятком 15 травмованих при приземленні) — французькі підрозділи, що охороняли аеродром, мали у своєму складі найманців — французьких зуавів. Поява парашутистів, що приземляються з неба, викликала в них повний шок, вони перелякалися що можуть бути роздавленими воїнами з піднебесся і тому, не чинивши ніякого опору, відразу здалися в повному складі. Пізніше командиром батальйону зуавів урочисто вручений почесний знак — «полковий хрест» — американському 2-гу батальйону 509-го парашутно-десантного полку, як шляхетний жест пошани за їхню мужність і сміливість; з того часу, цей знак носиться усім особовим складом 509-го парашутного полку й досі.
26 грудня 1942 509-й батальйон залучили до виконання нового спеціального завдання — підрив залізничного моста поблизу містечка Ель-Джем (південь Тунісу, вже окупованого на той час німцями і італійцями). Посилений взвод (44 людини) викинутий з парашутами в темний ранковий час, швидко впорався з нечисленною охороною, що не чекала нападу, знищив міст, але дорогою назад майже повністю загинув у ході майже 200-кілометрового переходу скелястою пустелею в розташування своїх військ. Під час цього рейду тилами противника загинуло 36 чоловік.

#### Сицилія
Після проведення конференції лідерів антигітлерівської коаліції в Касабланці (Марокко) в січні 1943 року, та успішного закінчення боїв у Північній Африці, було ухвалено рішення продовжити війну на території Італії, а саме розпочати бойові дії безпосередньо в Європі з висадки військ на острові Сицилія.
Операція з вторгнення англо-американських військ на Сицилію отримала кодове найменування «Хаскі» («Ескімос») (англ. Operation Husky). Мета операції полягала в тому, щоб із захопленням Сицилії створити плацдарм для подальшого вторгнення на континентальну частину Італії й закріпити панування союзників у центральній частині Середземного моря. Планом операції передбачалося: масованими ударами авіації завдати максимального ураження військово-морським і військово-повітряним силам німців, забезпечити повне панування на морі та в повітрі, та скориставшись цим, висадити сухопутні і повітрянодесантні війська на південне узбережжя Сицилії, створити на третій день плацдарм 160 км по фронту і 25-30 км углиб і надалі, наступаючи на північ і північний захід, опанувати всім островом.
Важливим фактором, який вплинув на ухвалення рішення щодо висадки морського та повітряного десантів на території Сицилії послугувало те, що італійська армія, потерпівши поразку та зазнавши серйозних втрат під час боїв на північноафриканському театрі воєнних дій знаходилася в дуже жалюгідному стані. Більш за це, бралося до уваги те, що з весни 1943 громадська думка в країні стосовно підтримки Німеччини різко погіршала.
Повітрянодесантні війська ретельно вивчивши невеликий досвід застосування військ в Африці, приступили до підготовки з висадки значних сил десанту на острів. Однією з виявлених проблем постало питання заміни парашутних систем Т-5, які знаходилися на їхньому озброєнні, на досконаліші Т-7. Причина полягала в тому, що недосконалість підвісної системи Т-5 часто призводила до важких травм при приземленні, а іноді навіть і до загибелі парашутистів. Запозичивши принципові основи в конструкції підвісної системи з німецьких парашутів, американці приступили до випуску нових систем Т-7. Проте, на момент початку Сицилійської повітрянодесантної операції, десант як і раніше, використовував старі та небезпечні парашути Т-5.
Для тренування військ поблизу Уджда (Французьке Марокко) були створені точні копії районів майбутніх бойових дій, зокрема опорних пунктів противника. Навчання повітряного десанту було максимально наближено до реалій бойової обстановки. Після тривалої і ретельної підготовки, збору розвідувальних даних, виснажливих тренувань і рекогносцировок, 505-та полкова повітрянодесантна бойова група (505-й парашутно-десантний полк (командир полковник Д. Гевін) з 3-м батальйоном 504-го парашутно-десантного полку, посилені артилерійським дивізіоном і ротою інженерів) доповіла про готовність до початку операції.
При плануванні висадки військ 505-й пдп отримав бойове завдання — захопити ключові позиції за лінією висадки морського десанту і не допустити підходу німецьких резервів до цих плацдармів. Паралельно з американцями висадку здійснювала 1-ша повітряно-посадочна бригада (планерна) Великої Британії, із завданням захопити важливі об'єкти, включаючи міст Понте-Гранде на півдні від Сиракуз.
Дата: 9 — 10 липня 1943 року: Частина: 504-та і 505-та бойові полкові групи 82-ї пдд
Операція: «Хаски» (Operation Husky I і Husky II): Кількість десантників: 5708 (з англійцями): Зона висадки: Гела, острів Сицилія, Італія: Авіація: 226 (9.07) і 144 (10.07) літаки С-47
Втрати: н/д

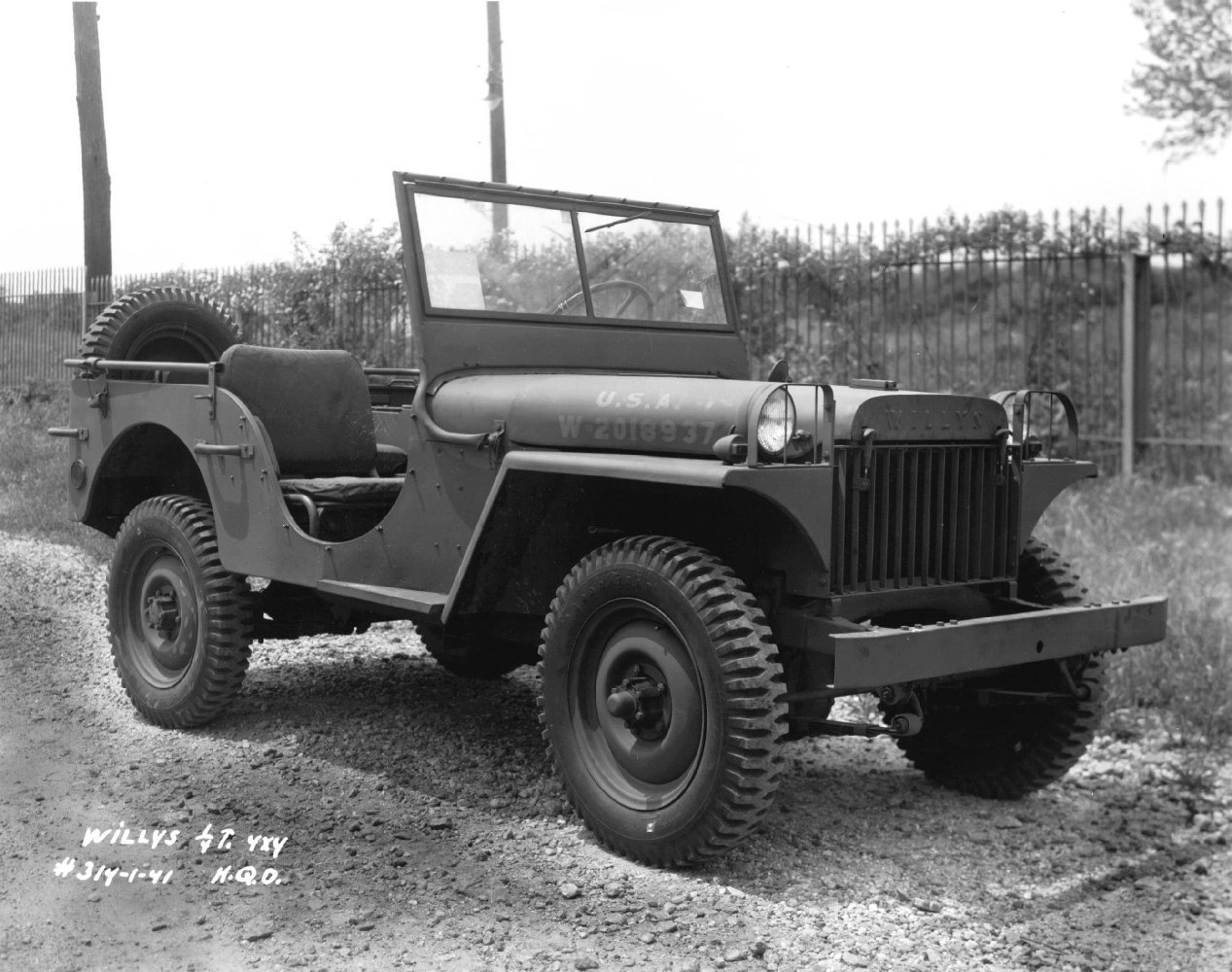
Основні види транспорту десанту на полі бою: Willys MB…

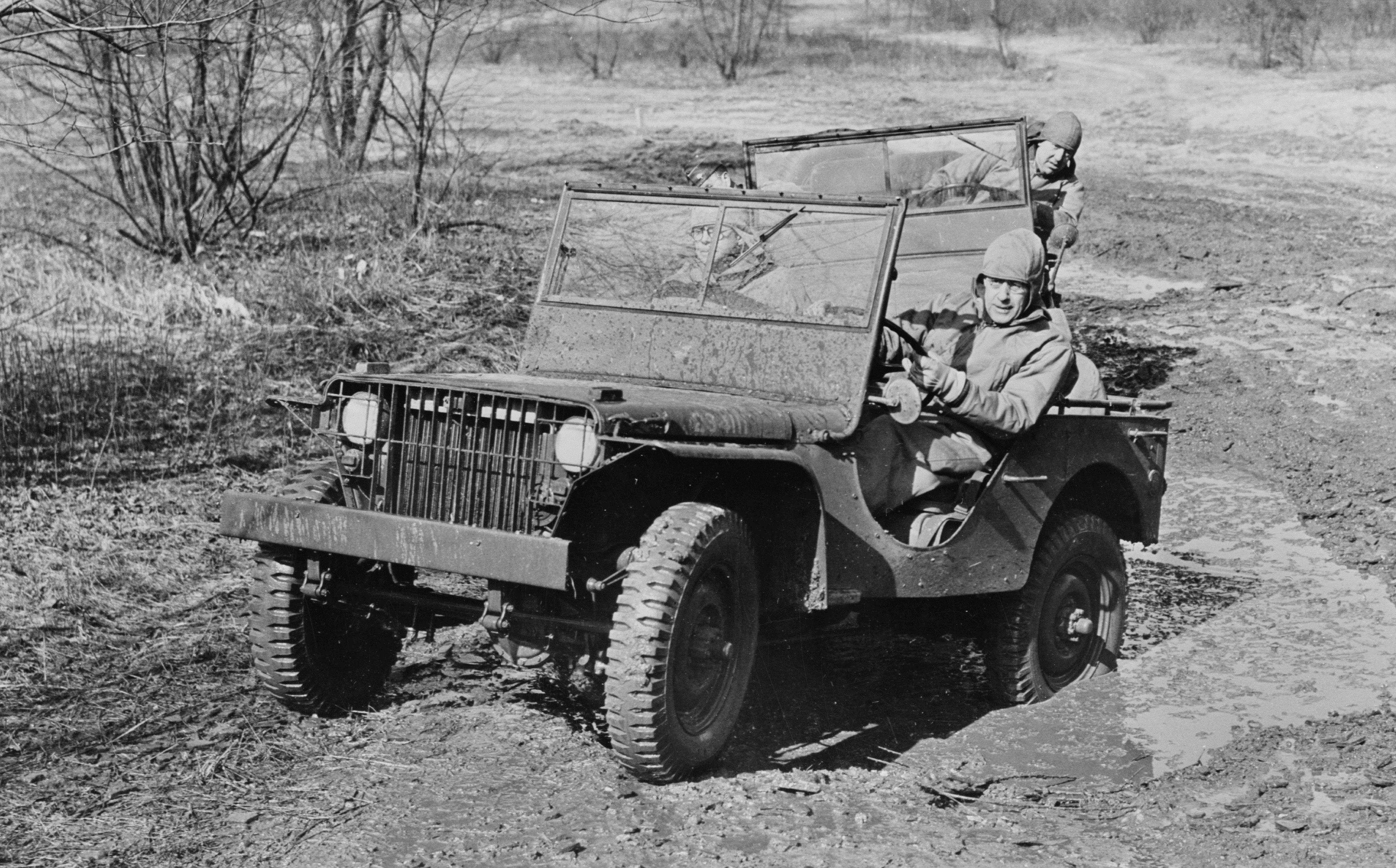
та …Ford GP

Десантування почалося 9 липня 1943 року. Вже ввечері 9 липня конвої з морськими десантами попрямували в райони зосередження, і підійшли до них за три години до початку висадки на берег. У цей час почалося десантування 1-ї англійської бригади (1600 солдатів та офіцерів) на 144 буксованих літаками планерах. Через недостатній досвід льотчиків, складні метеорологічні умови (темрява, сильний вітер) лише 12 планерів приземлилися в наміченому районі. Понад 90 планерів, передчасно відчеплених від літаків, не долетіли до берега та впали в море і переважно затонули. Решта приземлилися в різних районах південної частини Сицилії. Тільки 295 чоловік з числа британців, що брали участь в операції, змогли захопити міст біля Сиракуз, але вже через декілька годин вони були вибиті звідти силами 4-ї парашутної бригади німців.
2780 парашутистів 505-ї бойової полкової групи з 3-м парашутно-десантним батальйоном 504-го пдп 82-ї американської повітрянодесантної дивізії були скинути з 226 транспортних літаків і розсіялися на великому просторі південно-західного узбережжя. Висадка десантів на планерах і парашутах у нічний час виявилася невдалою. Унаслідок сильного вітру (швидкість його досягала 56 км/год) літаки, що перекидали 505-ту полкову бойову групу, значно відхилилися на схід від запланованого курсу. Вони пролетіли в бік від острова Мальта, і велика частина транспортно-десантних авіаційних підрозділів прибула на східний, а не на південний берег острова Сицилія.
У ніч на 10 липня 1943 року 504-й парашутно-десантний полк (без 3-го батальйону), що знаходився в Північній Африці, викинутий на аеродром в районі Фарелло для посилення 505-ї полкової бойової групи. Але в повітрі, через слабку організацію взаємодії з військово-морськими силами та підрозділами, що вже висадилися на берег, полк обстріляли свої ж кораблі і наземні війська. Внаслідок цього десант зазнав великих втрат (23 транспортних літаки було збито, 37 — отримали серйозні пошкодження; 88 десантників та членів екіпажів літаків С-47 — загинуло, 162 — поранено, 69 — зникло безвісти). Генерал Ріджуей був просто не тямлячи себе від люті.
Проте, наперекір великим втратам та хаос, який утворився ще до початку бойових дій, до ранку 12 липня 504-й полк зібраний разом і незабаром з'єднався з 505-ю полковою бойовою групою, а потім брав участь у важких боях, що завершилися захопленням міста Трапані і мису Вито, в північно-західній частині острова Сицилія. Наносячи противникові важки втрати, парашутисти утримували свої позиції до тих пір, поки їх не змінили інші підрозділи 505-ї полкової бойової групи і 16-го піхотного полку 1-ї дивізії, що підійшли на четвертий день після десантування.
До вечора 22 липня 82-га дивізія практично виконала поставлені бойові завдання й після нетривалої перерви та відпочинку, 16 серпня вона була передислокована до Північної Африки з метою підготовки до вторгнення на материкову Італію. З точки зору історії повітрянодесантних військ цікаве те, що німецькі війська, що знаходилися біля Катанні, також були посилені своєю 1-ю парашутною дивізією.

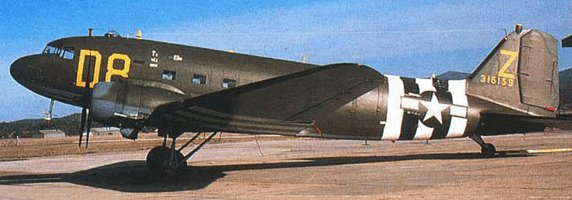
Робоча конячка ПДВ: військово-транспортний літак С-47

Ймовірно, через те, що на момент десантування на Сицилію 82-га повітрянодесантна дивізія опинилася розкиданою на великій площі (декілька підрозділів діяло спільно з англійцями, декілька з канадцями, а решта з 1-ю і 45-ю американськими піхотними дивізіями), широко розповсюджувалася думка, що Сицилійська операція була марною тратою сил. Проте, про дійсну ефективність Сицилійської повітрянодесантної операції можна судити за її оцінкою противником. Ось що сказав про цю операцію генерал-полковник Курт Штудент на допиті в англійському таборі військовополонених у жовтні 1945:
«Не зважаючи на велике розосередження сил, якого слід було чекати при нічному десантуванні, повітрянодесантна операція союзників у Сицилії мала вирішальне значення. Я вважаю, що якби союзні повітрянодесантні війська, що відрізали шляхи висування танкової дивізії «Герман Герінг» на узбережжя, не зуміли цього зробити, то дивізія, досягнувши плацдарму, змогла б скинути морський десант у море. Весь успіх Сицилійської операції союзників я цілком пояснюю тим, що німецькі резерви були затримані боями з парашутистами, які таким чином виграли час до прибуття морем основних сил союзників, достатніх для відбиття контратак наших військ (сила яких полягала у вмілому маневруванні рухомими резервами)».
У німецькій армії генерал К.Штудент визнаним авторитетом з повітрянодесантних операцій. Саме він очолював повітрянодесантну операцію на острові Крит й вважався досвідченим експертом у сфері застосування повітряного десанту.
Американці набули першого певного досвіду застосування повітрянодесантних військ у стратегічній операції. Як з'ясувалося, досвід був дуже гірким і невтішним. Проте, тут, на острові Сицилія, вони зрозуміли, що вертикальне охоплення противника вночі здійснимо на практиці, що зупинити його майже неможливо і що американські парашутисти мужньо витримають будь-які труднощі. Якщо розсіювання парашутистів у момент їх викидання і було значним, то раптовість повітрянодесантної атаки та наслідки викликаного нею замішання в лавах противника виявилися не меншими. Відсутність відомостей про дійсну чисельність військ і напрямки їхнього руху сіяло паніку проміж німців та італійців та створювало деморалізуючу дію. Безперечно, участь парашутистів у наземних боях у значній ступені сприяла успіху Сицилійської кампанії в цілому.
Однак, не цілком вдалий досвід висадки повітряного десанту на Сицилію спричинив за собою люті суперечки про подальшу долю повітрянодесантних військ в цілому. Багато опонентів військ наполягали на переформовуванні 17-ї, 82-ї, 101-ї дивізій у звичайні легкі піхотні дивізії. Вирішальне слово на підтримку повітрянодесантних військ висловив Головнокомандувач Збройними силами США в Європі генерал Д. Ейзенхауер, який наполіг на збереженні цього роду військ, проте зажадав, щоб надалі війська застосовувалися лише в масштабі не більше парашутно-десантного батальйону, з огляду на те, що ступінь управління і організації взаємодії такими військами на рівні полку і дивізії були ще дуже і дуже недосконалі.

#### Салерно
На європейському театрі воєнних дій в цей час застосування повітрянодесантних частин повністю припинилося. Не зважаючи на відчайдушні спроби генерала Ріджвея довести дієздатність повітрянодесантних військ і залучити десант до виконання бойових завдань при висадці військ на материкову Італію, у ході операції «Аваланч», йому було відмовлено. Вищий генералітет всіляко гальмував ухвалення рішення на застосування цього роду військ.
Врешті-решт, розвиток подій в самій Італії зіграли на руку американським десантникам. Наприкінці серпня 1943 року Ріджвей отримав наказ на підготовку повітрянодесантної операції із захоплення ні багато, ні мало — самого Риму. Політична обстановка, що склалася, усунення від влади фашистів на чолі з Б. Муссоліні надавали прекрасну можливість захоплення столиці у взаємодії з італійськими військами, що перейшли на бік союзників.
82-га пдд розпочала інтенсивну підготовку до проведення операції. Але, 8 вересня, в день висадки основних сил англо-американців у районі Салерно (на південному сході півострова) буквально за лічену годину до початку десантування — операція була скасована. Здавалося, що десантники вже ніколи не візьмуть участі в подальших бойових діях.
Висадка морського десанту проходила дуже вдало, британські і американські війська успішно просувалися вперед, коли несподівано для них у стик, що утворився, між 36-ю піхотною дивізією США та сусідньою дивізією Великої Британії, ударила німецька 16-та танкова дивізія.
Генерал-лейтенант Марк Кларк, що командував 5-ю американською армією при висадці військ в Італії, один із найзапекліших противників існування повітрянодесантних військ, коли ситуація навколо морського десанту на узбережжі складалася катастрофічна, резервів не було, війська знаходилися на межі повного розгрому, і з 11 вересня він став заклинати про допомогу. Тепер для Кларка вже не мало значення, у що він вірив раніше, генерал вже буквально благав про врятування. Кларк просив негайно здійснити десантування 82-ї пдд в районі Авелліно, головному вузловому транспортному центрі німців, і тим самим блокувати можливі шляхи підходу резервів противника до бухти Салерно, де висадилися основні сили 5-ї армії.

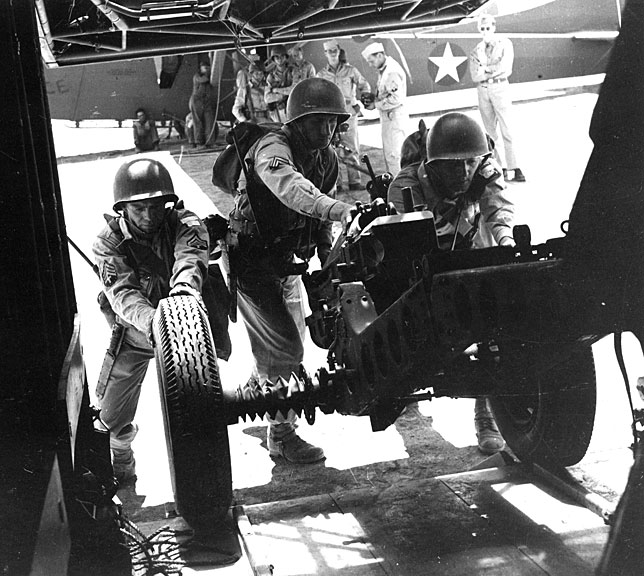
Завантаження техніки та озброєння 504-го полку в планери. Квітень 1943

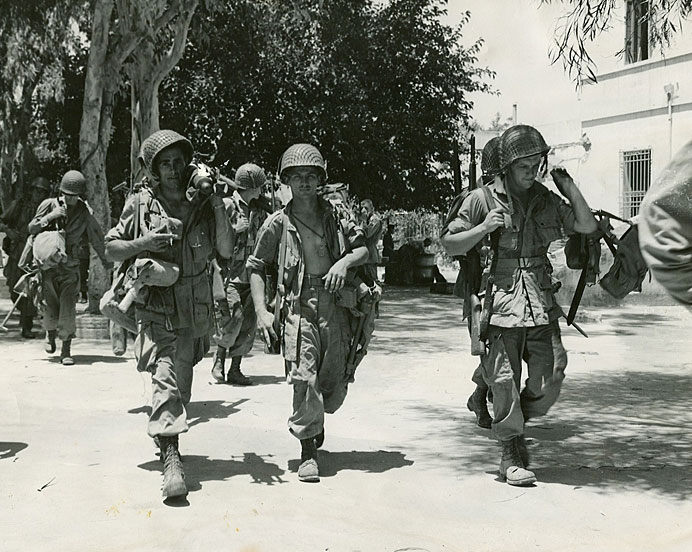
Солдати 504-го парашутного полку в Сицилії. Липень 1943

: Дата: 13-14 вересня 1943 року: Частина: 504-та (13.09) 505-та бойові полкові групи (14.09) і 509-й парашутно-десантний полк (14.09) 82-ї пдд
Операція «Аваланч» («Лавина») (англ. Operation Avalanche): Кількість десантників: 1300, 2105, 640 парашутистів. Всього: 4045 за три викидання: Зона висадки: Паестім, Салерно і Авелліно, Італія: Авіація: літаки C-47: Втрати: понад 160 убитих, близько 200 поранених і зниклих безвісти.
13 числа криза стала вже неминуча. На аеродром Ліката на Сицилії, де базувалися основні сили десанту, приземлився літак зв'язку з повідомленням від генерала Кларка особисто в руки генералові Ріджвею. Через 8 годин десант розсаджений по літаках. 504-та бойова полкова група, що зазнала значних втрат від «дружного» вогню під час висадки на Сицилію, узяла курс на Італію.
Десантування проводилося в районі Паестім з висоти буквальні 160 метрів. Основна маса десанту приземлилася на відстані до 200 метрів від центру площадки приземлення. Ніхто не приземлився на відстані понад 1,5 км. Друга хвиля десанту пройшла не так точно і вдало. Коли вони прибули через декілька годин, погода в районі зони висадки змінилася, і вони потрапили під запеклий протиповітряний вогонь зенітної артилерії німців. Підрозділи були розкидані на великій відстані. Третя хвиля пройшла вдаліше і приземлилася доволі таки компактно.
Через 15 годин після одержання листа генерала Кларка, перші 1300 парашутистів були на землі у вказаному районі, готові до виконання бойового завдання. Слідом за ними десантували підрозділи 505-го парашутно-десантного полку.
Той самий ніччю легендарний 2-й батальйон 509-го парашутно-десантного полку, під командуванням полковника Раффа в кількості 640 чоловік, що вступив першим у цій війні в бій ще в Північній Африці, здійснив висадку в районі Авелліно. Десантники виконали поставлені завдання з дезорганізації тилу противника, внаслідок чого німецько-італійське командування було вимушене кинути значні сили на розшук і знищення десантних груп, що орудували в його тилу.
Після проведення операції в районі Салерно, ставлення командування союзних військ до десантників кардинально змінилося; 82-га пдд завоювала собі репутацію з'єднання, яке може діяти в будь-яких ситуаціях і вирішувати будь-які проблеми, а за 504-м полком офіційно закріпилося прізвисько «Дияволи» (англ. The Devils) після проведеної операції, коли в щоденнику одного німецького офіцера, знайденому в Анціо, знайшли запис:
«Ці американські парашутисти…, ці дияволи в мішкуватих штанях, раптово з'явилися за 100 метрів від наших позицій. Я не міг спати всю ніч, вони вискакували з нізвідки й після стрімкої атаки так само зникали, і ми не знали, коли й де вони ударять наступного разу. Схожі на чорних дияволів з небуття…»
У ході битви при Монте-Кассіно, 501-й парашутно-десантний полк у складі VI армійського корпусу 5-ї армії взяв найактивнішу участь у невдалій морській десантній операції в районі Анціо (Операція «Shingle» («Морська галька»). Частини, що висаджувалися, мали завдання обійти з флангу німецьку «Готську лінію», що стелилася 150 кілометрів південніше) та оборонялася солдатами німецького парашутного корпусу, що стояв насмерть поблизу монастиря Монте-Кассіно. Полк був висаджений на околицях порту в першій хвилі десанту (спільно з частинами рейнджерів) на плаваючих бронетранспортерах LVT і автомобілях DUKW-353 із завданням захопити плацдарм для висадки морського десанту, який прямував з Неаполітанської затоки.
22 січня 1944 року о другій години ночі почалася операція — транспорти з військами, що стояли на якорі поблизу берега, чекали повідомлень від першої хвилі десанту. Узбережжя обороняли тільки два німецькі батальйони ослабленого складу і декілька берегових батарей, тому парашутисти й підрозділи рейнджерів, використовуючи ефект раптовості, відразу ж захопили міський порт і почали приймання суден з основними силами десанту.
Висадка пройшла дуже легко, майже без втрат, але розвинути успіх союзники не змогли: замість того щоб стрімко просуватися в тил німецьким частинам, що оборонялися південніше, війська під командуванням американського генерала Джона Лукаса, не наважилися продовжувати наступ, та ставали закріплюватися на плацдармі.
Згодом Вінстон Черчилль з гіркотою відмітив щодо цього:
«Ми чекали, що висадимо на берег дику розлютовану кішку, а це опинився здихаючий кіт».
Відповідні дії німців не примусили себе чекати: десант був наглухо заблокований контратаками на невеликому прибережному п'ятачку і декілька місяців вів важкі оборонні бої проти танкових з'єднань вермахту, практично не полегшивши положення частин, що штурмували «Готичну лінію». У цих боях 501-й полк зазнав великих втрат і незабаром евакуйований на південь Італії для переформування.

#### Підсумки бойових дій у Середземномор'ї

План операції «Нептун» з висадки повітрянодесантних військ у Нормандії. 6 червня 1944

За час наступальних бойових дій у Середземномор'ї американські повітрянодесантні частини набули першого бойового досвіду, зазнавши чутливих втрат, але вони отримали багату практику в організації та проведенні повітрянодесантних операцій. Після узяття Неаполю обидві дивізії (82-га пдд та 101-ша пдд) вивели до резерву та перекинули до Великої Британії для відпочинку, поповнення й підготовки до наступних важких боїв у Франції.
Були зроблені й певні невтішні висновки: за підсумками Сицилійської й Салернської кампаній союзні штабісти визнали, що в умовах активної протидії ППО противника не більше ніж 10 % чисельності повітрянодесантних сил може пробитися до району висадки і почати виконувати бойове завдання. Ці тези повинні були враховуватися при розробці вторгнення до Європи, де планувалося наймасштабніше застосування повітрянодесантних військ.

#### Нормандія

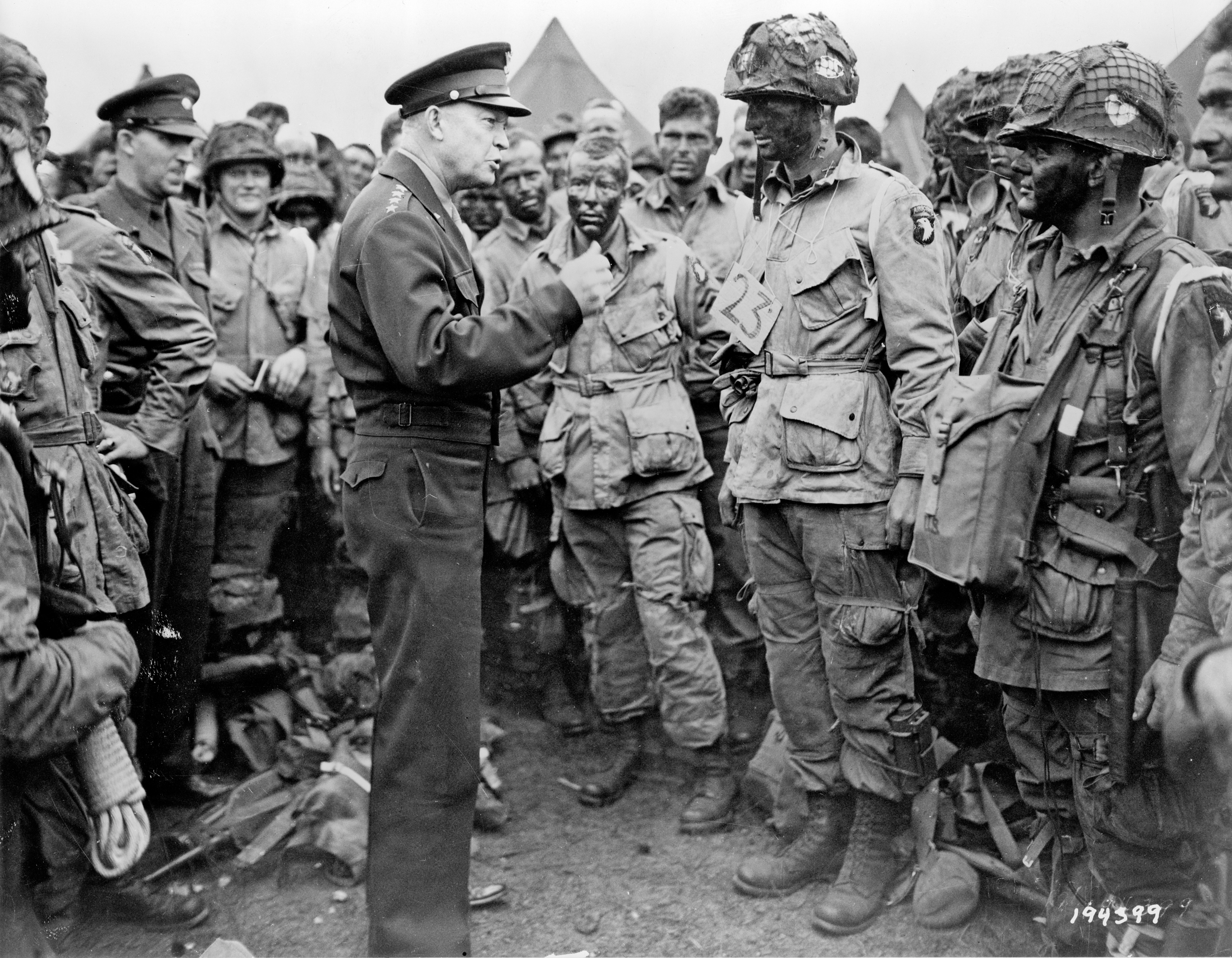
Верховний Головнокомандувач союзними військами генерал Ейзенхауер перед висадкою повітрянодесантних військ у Нормандії. 5 червня 1944

У 1944 році союзники успішно завершили усі заходи підготовки до відкриття Другого фронту у Франції. Важливу роль у проведенні Нормандської операції закликані були зіграти повітрянодесантні війська. Дивізії повітрянодесантних військ, згідно з оцінкою комісії Сенату, що проводилася напередодні вторгнення, з вивчення боєздатності армії, були охарактеризовані як, навряд чи не єдині придатні до ведення активних бойових дій у Європі. Стан підготовки більшості інших з'єднань сухопутних військ оцінювався дуже жалюгідно, а висновки комісії послугували причиною слухань у сенаті Сполучених Штатів, де волаюча неготовність армії до єдиноборства з противником (за наслідками Північноафриканської та Італійської кампаній) розцінювалася, як загроза національній безпеці країни. Тому десантників знов і знов перевіряли і інспектували командири всіх рівнів, включаючи генералів Д.Ейзенхауера — головнокомандувача на Європейському ТВД і Джорджа Маршалла — начальника штабу Армії США.
Відтепер німецьке військове керівництво, конструктивно оцінюючи досвід союзницьких десантних операцій в Середземномор'ї, розпочало демонструвати серйозні побоювання щодо імовірного розвитку майбутніх бойових дій у разі висадки військ союзників на західному узбережжі європейського континенту. Застерігалися й парашутистів — багато що підказував навіть власний досвід застосування повітряного десанту.
Так, у своїх «Спогадах» Шпєєр вказує на лист Йодлю від 29 травня 1944 року, де повідомляє про можливість завдання англо-американцями удару з боку узбережжя Північного моря, в обхід укріплених позицій «Атлантичного валу» повздовж Ла-Маншу. На його думку, союзникам для цього потрібно дві речі — потужна бомбардувальна авіація, яка зруйнує всі мости через Рейн, відрізавши таким чином військам, що знаходяться у Франції, дорогу на схід, і значні сили повітряного десанту, здатні висадитися в першій хвилі та захопити стратегічні плацдарми: «… я серйозно застерігався, що події розвиватимуться в такій послідовності: противник викидає повітряні десанти на аеродроми Гамбурга і Бремена, потім його невеликі за чисельністю підрозділи захоплюють порти цих міст, де висаджуються потужні армійські угрупування, які, практично не зустрічаючи опору, просуваються до Берліна».
У союзних штабах, навпаки, з нашорошеністю відносилися до ідеї реалізації великого парашутного десанту на початковій фазі вторгнення. Командувач силами тактичної авіації, яка безпосередньо виділялася для участі в операції «Оверлорд» головний маршал повітряних сил королівських ПС Британії сер Траффорд Лі-Меллорі, проаналізувавши міць протидесантних споруд у пунктах, де планувалася висадка десанту, дійшов до висновку, що після десантування лише «30 % повітряних вантажів будуть придатні до використання проти ворога», й доповів про можливість «безглуздого знищення двох відмінних дивізій (82-ї та 101-ї), попереджаючи, що втрати можуть сягати 70 %». Британський воєначальник наполягав на повному скасуванні висадки десанту повітряним способом.
Особливої критики зазнала здатність повітрянодесантних підрозділів протистояти атакам танкових підрозділів противника, які були озброєні важкими «Тиграми». Жоден вид протитанкової зброї не міг впоратися з цим монстром. Протитанкові снаряди американської 37-мм гармати, основної артилерійської системи, що перебувала на озброєнні повітрянодесантних військ, просто відскакували від броні «Тигрів», як тенісні м'ячики.
Генерал-лейтенант Омар Бредлі, що командував головною ударною силою морського десанту — 1-ю армією, навпаки, постійно вимагав висадки в тилу німців перед своїм фронтом великого повітряного десанту, приділяючи організації взаємодії з парашутистами пріоритетне місце у своїх оперативних планах.
Тому після тривалого та ретельного обмірковування (генерал Ейзенхауер згодом висловився про цей епізод свого життя: «Важко несамовитіше придумати проблему…») головнокомандувач повідомив Лі-Меллорі, що план операції залишається без змін, наказавши йому «передбачити до останньої дрібниці всі тонкощі операції, які здатні зменшити небезпеку». Більш за це, розуміючи, що в повітрянодесантних з'єднаннях, які першими вступлять у сутичку з ворогом, винятково важливо було підтримати їхній високий бойовий дух, він наказав:
«Як і всім солдатам, їм слід розуміти, що це має бути важка робота, але вони повинні йти на виконання цього завдання із рішучістю його виконати»,
 — рядки зі звернення Ейзенхауера до командного складу повітрянодесантних військ.
Для здійснення висадки на узбережжі Ла-Маншу (операція «Нептун») усі союзні парашутні частини були зібрані в кулак. 82-га дивізія, у складі 505-го, 507-го, 508-го парашутно-десантних, а також 325-го планерно-десантного полків; 101-ша дивізія у складі 501-го, 502-го, 506-го парашутно-десантних та 327-го планерно-десантного полків, пізніше до них приєдналася третя — 17-та, повітрянодесантні дивізії сформували XVIII повітрянодесантний корпус. Його командиром був призначений генерал-майор Метью Ріджвей.
Кадрові переставляння були проведені й в командуваннях обох дивізій: на посту командира 101-ї генерал-майора Вільяма Лі (англ. William Lee), який переніс серцевий напад, змінив генерал-майор Максвелл Давенпорт Тейлор, а 82-гу від самого Ріджвея прийняв бригадний генерал Дж. М. Гевін, наймолодший командир дивізії армії США часів Другої світової.
Для забезпечення десантування союзних військ (загалом 35 тисяч солдатів та офіцерів) у Нормандській повітрянодесантній операції, командуванням було виділено понад 2300 транспортних літаків і 2600 планерів. Особлива увага при підготовці операції приділялася забезпеченню надійного зв'язку з авіацією і флотом, які повинні були надавати підтримку частинам парашутистів за першим їх викликом.
Дата: 6 червня 1944 року: Частина: 82-га, 101-ша повітрянодесантні дивізії: Операція: «Нептун» (висадка повітряного десанту), частина операції «Оверлорд»: Кількість десантників: 6 420 (82-га пдд), 6 928 (101-ша пдд), 3 900 (доставлено планерами): Зона висадки: Нормандія, Франція: Авіація: 2 300 літаків С-47s, 2 600 планерів: Втрати: 1 003 загиблих, 2 657 поранених і 4 490 зниклих безвісти (захоплено в полон). 
4 670 — 101-ша пдд (546 убитих, 2 217 поранених і 107 зниклих безвісти), і
 4 480 — 82-га пдд (457 убитих, 1 440 поранених і 2 583 зниклих безвісти)
82-га, 101-ша дивізії США та 6-та дивізія Великої Британії (всього близько 18 тисяч чоловік — наймасштабніший до того часу в історії парашутний десант) були скинуті на французький берег перед світанком 6 червня 1944 року, на берегу річки Орн, на північ від міста Карантан (прямо в тил розташованій на цій ділянці узбережжя німецькій 91-й авіапольовій дивізії). Крім захоплення переправ, в їхнє завдання входило прикриття правого флангу частин 1-ї американської армії, що висаджувалися на узбережжі в секторі Юта (у перший день операції — 4-ї піхотної дивізії XV армійського корпусу) з боку півострова Котантен, поблизу важливого морського порту Шербур.
Перед тим, як транспортні «дакоти» перетнули лінію французького берега, всі засічені на той час пости радіолокації німців у Нормандії зазнали спустошливого нальоту та були знищені. З цієї причини, а також у зв'язку з завданням масованих авіаційних ударів (у ніч на 6 червня літаки 8-ї американської повітряної армії та британського бомбардувального командування скинули на Нормандію понад 17 тисяч тонн авіабомб) на всю глибину протидесантної оборони в смузі висадки, проникнення в тил групи армій «В» великих сил ворожих парашутистів спочатку виявилося непоміченим.
82-га дивізія десантувалася в районі залізниці у Сент-Мер-Егліз, 101-ша, — дещо південніше, поряд з мостами через Дув. Висаджені підрозділи були зустрінути вогнем німецької ППО, тому розсіялися значно більше, ніж планувалося (на площі більш ніж 150 квадратних кілометрів), але зуміли абияк зосередитися (до речі, без особливої протидії з боку німців) і негайно розпочали активні дії в тилу німецьких позицій, по суті, поклавши таким чином, початок існуванню другого фронту.
При проведенні повітрянодесантної операції в Нормандії 9 червня 1944 здійснив свій героїчний подвиг і посмертно нагороджений медаллю Пошани рядовий 1 класу 325-го десантно-планерного полку 82-ї дивізії Чарльз Де Глоппер, який ціною свого життя забезпечив виконання бойового завдання із захоплення важливого моста і зберіг життя своїм товаришам. Чарльз Де Глоппер став першим в історії повітрянодесантних військ США військовослужбовцем відзначеним цією найвищою військовою винагородою.
Єдиною серйозною перешкодою на перших порах стало виявлене британською розвідкою затоплення німцями через шлюзи просторих низин на східному узбережжі Котантена. Близько 450 десантників, потрапивши у водоймища, що утворилися, загинули під вагою амуніції. Ті, що залишилися в живих, зосередившись у розрізнені групи та загони (генерал-майор Ріджвей, що командував операцією, зокрема, спочатку очолив загін чисельністю всього в десяток десантників), почали атакувати всі німецькі об'єкти, і підрозділи противника, що знаходилися на їхньому шляху, розбурхавши всю німецьку оборону.
У перший же день, 6 червня 1944, в День Д десантники зазнали важких втрат: 82-га пдд втратила 1259, і 101-ша пдд 1240 чоловік убитими, пораненими, зниклими безвісти й захопленими в полон. Близько 60 % бойового спорядження та вантажів 101-ї дивізії було втрачено або розбилося при десантуванні.
Після завершення війни, часто виникало питання, а чи коштувала така кількість жертв серед десантників досягнутим цілям? Найкраще на це питання відповідає аналіз результатів висадки морського десанту на двох головних плацдармах: «Омаха» і «Юта», де морська піхота і піхотні частини США висаджувалися на узбережжі Франції.
У тиловій смузі ділянки «Юта Бич» був викинутий десант, який своїми діями блокував шляхи підходу німецьких резервів і всіляко сприяв просуванню основних сил 7-го корпусу США суходолом. Втрати морського десанту, що висадився на цієї ділянці сягали майже 197 чоловік, до того ж 60 з них загинуло при переході через Ла-Манш. До кінця дня, вони змогли зосередити понад 23 000 осіб і 1 800 бойових машин на узбережжі.
За твердженнями полонених німецьких офіцерів 7-ї армії, десантники своїми діями вносили велику смуту в їхні дії. Просування військ було ускладнене, підрозділи постійно натрапляли на загони парашутистів, і вимушені були вступати з ними в бій, втрачаючи при цьому дорогоцінний час. Діючи, по суті, позаду «Атлантичного Валу», десантники нападали на штаби, колони військ, що висувалися, підрозділи тилу, артилерійські батареї, захоплювали мости, чим приводили противника в стан сум'яття і плутанини.
На ділянці ж «Омаха», висадка парашутного десанту не проводилася. Всю міць протидії берегових частин і резервів, що підійшли, відчули на собі частини 5-го корпусу США, що висаджувалися на цьому напрямку. 1-ша і 29-та піхотні дивізії змогли просунутися тільки на 2 км углиб території, втративши при цьому 2374 людини лише за перший день боїв. Узбережжя Франції на цій ділянці було буквально залите кров'ю солдатів, що висадилися, тому цей плацдарм отримав в історії назву — «Кривава Омаха».
33 дні, до 8 липня десантники вели активні бойові дії на території Північної Франції, поки їх не вивели до Англії на переукомплектування: за цей час з 25000 осіб, що десантувалися в тил ворога, повітрянодесантні війська США втратили 8150 чоловіків вбитими, такими, що потонули, зниклими безвісти, пораненими та полоненими.

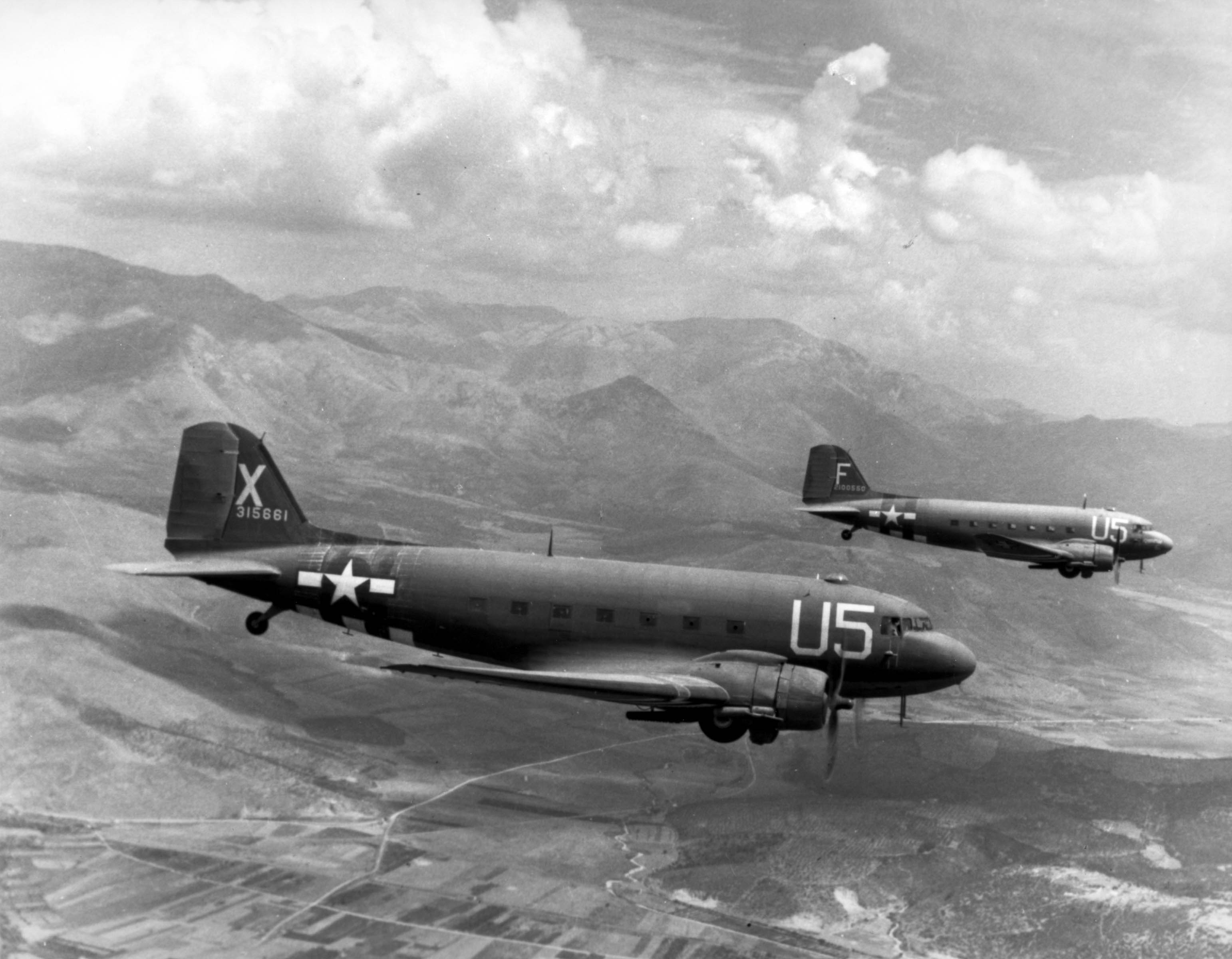
Транспортні літаки С-47 прямують для висадки десанту на французькому узбережжі. 15 серпня 1944

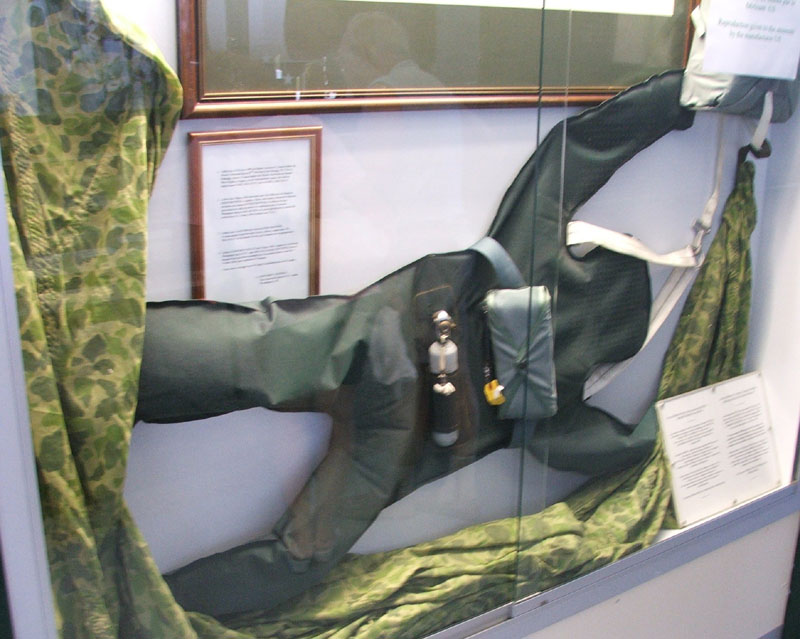
Зразок муляжу-парашутиста «PD-Pack», які використовувались під час операції «Драгун».

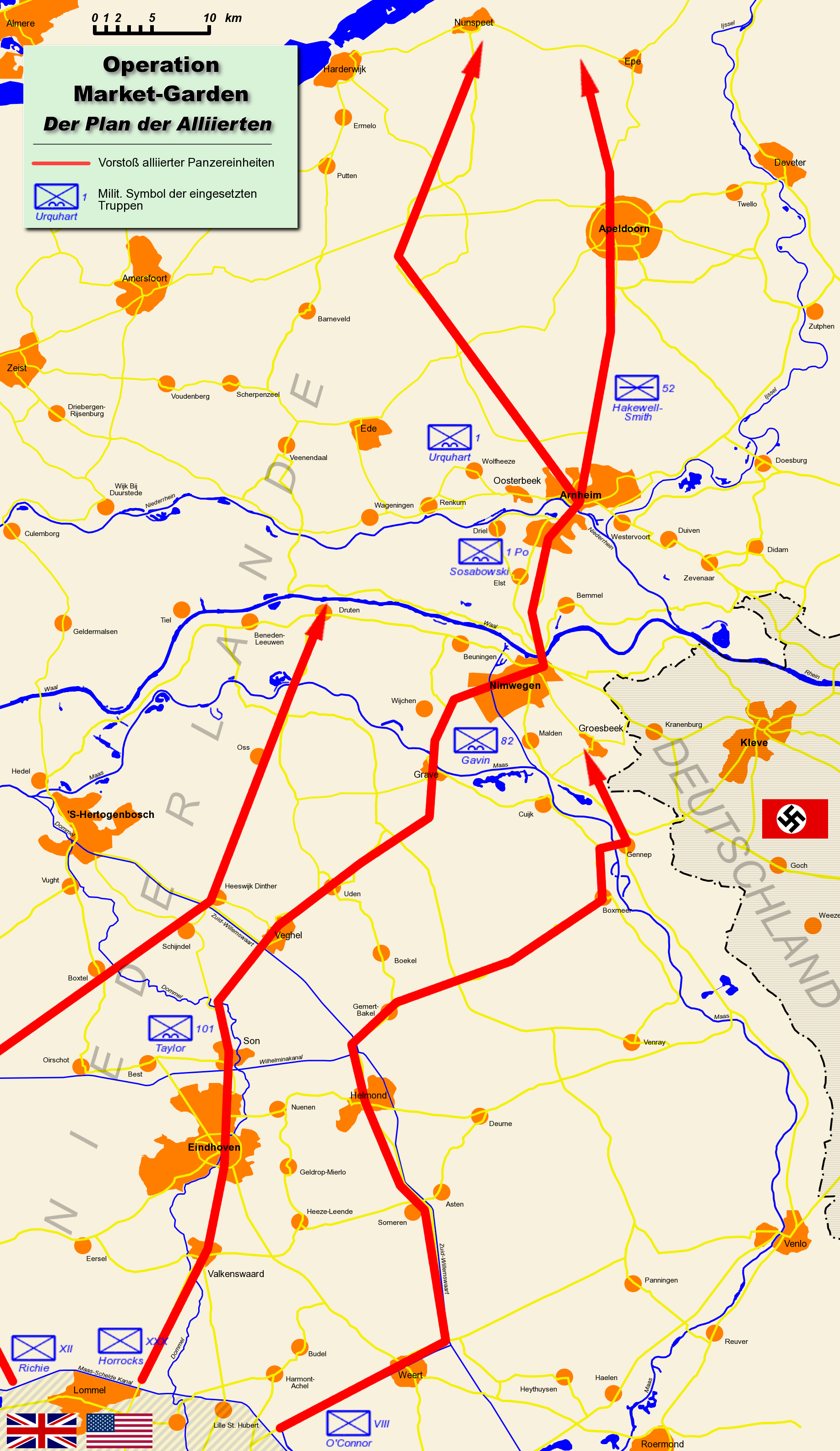
План операції «Маркет-Гарден». Вересень 1944

#### Південна Франція
Дата: 15 серпня 1944 року: Частина: 1-ша бойова оперативна повітрянодесантна група: Операція: «Драгун»: Кількість десантників: 5 607
Зона висадки: Французька Рив'єра, південне узбережжя Франції: Авіація: 400 С-47
Втрати: н/д
Перед початком висадки військ на південне узбережжя Франції, американці організували посилені заходи щодо введення противника в оману, відносно запланованої зони викидання повітряного десанту. Шість літаків вилетіли з аеродромів в Італії, транспортуючи за собою довгі смуги алюмінієвої фольги, яка викликала на екранах радарів противника враження, що ціла армада транспортних літаків англо-американців наближається до Тулона. Хибна зона висадки була організована на північному заході від цього французького міста, куди літаки десантували 600 парашутів з муляжами та електронним пристосуванням, що симулює звуки бою.
Надалі в ході висадки союзників на півдні Франції в районі Сен-Рафаеля разом з британським полком 400-ми літаками С-47 з масштабним використанням планерів десантувався 508-й парашутний полк армії США. Збірна 1-ша повітрянодесантна бойова група «Регбі» (англ. 1st Airborne Task Force), до складу якої він входив, була дислокована в районі піку Пунта Ла-Мармора в центральній частині Сардинії та звідти перекинута на французький континент. Захопивши залізничну станцію Ле-Мюї, парашутисти ускладнили підхід німецьких резервів до району висадки морського десанту і дезорганізували оборону нечисленних частин вермахту на цій ділянці.
21 серпня 1944 року XVIII корпус, як складова частина, увійшов до Першої союзної повітрянодесантної армії. Очолити армію було доручено американському генерал-лейтенантові Луїсу Г. Бреретону. Віднині штаб армії планував всі великомасштабні десантні операції на європейському ТВД. Взагалі, згідно з поглядами, що існували в той час, будь-які з'єднання та об'єднання, що перевершували силу дивізії, могли створюватися лише на тимчасовій основі на певний період для полегшення спільної бойової діяльності різних частин повітряного десанту і керівництво ними. Всього до складу 1-ї повітрянодесантної армії увійшло п'ять дивізій — три американські (82-га, 101-ша та 17-та) і дві британські (1-ша та 6-та), а також декілька штатних з'єднань військово-транспортної авіації.

#### Операція «Маркет Гарден»
Дата: 17-25 вересня 1944 року: Частина: 82-га, 101-ша повітрянодесантні дивізії: Операція: «Маркет Гарден»: Кількість десантників: 7 250 (82-га пдд), 6 928 (101-ша пдд), 3 900 (доставлено планерами). Всього: 18 348 десантників.
Зона висадки: Грейв, Неймеген, Нідерланди: Авіація: 1 438 літаків С-47s, 321 переобладнаний бомбардувальник та 2 160 планерів (загалом за операцію): Втрати: 3 542 вбитих та зниклих безвісти (захоплено в полон). 
2110 — 101-ша пдд (вбитих та зниклих безвісти), та
1432 — 82-га пдд (вбитих та зниклих безвісти).
Операція «Маркет-Гарден» стала наймасштабнішою повітрянодесантною операцією у світовій історії воєн. Головним завданням операції ставилося: захоплення та утримання стратегічно важливих мостів через головні водні перешкоди на території окупованої німецькими військами південної Голландії, з метою створення умов щодо безперешкодного просування рухомих з'єднань углиб оборони противника та виходу їх на оперативний простір у Північно-Західній Німеччині.

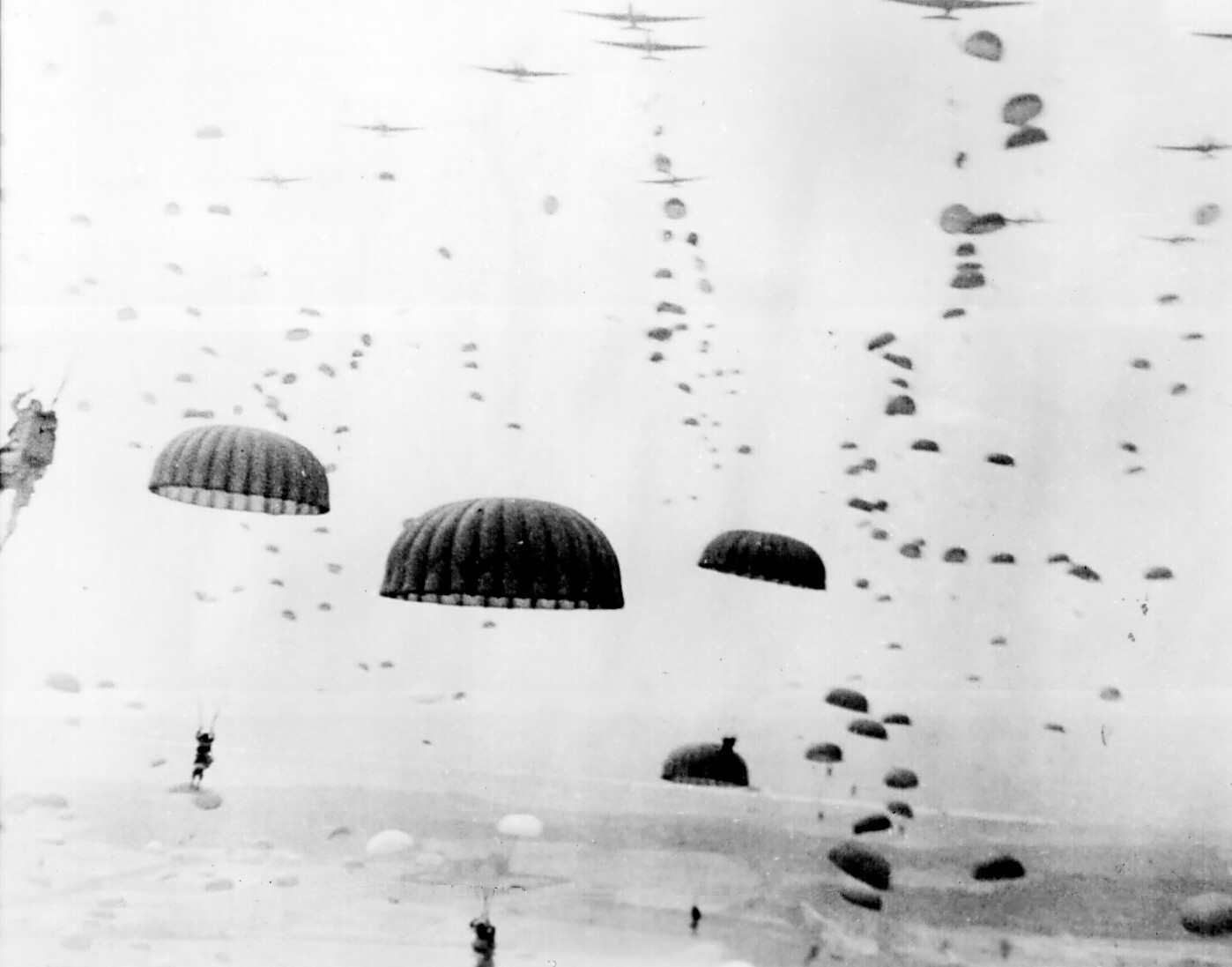
Десант у Голландії

Американська 82-га повітрянодесантна дивізія здійснює десантування в ході операції «Маркет Гарден» 1944, Голландія

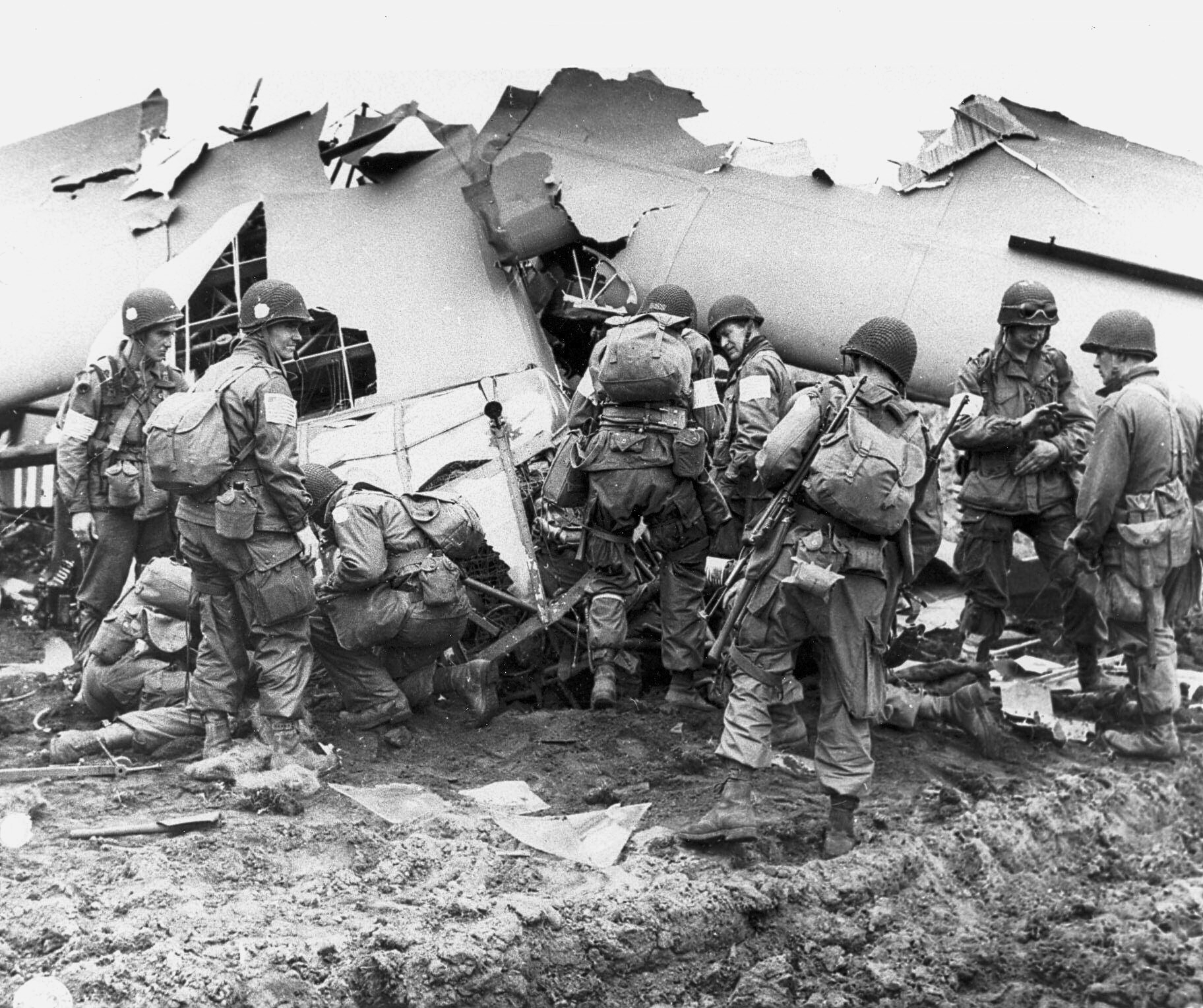
Десантники планерних частин біля планера, що розбився при посадці. 1944

Початок операції позначився успіхом у зв'язку з захопленням стратегічно важливого мосту через річку Ваал поблизу голландського міста Неймеген. Але ж в цілому, операція зазнала поразки, тому що 1-ша британська повітрянодесантна дивізія здалася не спроможна захопити та утримати мости поблизу голландського міста Арнем. Головні сили сухопутних військ, XXX армійський корпус Великої Британії, не зміг прорватися до визначеного мосту, і як наслідок, більша частка сил 1-ї повітрянодесантної дивізії (близько 7 000 десантників) була захоплена в полон.
Операція проводилася за двома напрямками: «Маркет»: — висадка великого парашутного десанту союзників (101-ша та 82-га повітрянодесантні дивізії армії США, 1-ша британська повітрянодесантна дивізія та 1-ша окрема повітрянодесантна бригада Польщі) для захоплення низки головних мостів на 8 водних перешкодах та «Гарден»: — наступ XXX британського армійського корпусу через визначені райони десантування в загальному напрямку на Апелдорн.
Для проведення повітрянодесантної операції в Голландії залучалося: 34 600 парашутистів, (14 589 — було висаджено посадочним способом з планерів, 20 011 — парашутним способом) при застосуванні великої кількості військово-транспортної авіації: 1 438 — літаків, 321 — переобладнаний бомбардувальник та 2160 — планерів.
Військові історики у своїх працях неодноразово підкреслювали, що крах операції «Маркет Гарден» став причиною провалу всієї подальшої кампанії на північно-західному напрямку Західного фронту в 1944 році. В результаті проведення операції «Маркет Гарден» елітні повітрянодесантні з'єднання зазнали дуже серйозних втрат та більш за це, втратили боєздатність й не змогли бути залучені для розвитку успіху на найважливіших напрямках наступу союзників протягом тривалого часу.
Головними чинниками поразки частин, що висадилися, стали:
- відсутність достеменних розвідувальних даних про наявність противника в районі висадки;
- швидка втрата раптовості;
- розпорошування сил, виділених для операції, на вирішення незначних завдань;
- відсутність будь-якої ініціативи з боку командування XXX армійського корпусу Великої Британії через повільне просування на допомогу десанту його з'єднань та, як це ні парадоксально для 1944 року,
- слабка авіаційна підтримка.

В цілому англо-американці явно нехтували противником і переоцінили свої можливості.

#### Бастонська битва
У ході відбиття німецького наступу в Арденнах взимку 1944—1945 рр. повітрянодесантні частини також брали найактивнішу участь, але вже не як повітряний десант, а як звичайна піхота.
82-га пдд маршем висувалася в райони ведення бойових дій і в зустрічному бою в районі міста Труа-Пон і Вієлсальм, зіткнулася з передовими частинами 1-ї танкової дивізії СС «Адольф Гітлер» під командуванням штандартенфюрера СС Йоахіма Пайпера.
У ході цих боїв рядовий 1-го класу Мартін (325-й десантно-планерний полк) вимовив одну з найпам'ятніших у США часів війни фраз, заявивши командирові відступаючого американського танка:

| «Постав свою машину за мною — я з 82-ї повітрянодесантної, і далі ці вилупки не пройдуть!» Оригінальний текст (англ.) «...pull your vehicle behind me - I’m the 82nd Airborne, and this is as far as the bastards are going!» |
В іншому важливому епізоді цієї битви — боях армії союзників в оточеному бельгійському місті Бастонь і його околицях — найактивнішу участь грала 101-ша повітрянодесантна дивізія.

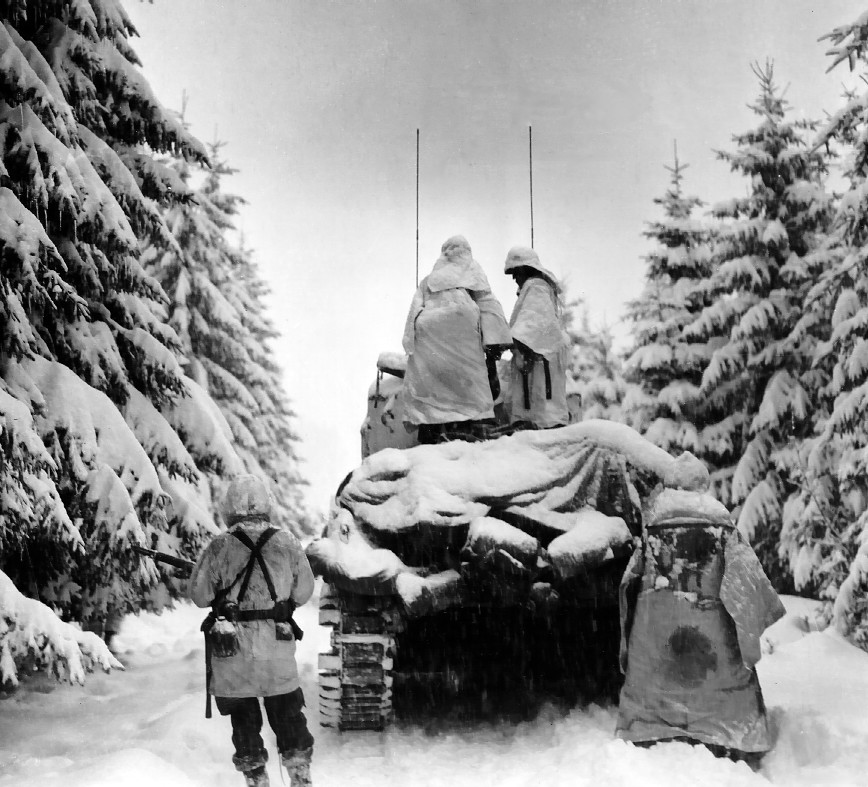
Підрозділи 82-ї дивізії в боях під Бастонью

Для успішного наступу, в зимових умовах Арденн, механізованим частинам німців було потрібно наступати дуже швидко, і наступати лише дорогами. Усі сім головних доріг в Арденнах сходилися біля маленького міста Бастонь, контроль над яким був життєво важливим для обох сторін. Бастонь, яку втримували союзники, зменшувала швидкість німецького наступу; якби місто захопили німці, то це підвищило б швидкість наступу німецьких колон і поліпшило б їхнє постачання.
Коли командування союзників з'ясувало, що головний удар німецька армія здійснює через Арденни в напрямку на Брюссель, воно почало масово передислоковувати війська, намагаючись закрити проломи в обороні та підсилити ключові точки фронту. Частиною цих переміщень стало розгортання в Бастоні угруповання військ до складу якого входили: 101-ша повітрянодесантна дивізія, бойова група «Б» 10-ї бронетанкової дивізії і 463-й дивізіон польової артилерії.
Таким чином, це угруповання союзників було оточене частинами німецької п'ятої танкової армії; захисники Бастоні поступалися німцям чисельно і страждали від нестачі зимового обмундирування. Через сувору зимову погоду їх неможливо було ні забезпечити підтримкою тактичною авіацією, ні налагодити належним чином постачання повітрям; їм доводилося розраховувати лише на себе. Проте німці, порушуючи один з головних принципів військової тактики — масоване зосередження військ в одному місці, розпочали атакувати обложених з різних напрямків периметру оборони один за одним. Це грало на руку американцям, оскільки вони отримали можливість маневрувати військами і таким чином, зменшували кількісну перевагу німців.
Контрольована союзниками Бастонь стала самою великою перешкодою на шляху танкового наступу німців; бойовий дух військ союзників на всьому Західному фронті підтримувався вістями про стійкість захисників обложеного міста.
23 грудня погода покращала, літаки союзників продовжили польоти, підтримуючи з повітря сили союзників, які обороняли Бастонь, доставляючи їм найпотрібніше: їжу і боєприпаси. Одній з частин третьої армії Паттона, 37-му бронетанковому полку, врешті решт вдалося прорвати блокаду наступного дня після Різдва.
Найзнаменитіша фраза цієї битви належить командирові 101-ї дивізії, бригадному генералові Ентоні Маколіфу. Коли його повідомили про німецький ультиматум щодо капітуляції, він спочатку вирішив, що це німці збираються здатися в полон йому. Отримавши роз'яснення, що німці вимагали здаватися американцям, він розсміявся і відповів:

| «Ми — здатися? О, дурні!» Оригінальний текст (англ.) «Us surrender? Aw, nuts!» |
У битві під Бастонью також брала участь інша повітрянодесантна дивізія — 17-та повітрянодесантна дивізія (США) — яка отримала перше бойове хрещення та втратила 178 офіцерів і 2022 солдати і сержанти в цих кровопролитних боях.

#### Рейнська десантна операція
Дата: 24 березня 1945 року

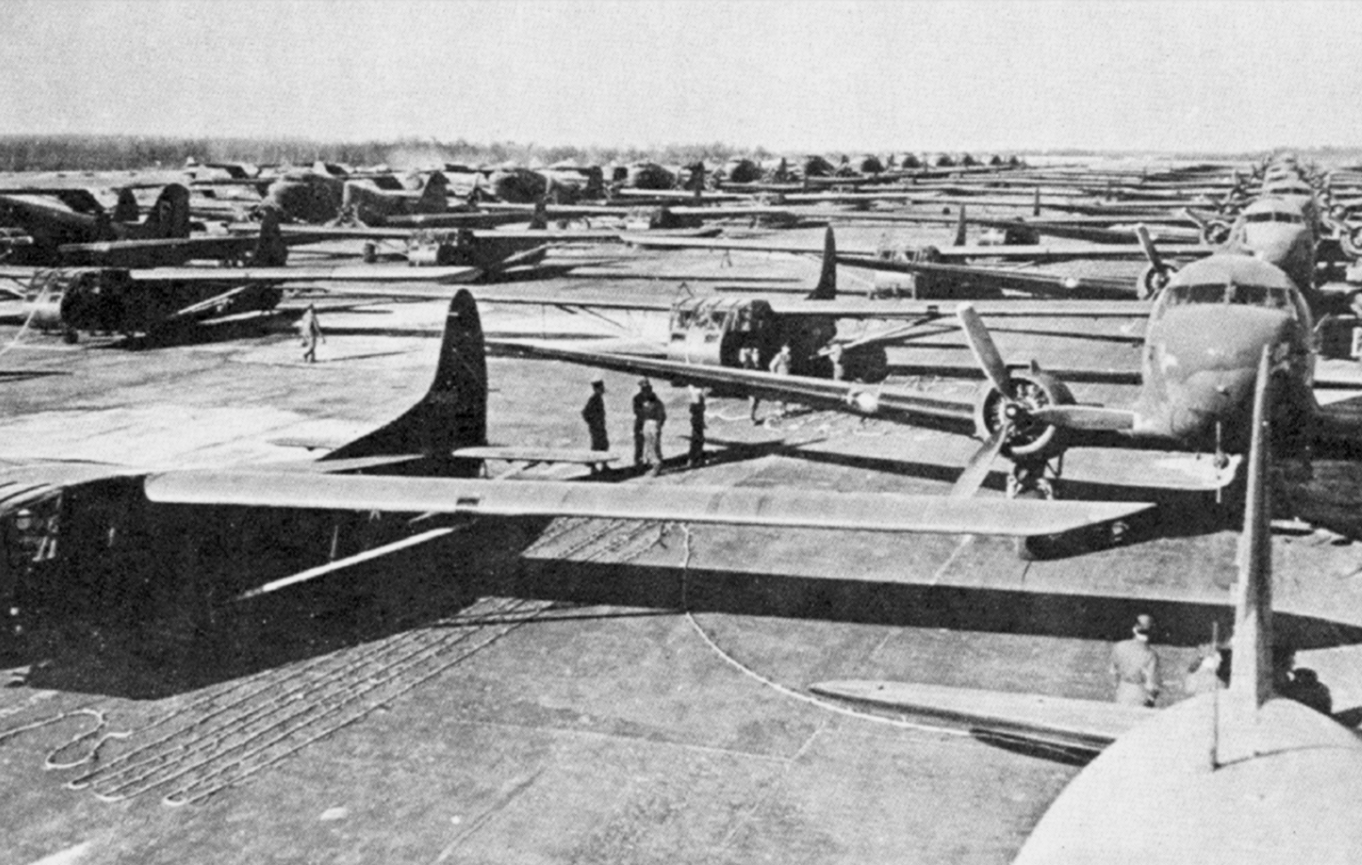
Літаки С-47s та планери CG-4s в готовності до зльоту. Рейнська повітрянодесантна операція. 24 березня 1945

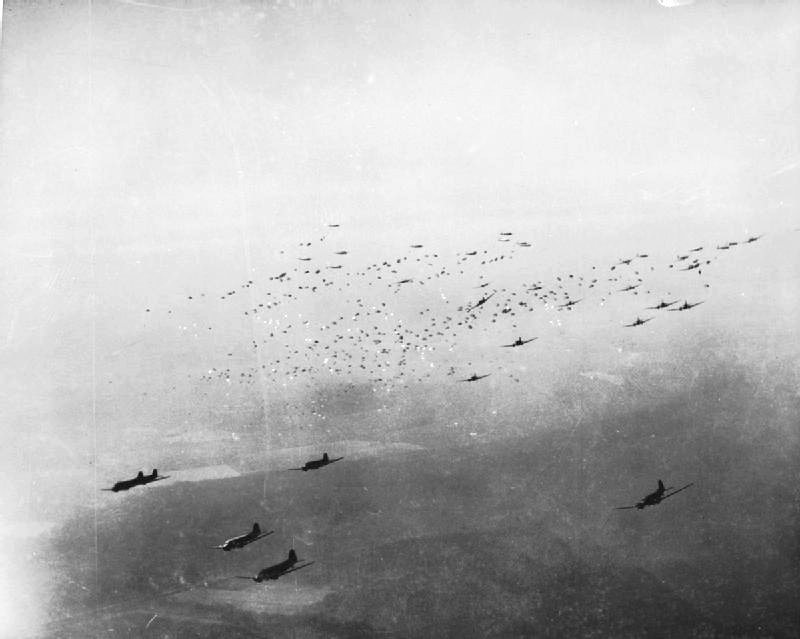
Десантування в ході Рейнської повітрянодесантної операції. Березень 1945

Частина: 17-та повітрянодесантна дивізія

Операція: Операція «Версіті»

Кількість десантників: 4 964 американців з числа 17 122, що висадилися

Зона висадки: Везель, Німеччина

Авіація: 1595 літаків С-47s, C-46 Commando і 1347 планерів

Втрати: 1003 вбитих, 2657 поранених і 4490 зниклих безвісти
Весна 1945 р. ознаменувалася активними бойовими діями в долині р. Рейн. Війська союзників знову перейшли в наступ й, нарешті, вийшовши до берегів Рейну стали готувати остаточний удар у саме серце Німеччини.
Повітрянодесантна операція, що була проведена за річкою Рейн, відома під кодовою назвою «Версіті», й стала найскладнішим у війні масованим перекиданням повітрянодесантних військ. Для проведення цієї операції було залучене понад 5 000 винищувачів і 3 000 бомбардувальників, що надавали підтримку 1 595 транспортним літакам і 1 347 планерам та більшість аеродромів Англії, Бельгії і північної Франції.
Операція була спланована командуванням 1-ї повітрянодесантної армії союзників під керівництвом генерал-лейтенанта Л. Бреретона. Викидання парашутних і висадка планерних військ здійснювалися під керівництвом командира XVIII американського повітрянодесантного корпусу генерал-майора М. Ріджвея. До складу корпусу входили дві повітрянодесантні дивізії: 6-та англійська (командир генерал-майор Е.Болс) і 17-та американська (командир генерал-майор В. Майлі), та, що відзначилася в битві за Арденський виступ (під Бастонью).
На північному фланзі наступаючих військ форсування Рейну здійснювала 2-га англійська армія, якій був доданий XVIII пдк. Корпус отримав завдання — шляхом застосування повітрянодесантних з'єднань захопити важливі в тактичному відношенні ділянки місцевості і тим самим порушити оборону противника на лінії р. Рейн у районі Везеля; швидко розширити плацдарм, захоплений англійськими наземними військами, що форсували Рейн, і забезпечити підтримку подальших наступальних дій 2-ї армії. Десантування повинне бути проведене вранці 24 березня і планувалося здійснити безпосередньо на об'єкти захвату або на деякій відстані від них.
Дві німецькі дивізії, 7-ма парашутна і 84-та піхотна, обороняли ділянку, поздовж якої повинна була переправлятися 2-га армія союзників. Противник знаходився в декілька сприятливішому положенні, ніж якийсь час назад у ході запеклих боїв у Рейну. Обидві дивізії до цього зазнали великих втрат, але вдало використали час для відновлення боєздатності після недавнього відходу за Рейн. У дивізіях були вжити спеціальні заходи щодо організації протидії можливому викиданню (висадці) повітряного десанту союзників: артилеристи та зенітники цілодобово чергували на своїх позиціях; спеціально сформовані добірні протидесантні загони дислокувалися поблизу всіх імовірних районів десантування.
У ході десантування із загального числа транспортних літаків, що брали участь в операції — 440 були сильно пошкоджені, а 53 збиті винищувачами і вогнем зенітної артилерії німців. Не зважаючи на значні втрати в повітрі, всі повітрянодесантні підрозділи були доставлені до районів їхніх дій. Окрім 513-го парашутно-десантного полку американської 17-ї дивізії, всі підрозділи точно прибули у визначені ним райони бойових дій. Так, 513-й парашутно-десантний полк приземлився в районі 6-ї англійської дивізії приблизно на 300 м на північ від визначеної для нього ділянки. Протягом лише двох годин на корпусний плацдарм повітрям було доставлено в цілому 17 122 десантники, 614 «вілісів», 286 артилерійських гармат і мінометів, сотні тонн бензину, продовольства і боєприпасів.
Після успішного проведення Рейської десантної операції з'єднання повітряного десанту добивали німецькі війська, що протистояли їм у Рурі та в центральній частині Німеччини. 82-га дивізія надалі брала участь у форсуванні Ельби (101-ша в цей час ще не завершила доукомплектування після боїв в Арденнах). Після капітуляції Німеччини 101-ша пдд була виведена до США, де в листопаді 1945 року зарахована до резерву сухопутних військ. Незабаром за нею прослідкувала решта десантних з'єднань, які воювали у Європі.

#### Тихий океан
На Тихоокеанському театрі воєнних дій ситуація складалася таким чином, що виконання багатьох завдань, без застосування повітрянодесантних військ було просто неможливо. Генерал Макартур, призначений Командувачем військами на Південно-західному напрямку Тихоокеанського театру воєнних дій, високо оцінював потенційні можливості застосування повітрянодесантних військ, що можуть принести успіх на цьому напрямку війни з Японією. Він чудово розумів, що незважаючи на активні дії розвідки японців, які знали про існування повітрянодесантних частин у американців на Тихому океані, противник був не в змозі передбачити місце і час проведення можливої повітрянодесантної операції. Тим більше, виходячи із стратегічних особливостей даного театру дій, японці не маючи достатніх сил і засобів, були не здатні забезпечити надійну оборону, особливо в тиловій зоні, на всіх захоплених островах і архіпелагах.
Можливий ареал застосування десанту природно був обмежений радіусом дії військово-транспортних літаків, що перебували на озброєнні союзників, проте своєчасно попередити про початок операції та відреагувати належним чином, ані армія, ані флот не мали можливостей. Макартур вірив у перевагу повітряного десанту і планував його застосування при будь-якій сприятливій обстановці.

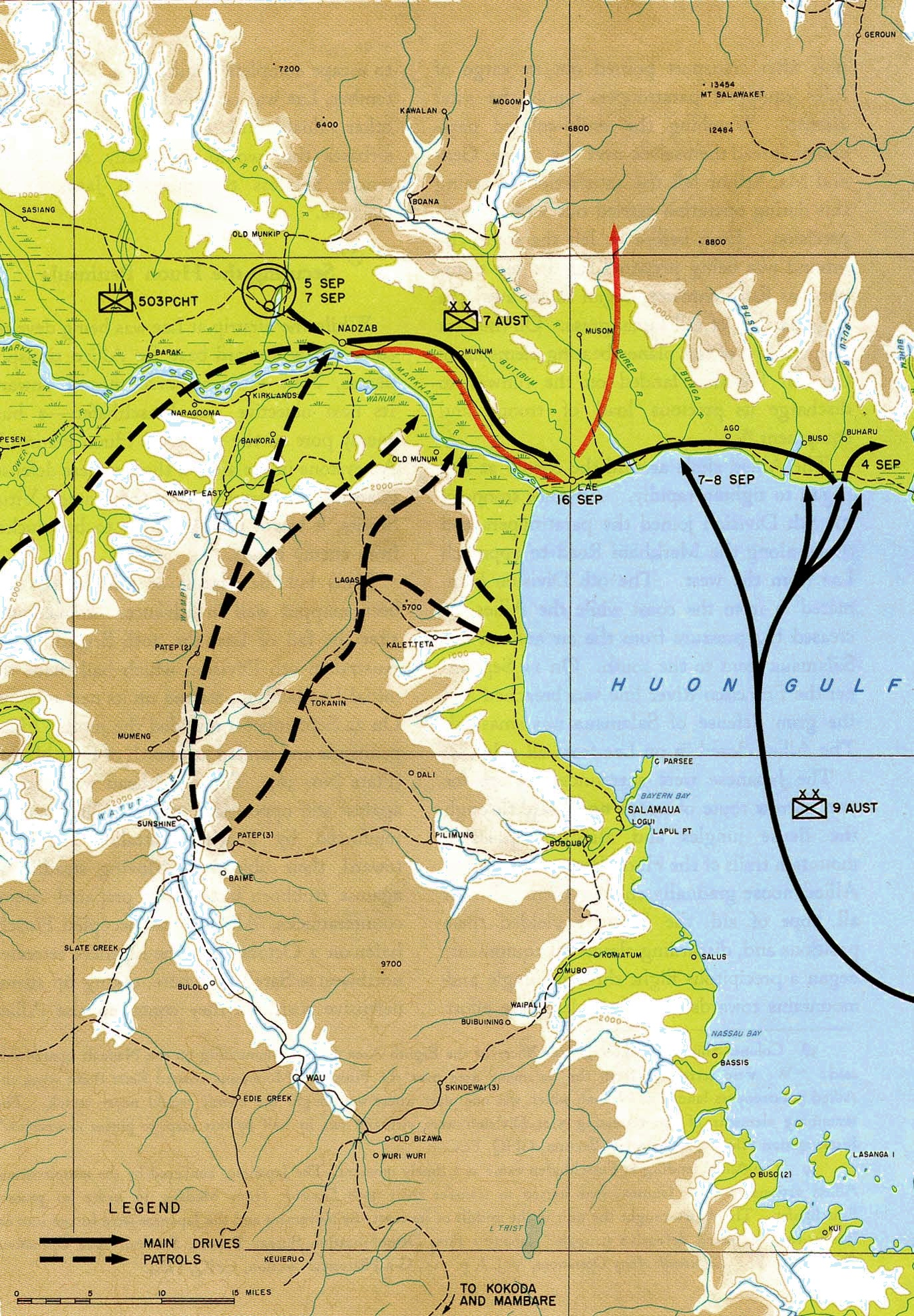
Висадка повітрянодесантних військ в Наджабі. Папуа Нова Гвінея. 1943

##### Перші операції
Угруповання повітрянодесантних військ союзників на Тихоокеанському театрі дій мало у своєму складі: 11-ту повітрянодесантну дивізію, 503-ю бойову парашутно-десантну полкову групу (англ. 503d Parachute Regimental Combat Team), що з грудня 1942 року передислокувалися до Австралії, а також комплект десантних частин австралійських збройних сил.
У жовтні 1942 року Військовий Департамент США надав наказ на передислокацію 503-ї бойової парашутно-десантної полкової групи на Тихоокеанський театр воєнних дій. Перевезення військ групи здійснювалося океаном, на переобладнаному голландському круїзному кораблі фр. Poelau Laut, почалось 19 жовтня 1942. Після 42-х денної подорожі морем, виснажені десантники прибули, врешті решт, 2 грудня в порт призначення Каїрнс в провінції Квінсленд, Австралія.
Підготовка полкової групи проводилася спільно з австралійськими збройними силами до літа 1943 року.

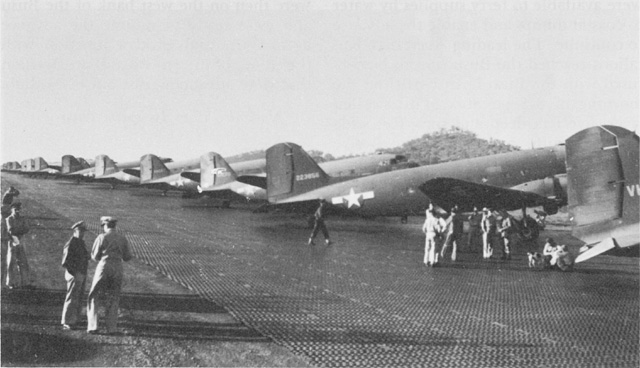
С-47 перед початком операції

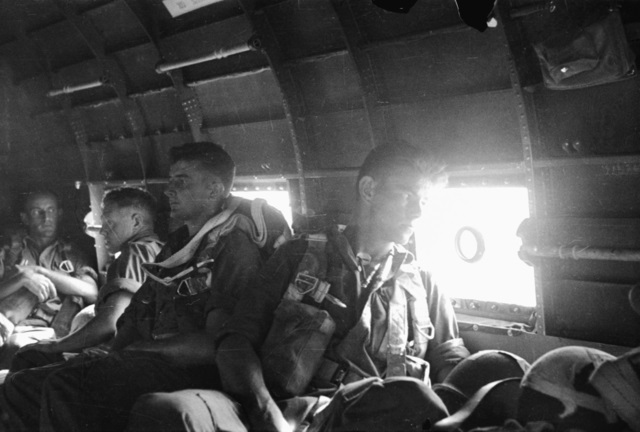
Переліт повітрям десанту перед висадкою в Наджабі

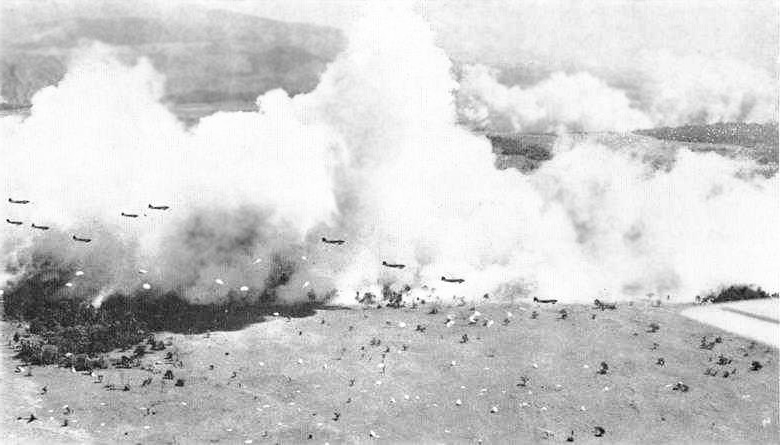
Військово-транспортні літаки С-47 (під прикриттям димової завіси) здійснюють десантування 503-ї бойової парашутно-десантної полкової групи в Наджабі. Папуа Нова Гвінея. 5 вересня 1943

7 серпня 1943 503-тя група отримала перший бойовий наказ на проведення повітрянодесантної операції. Першим бойовим завданням було — десантування і захоплення аеродрому Наджаб у районі міста Лае на північно-східному краю острова Нова Гвінея. Ретельна підготовка передувала проведенню операції.
Дата: 5 вересня 1943 року: Частина: 503-й парашутно-десантний полк з австралійськими десантниками: Операція: н/д: Кількість десантників: 1 700
Зона висадки: Наджаб, острів Нова Гвінея: Авіація: 85 літаків С-47s, А-20s (димове прикриття зони висадки): Втрати: 13 вбитих, 45 поранених.
5 вересня 1943 року близько 10:30 ранку 3 парашутно-десантних батальйони, посилених австралійськими парашутним артилерійським дивізіоном та інженерним підрозділом, успішно здійснила висадку за 1,5 милі від об'єктів. Операція із захоплення аеродрому пройшла дуже швидко і практично без втрат. Союзники виділили значні сили авіації на здійснення не лише самого десантування, а також і на авіаційне прикриття й підтримку військ у ході операції. Наприклад, частина літаків була уведена безпосередньо для постановки димової завіси в зоні висадки, інша частина авіації вела постійну повітряну розвідку над районом бойових дій.
Вже через 2 доби основні сили 7-ї австралійської дивізії стали прибувати повітрям на аеродром, навколо якого тримали кругову оборону основні сили десанту. Спільними зусиллями вони розгромили угрупування японців, що обороняли острів і в перебігу декількох днів повністю звільнили його від окупантів.
Операція в Наджабі була однією з найуспішніших повітрянодесантних операцій в історії повітрянодесантних військ США. Втрати в ході її проведення були нікчемно малі (13 людей загинуло, 45 дістали поранення), а досягнутий ефект та стратегічні наслідки були надзвичайно значними.
Окрім 11-ї дивізії та 503-ї бойової групи на Далекому Сході також билися різні окремі формування десанту. Особливості тихоокеанського театру воєнних дій часто примушували дробити сили й діяти невеликими ударними групами.
Виходячи з цього, для їхньої підтримки були сформовані 457-й і 462-й парашутні артилерійські дивізіони, озброєні 75-мм легкими гаубицями. Іншим характерним прикладом підрозділу підтримки слугувала 161-ша окрема парашутна саперна рота, що воювала в 1944 році на Лусоне. Наприкінці війни більшість окремих частин і підрозділів повітрянодесантних військ на Тихому океані були зведені в 1-шу тактичну повітрянодесантну групу (англ. 1st Tactical Airborne Group).
Загалом впродовж 1944—1945 років американцями на Тихоокеанському театрі воєнних дій була проведена ціла низка повітрянодесантних операцій.
Дата: 3 — 4 липня 1944 року: Частина: 1-й і 3-й батальйони 503-ї полкової повітрянодесантної групи: Операція: «Тейбл Теннис» (англ. Operation Table Tennis): Кількість десантників: 739 (3.07) і 685 (4.07): Зона висадки: острів Ноїмфур, Нова Гвінея: Авіація: літаки С-47
Втрати: н/д: Дата: 29 листопада — 5 грудня 1944 року: Частина: частина сил 11-ї повітрянодесантної дивізії: Операція: «Тейбл Топ» (англ. Operation Table Top): Кількість десантників: 241
Зона висадки: Манарават, острів Лейте, Філіппіни: Авіація: літаки С-47, L-4, L-5
Втрати: н/д: Дата: 3 лютого 1945 року: Частина: 511-й пдп 11-ї пдд
Операція: «Шузтрінг» (англ. Operation Shoestring): Кількість десантників: 1 830
Зона висадки: Філіппіни: Авіація: літаки С-47
Втрати: н/д: Дата: 16 лютого 1945 року: Частина: 503-тя полкова повітрянодесантна група
Операція: «Топсайт» (англ. Operation Topside): Кількість десантників: 2050
Зона висадки: острів Коррехідор, Філіппіни: Авіація: літаки С-47
Втрати: н/д: Дата: 23 червня 1945 року: Частина: 511-й парашутно-десантний полк: Операція: «Джипсі» (англ. Operation Gypsy): Кількість десантників: 1 030
Зона висадки: Апаррі, Філіппіни: Авіація: літаки С-47: Втрати: н/д

##### Операція «Топсайт»
Унікальною у своєму роді є операція з викидання повітряного десанту на острів Коррехідор у лютому 1945, яка увінчалася успіхом понад сподівання, не зважаючи на явний відступ від усіх принципів застосування військ.
Острів Коррехідор, який розташований в середині вузької Манільської затоки і прикриває вхід до гавані Маніли, мав дуже велике значення в японській системі оборони північних Філіппінських островів. Зритий тунелями і прихованими гарматними позиціями, обплутаний дротом і замінований, острів був грізною фортецею, добре забезпеченою продовольством і боєприпасами. Зручних районів викидання на острові Коррехідор не було.
Гарнізоном командував капітан японського військово-морського флоту Ідзін Ітагаки, у розпорядженні якого було близько 6000 добірних солдатів. Ітагаки провів розвідку острову, але прийшов до переконання, що повітряного десанту на острові бути не може, оскільки на ньому немає відповідних місць для викидання або висадки повітрянодесантних військ. Про всяк випадок він сильно замінував злітно-посадкову смугу на південному краю острова і так розмістив гармати, закопав їх у землю, щоб тримати цю смугу під вогнем. Ітагаки побудував систему оборони, виходячи з помилкового припущення, що американці не розпочнуть висадки повітряного десанту, просто тому, що проведення таких дій являло б для них колосальні труднощі.
На початку лютого 1945 командувач 6-ю армією генерал Вальтер Крюгер вирішив, що необхідною умовою подальших успішних дій проти Японії є швидке захоплення порту Маніли. За даними розвідки протиповітряна оборона в даному районі вважалася слабкою й виходячи з цього надавала можливість провести десантну операцію більш-менш без зайвого ризику.
Виконання цього завдання покладалося на 503-ю бойову парашутну полкову групу чисельністю в 3000 чоловік під командуванням полковника Джонса, оскільки 11-та повітрянодесантна дивізія, що знаходилася в цей час на тому ж театрі воєнних дій, була зайнята очищенням від японців території на південь від Маніли.
План польоту і десантування був украй простий і в той же час незвичайний. Вся бойова група поділялася на три ешелони, кожен з яких складався з батальйону піхоти й артилерійської батареї плюс допоміжні загони. Перший ешелон, що розміщувався на 51 літаку С-47, мав прибути до цілі о 8 год. 30 хв. у день десантування; другий ешелон, приблизно такої же за чисельністю, — опівдні того ж дня і, нарешті, третій — о 8 год. 30 хв. наступного дня. За третім ешелоном повинні були йти ще 20 літаків С-47 для забезпечення постачання озброєнням та боєприпасами.
Кораблі і авіація посилено обстрілювали острів, сподіваючись заподіяти якомога більше руйнувань оборонним спорудам і завдати максимального ураження живій силі противника.
Спочатку все складалося сприятливо.
О 7 год. 15 хв. 16 лютого повністю завантажені літаки злетіли з аеродрому в Міндоро і лягли на курс. Через 1 год. 15 хв. польоту, точно за розкладом, було проведено перше викидання десанту. Захоплені зненацька японці чинили лише слабкий опір, і положення продовжувало залишатися таким же до тих пір, поки в 9 год. 30 хв. не приземлився останній парашутист першого ешелону.
Не зважаючи на те, що із загального числа літаків першого ешелону, що брали участь у висадці десанту, 75 % отримали пошкодження, він не втратив своєї тактичної цілісності й відразу після приземлення приступив до виконання завдання. Через чотири години після першого ешелону почалося десантування другого ешелону. Він теж закінчив десантування згідно з планом. Таким чином, до настання темряви в перший день операції 503-тя парашутна полкова бойова група без одного батальйону і артилерійської батареї була викинута і виконала своє бойове завдання.
Безпосередні втрати при десантуванні були відносно значними — 10,7 % від всіх сил. Вони опинилися в першу чергу, в результаті отриманих травм та загибелі десантників при приземленні на гористу місцевість та забудовану територію. Проте, цей відсоток виявився не таким жахливим, якщо взяти до уваги, що за попередніми розрахунками, зробленими до початку операції, вважали, що імовірні втрати під час викидання можуть складати до 20 % від загальної чисельності десанту.
Сили, які були перекинуті на острів у перший день, швидко визволили від противника весь район десантування. Наступного дня до 11 годин вони змогли вже навіть надати підтримку вогнем з 12,7-мм станкових кулеметів та 75-мм гармат морському десанту, що висаджувався.
Повітрянодесантна операція на острові Коррехідор мала незвичайний характер через те, що десантування проводилося у денний час безпосередньо на голову противника, райони викидання були абсолютно не придатні для проведення такої операції і кожна хвиля викидання батальйонів тривала більше години замість звичайних декількох хвилин. Проте в деяких відносинах ця операція виявилася вдалішою, ніж будь-яка інша повітрянодесантна операція періоду Другої Світової війни.

### Кінцевий період Другої світової війни йокупація Японії
Після закінчення Другої світової в Європі, вищий генералітет США перенаправляв основні бойові з'єднання для продовження війни на Тихому океані. 101-ша, 82-га, 17-та повітрянодесантні дивізії планувалися застосувати у тривалій війні з Японією і готувалися до перекидання на цей театр воєнних дій. Після кровопролитних наземних боїв за острови Іводзіма і Окінава командування союзних сухопутних військ прийшли до висновку, що лише амфібійне вторгнення на територію Японії може забезпечити остаточну перемогу у війні. Разом з цим, за розрахунками деяких військових фахівців Америки, висадка військ на Японські острови коштувала б, як мінімум, життя одного мільйона американських солдатів.
Але, несподівано для всіх, війна закінчилася буквально через 3 місяці й Конгрес США постав питання щодо масштабного скорочення своїх збройних сил. Чисельність американських повітрянодесантних військ була значно скорочена: в їхніх лавах залишилися тільки 17-та, 82-га та 101-ша дивізії, згуртованих у битвах у Європі, зокрема спочатку в сухопутних військах планувалося лишити лише 101-шу. Проте, на хвилі громадської думки 82-га дивізія залишилася в недоторканності, а 17-та була переведена до резерву збройних сил (згодом брала участь у війні в Кореї).
Окупація Японії

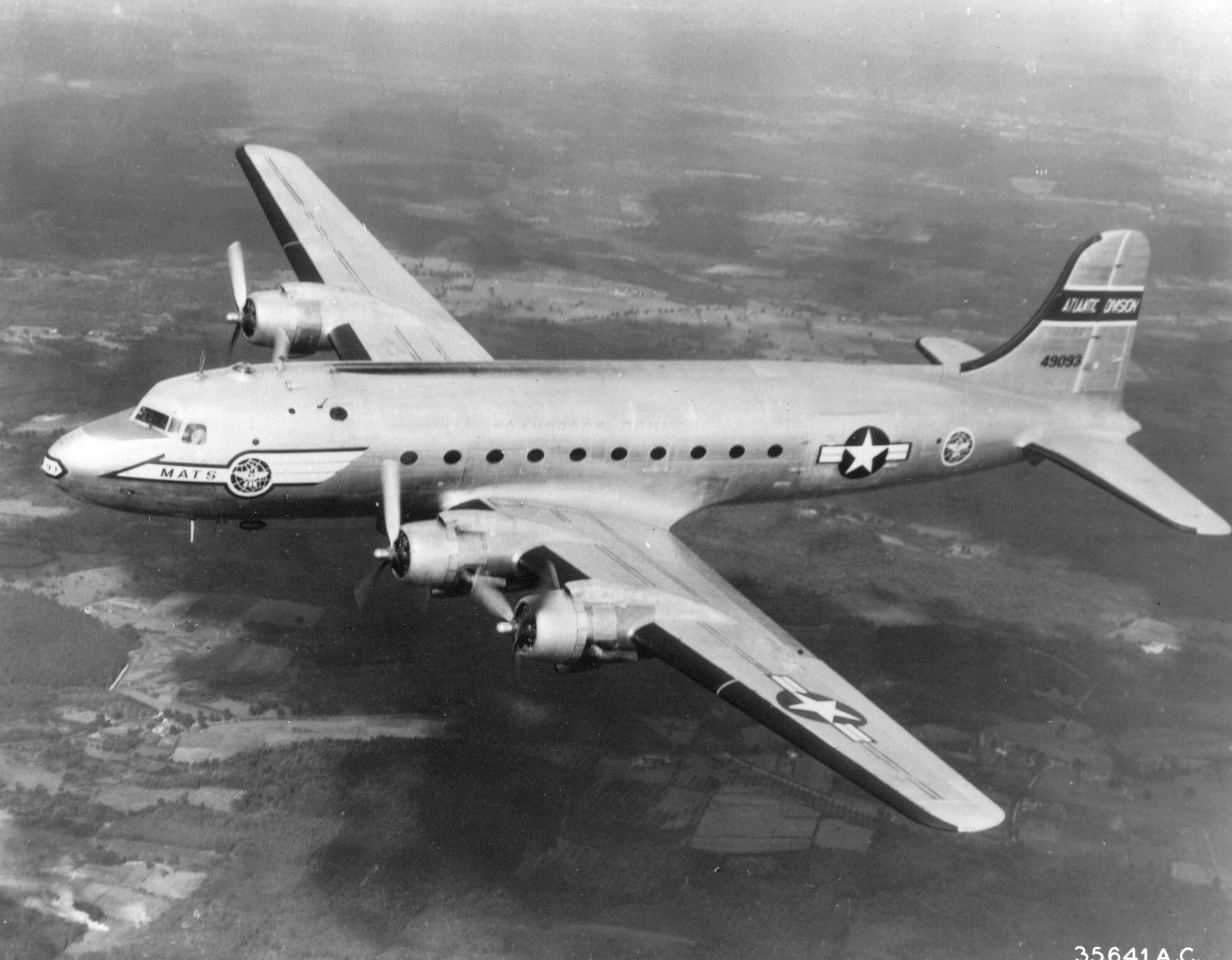
11-та повітрянодесантна дивізія прямує літаками C-54 Skymaster в Японію. Вересень 1945

«Тихоокеанська» 11-та дивізія брала участь в окупації Японських островів збройними силами США відповідно до умов капітуляції. У середині серпня 1945, коли розпочалися переговори з японцями про капітуляцію, американська 11-та повітрянодесантна дивізія була зосереджена на південь від Маніли. Там дивізія отримала наказ підготуватися до дій проти Японії, причому ще не було відомо, чи буде десант викинутий парашутами або висаджений посадочним способом на аеродроми. Залишивши важке озброєння на місці, дивізія 15 серпня 1945 р. перебазувалася на острів Окінава.
6-й армії Крюгера, до складу якої як і раніше входила дивізія, було визначено завдання зайняти острови Кюсю, Сікоку і південь Хонсю (операція «Blackkilts» — «Чорний список»). Передовий загін десантних військ до Японії під командуванням полковника С. Т. Тенча вилетів 28 серпня. Переліт до Японії проходив у порівняно сприятливих умовах. Першим бойовим підрозділом, що висадився на японській землі, став батальйон 188-го планерного піхотного полку 11-ї повітрянодесантної дивізії. За ним послідкували, як тільки дозволили умови, інші підрозділи 11-ї дивізії. Війська не зустріли ніякого опору з боку противника і проведення операції розтягнулося на тривалий період часу. Фактично вся операція проводилася майже за умовами мирного часу. Виконуючи завдання окупаційного періоду, вони залишалися в Країні, де сходить сонце до моменту виводу звідти американських військ. Окрім інших функцій, особовий склад дивізії виконував досить важкі обов'язки з роззброєння частин імператорської армії і забезпечення демонтажу японської військової промисловості.
Незабаром після війни 11-та дивізія була розформована, а невдовзі до в'єтнамської війни за нею прослідувала і 17-та пдд, що негативно відобразилося в ході бойових дій в Індокитаї, де гостро відчувався брак саме мобільних з'єднань.

### Операції другої половині XX-го століття

#### Корейська війна
Після завершення світової війни, концепція розвитку та застосування повітрянодесантних військ зазнавала великих труднощів; багато генералів розглядали повітрянодесантні війська, як застарілий рід військ, коли в 25 червня 1950 року, несподівано для американської розвідки Північна Корея почала масштабний наступ на свого сусіда — Південну Корею. США непередбачено опинилися перед складною проблемою — підготовлених військ для захисту свого азійського союзника попросту не опинилося.
Сухопутні війська США були майже повністю розформовані, багато офіцерів, сержанти і солдати, що мали досвід ведення бойових дій в Другій Світовій війні звільнені з лав збройних сил, молодь не навчена. Почалися поспішні заходи щодо формування та укомплектування частин, зокрема, і повітрянодесантних.
Через три місяці після північно-корейської агресії, у вересні 1950 року, генерал армії США Дуглас Макартур почав висадку військ у південнокорейському порту Інчхон. У ході висадки військ, частина сил 1187-ї полкової повітрянодесантної бойової групи десантувалася 24 вересня 1950 року на узбережжі Кореї. Незабаром війська ООН почали сумісний наступ проти військ Північної Кореї.
У жовтні полковник Френк Бовен, командир 187-ї групи отримав інформацію від командування об'єднаними силами про заплановане перекидання уряду Північної Кореї і більшості військовополонених союзних військ з району Пхеньяну значно північніше — в район Сукчона. Командир групи отримав бойове завдання блокувати шляхи відходу і не допустити евакуації військовополонених.
20 жовтня 1950 року потяг з військовополоненими і офіційними особами уряду Північної Кореї вийшов зі столиці, Пхеньяну.
До полудня, 20 числа, перші підрозділи з десантом: 73 нових C-119 і 40 старих, але надійних С-47, піднялися в повітря. У цій операції вперше в бойових умовах проводилися випробування нових військово-транспортних літаків C-119, що йшли на зміну C-47. Нові літаки могли перевозити до 23 озброєних парашутистів і до 19 вантажних парашутів із зброєю, боєприпасами або продовольством одночасно.

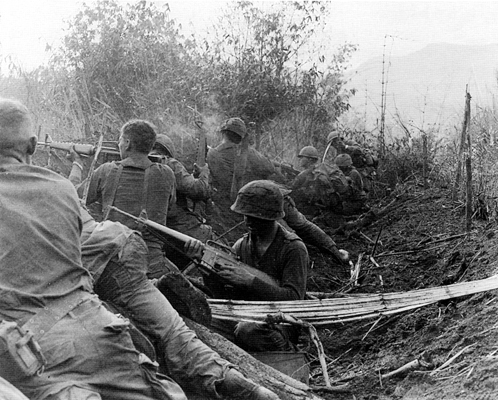
Десантники 101-ї пдд у бою з В'єтконгом. Війна у В'єтнамі.

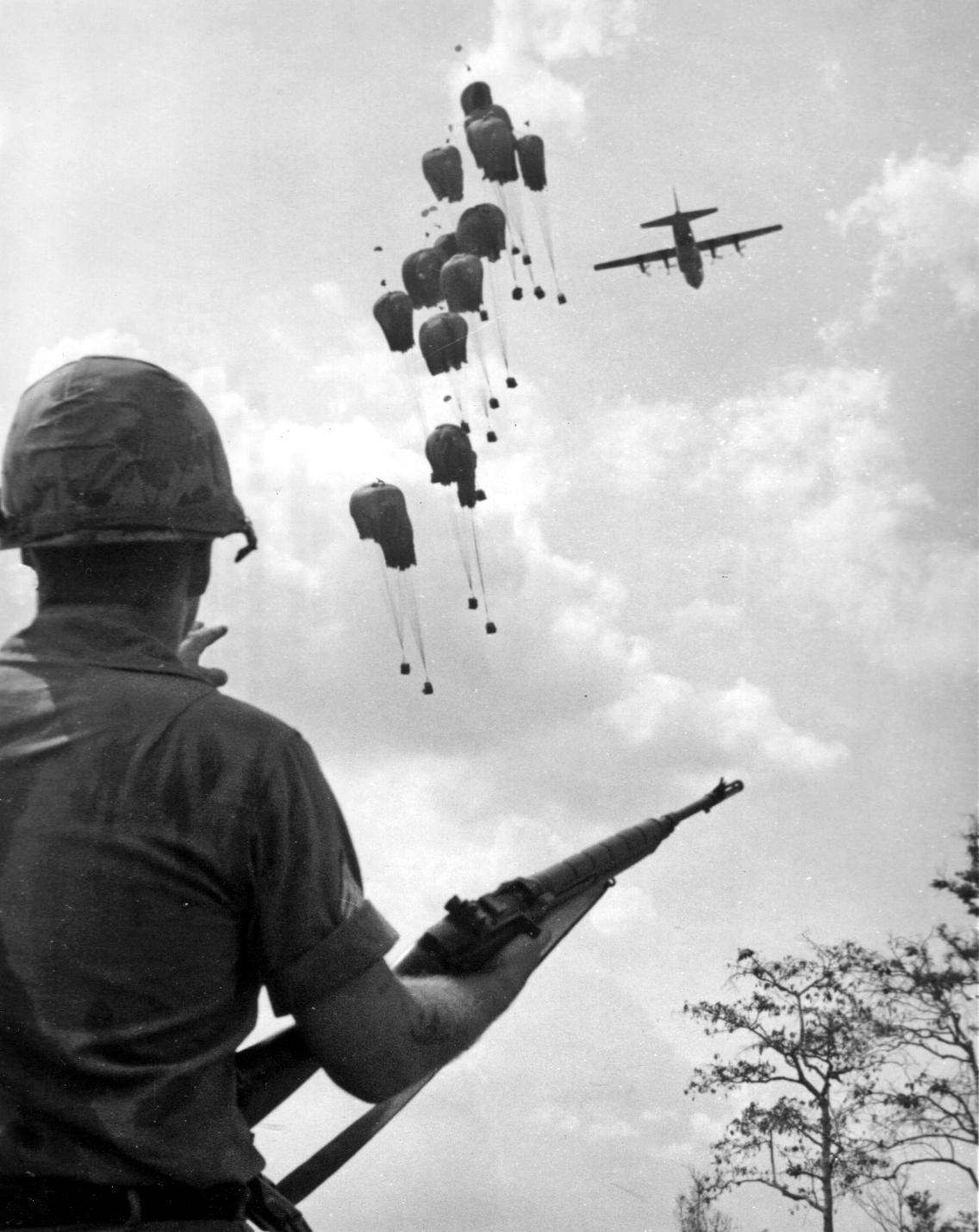
Операція «Джанкшон сіті», Війна у В'єтнамі. 1967

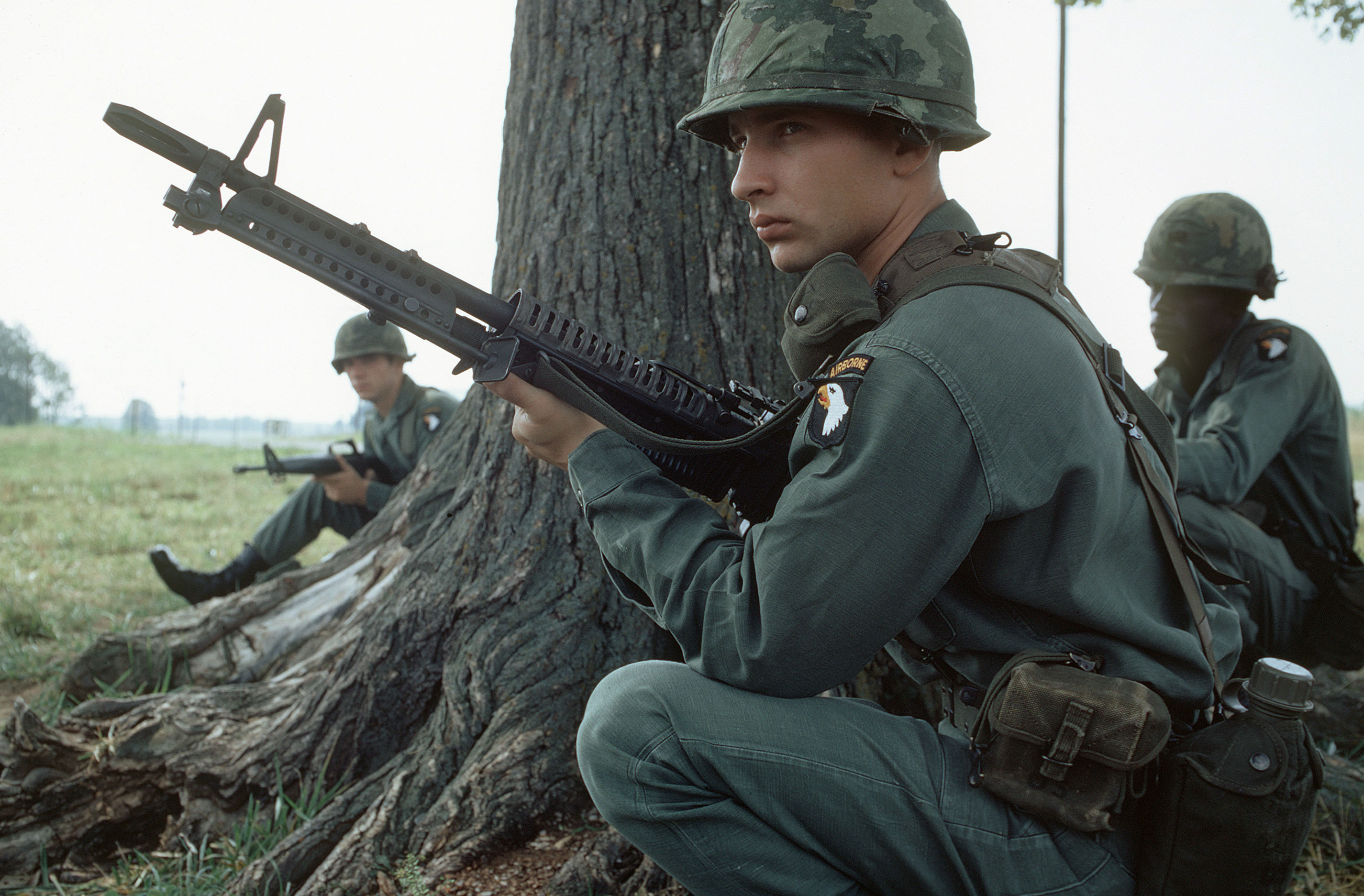
Десантники 101-ї дивізії на польових заняттях. 1972

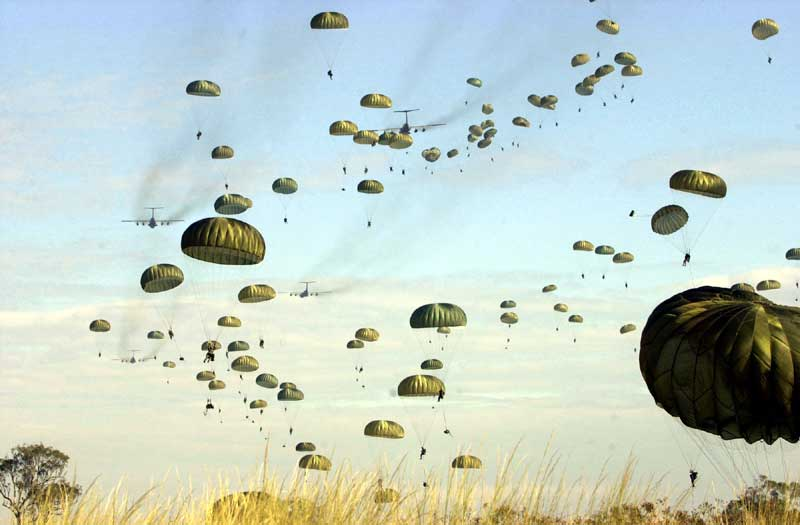
Повітряний десант під час проведення навчань в Австралії

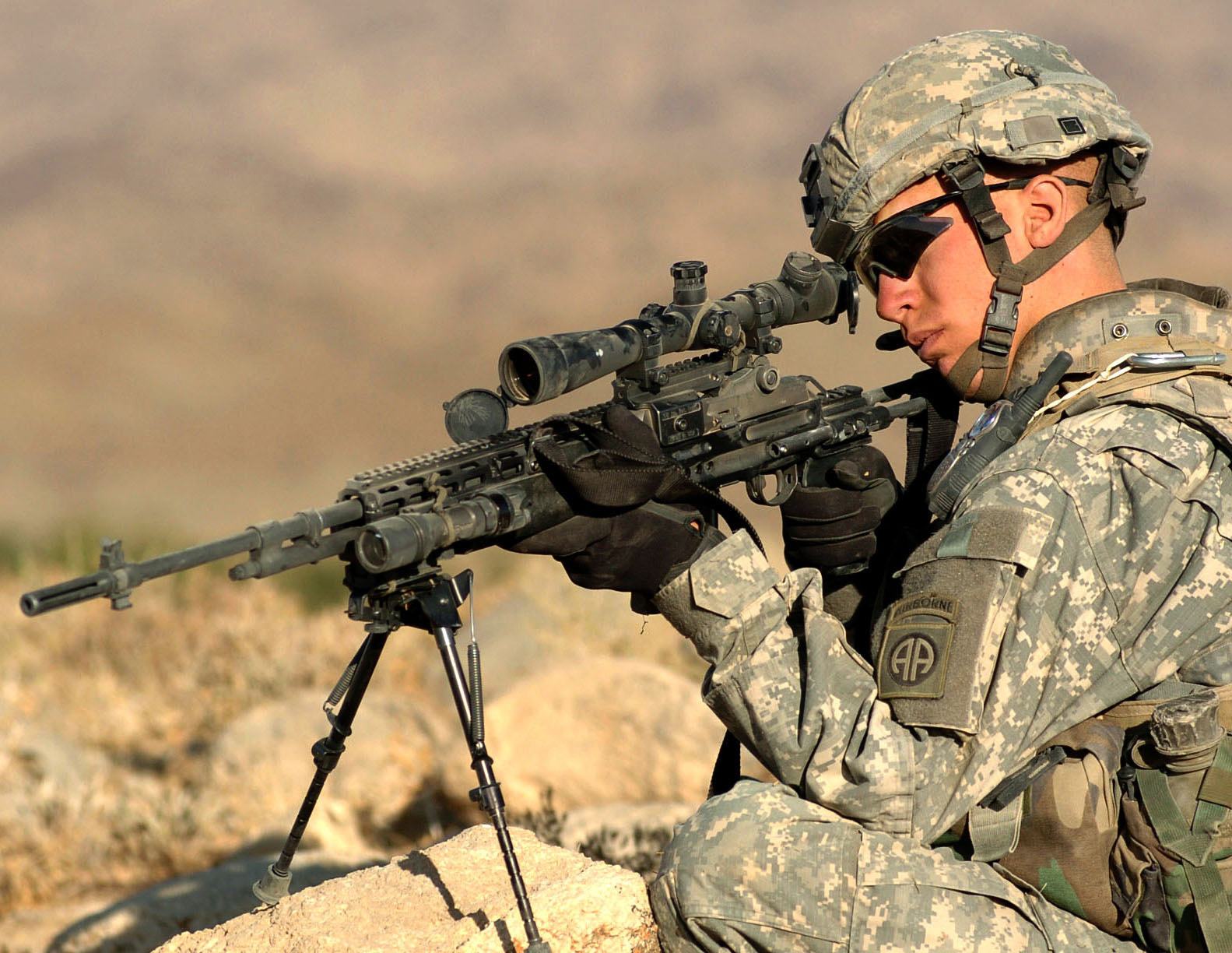
Солдат 82-ї пдд веде вогонь зі снайперської гвинтівки M39 EMR. Війна в Афганістані

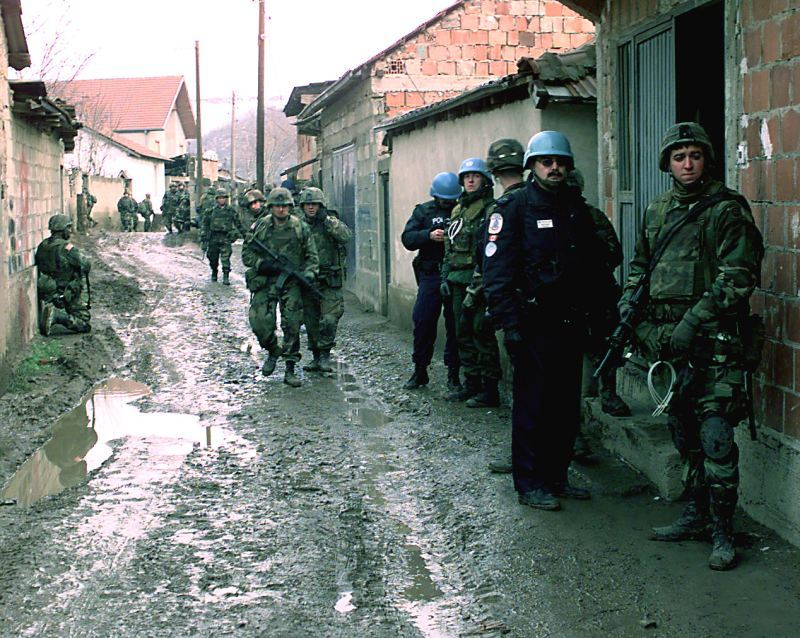
Американський підрозділ 82-ї повітрянодесантної дивізії в Косовській Митровиці. Косово. 2000

Операція «Буря в пустелі». 1991

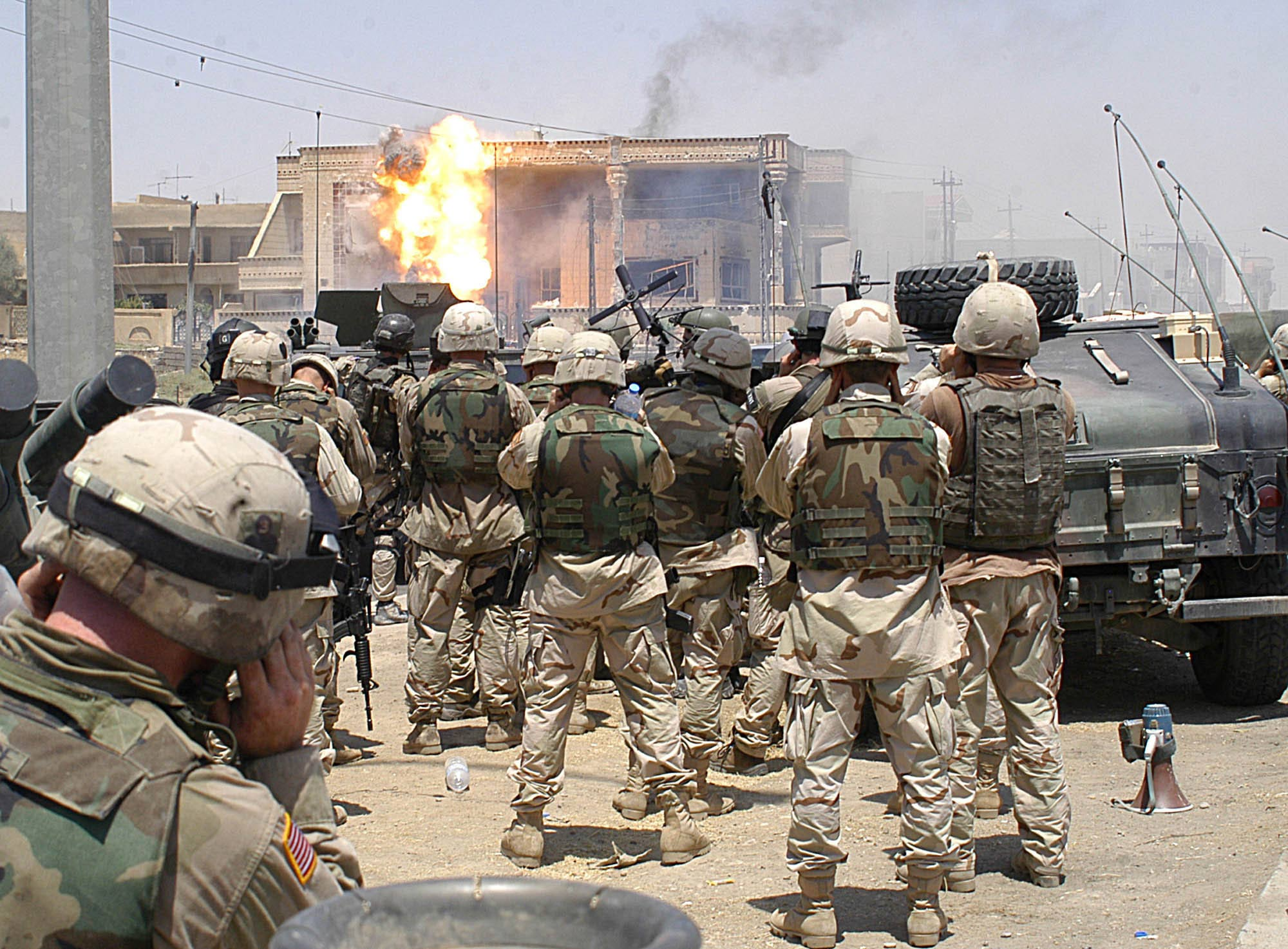
Американські десантники 101-ї повітряно-штурмової дивізії під час операції IRAQI FREEDOM 2003, Ірак

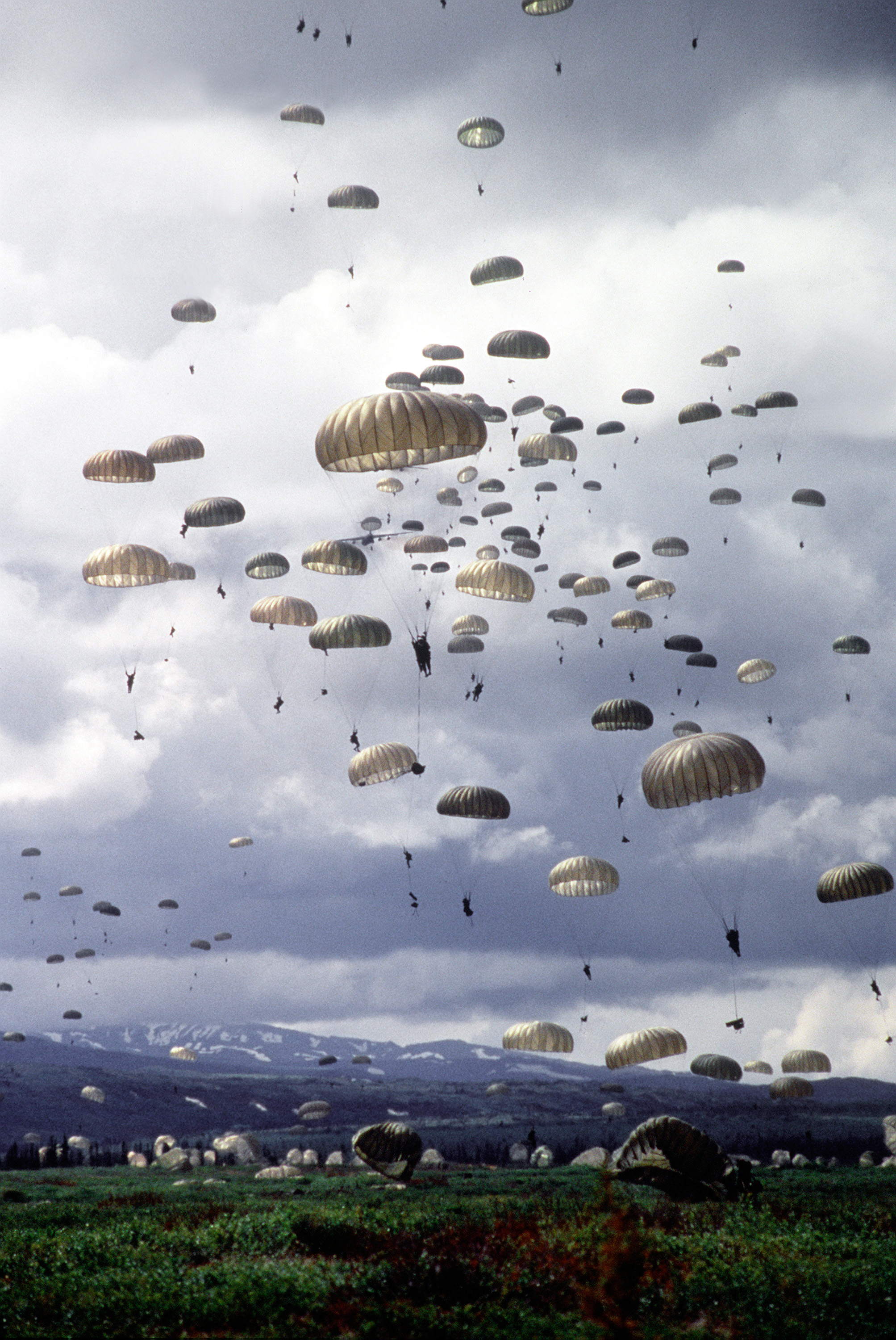
Американські десантники 501-го пдп на навчаннях. Форт Річардсон, Аляска

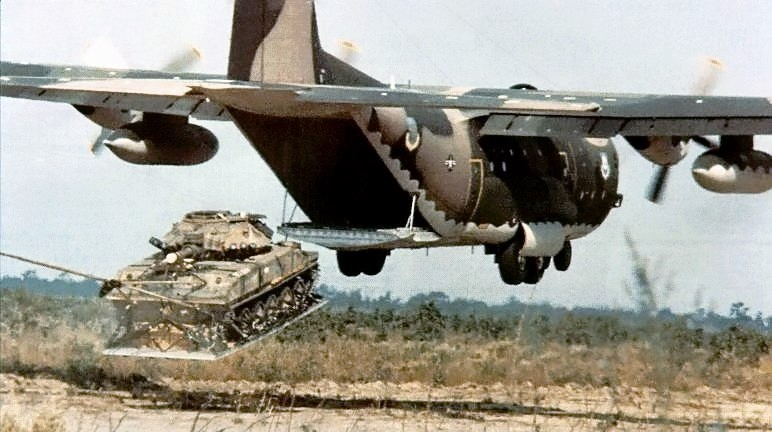
Десантування легкого танку M551 «Шерідан» з літака С-130

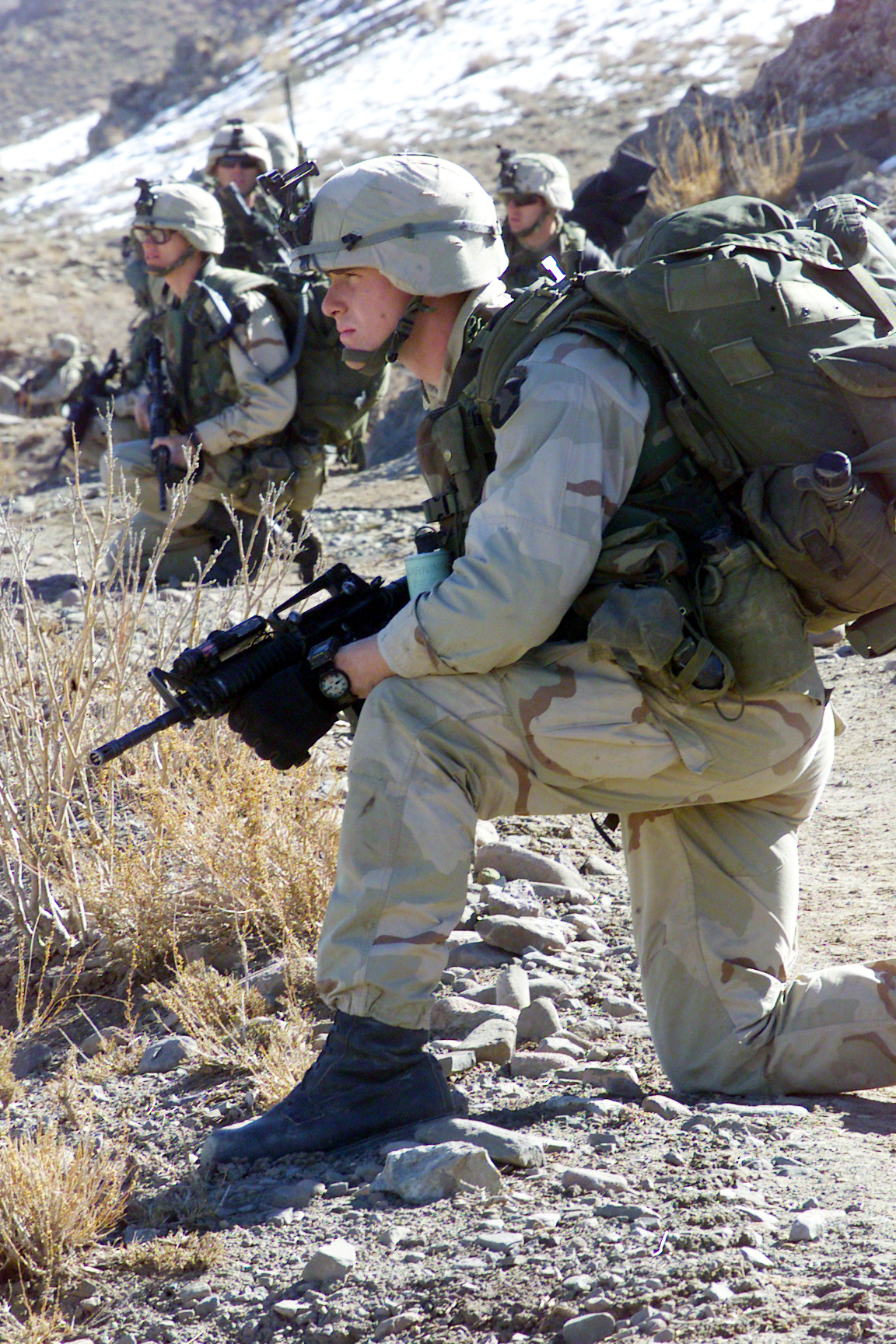
Десантники 187-го парашутного полку США (Раккасани) в ході операції «Анаконда». Афганістан. 4 березня 2002

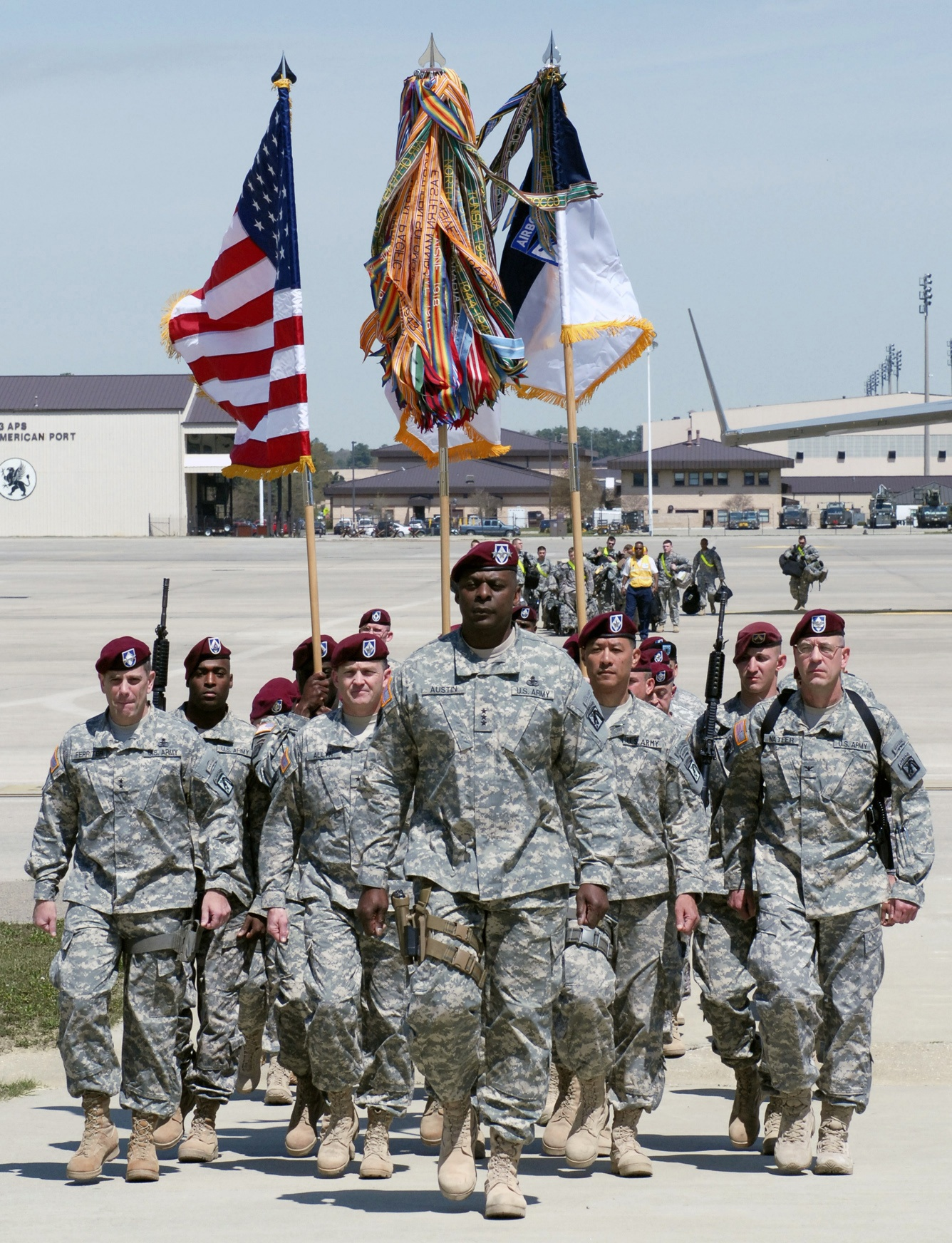
Командування XVIII повітрянодесантного корпусу після повернення з операції в Афганістані. 7 квітня 2009

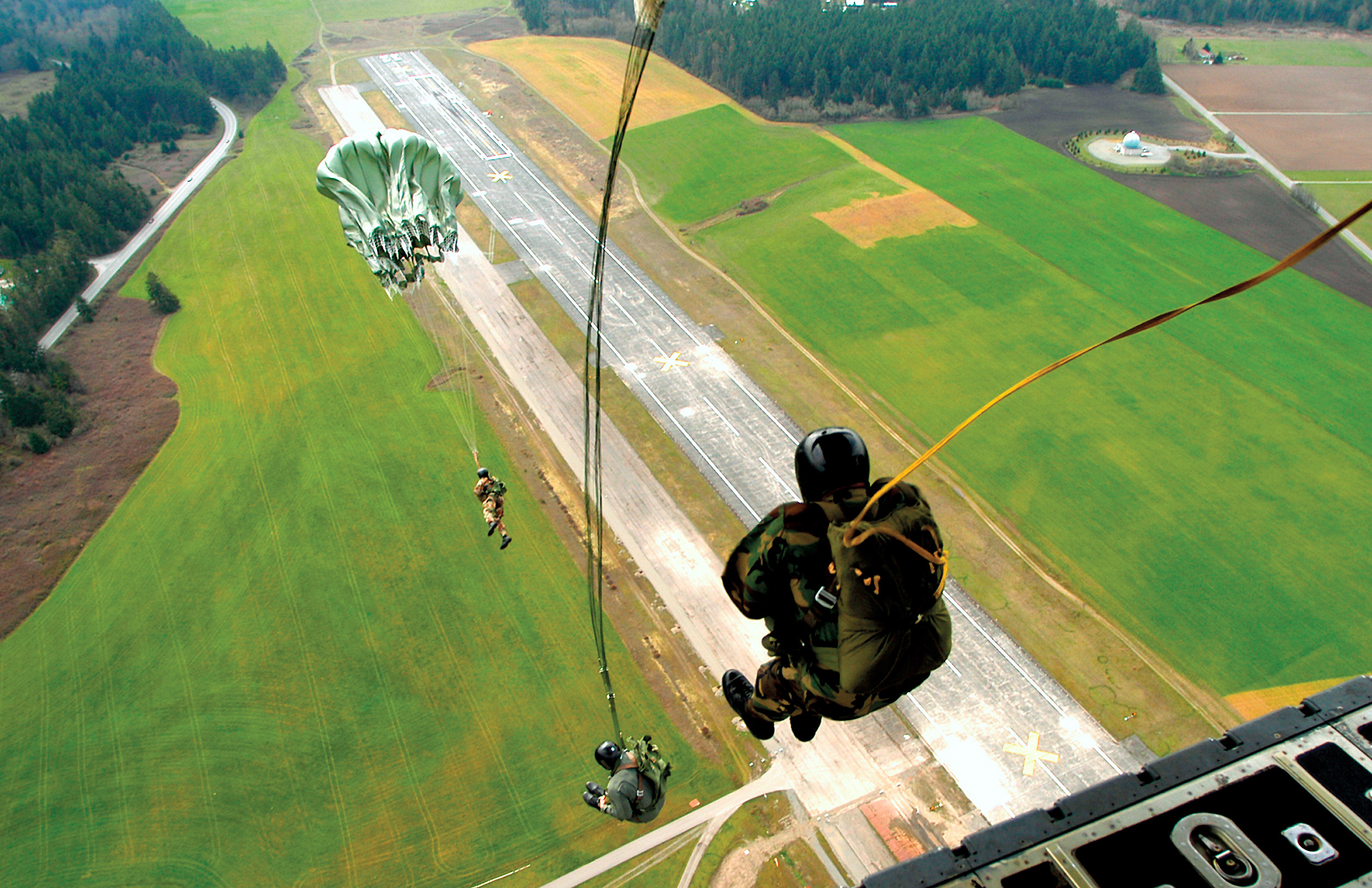
Десантування через рампу літака

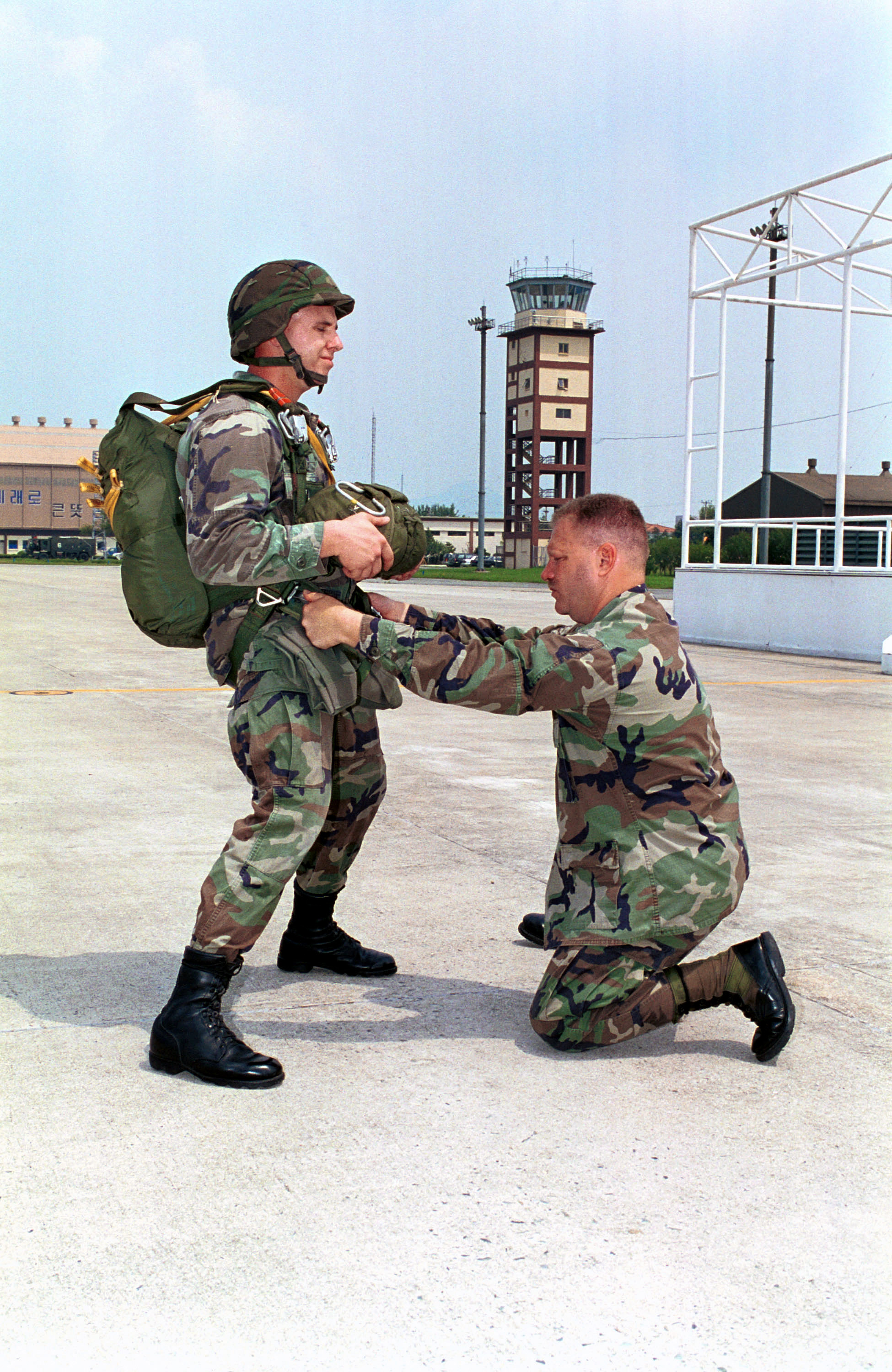
Перевірка майстром-інструктором парашутиста перед стрибком з парашутом. 2000

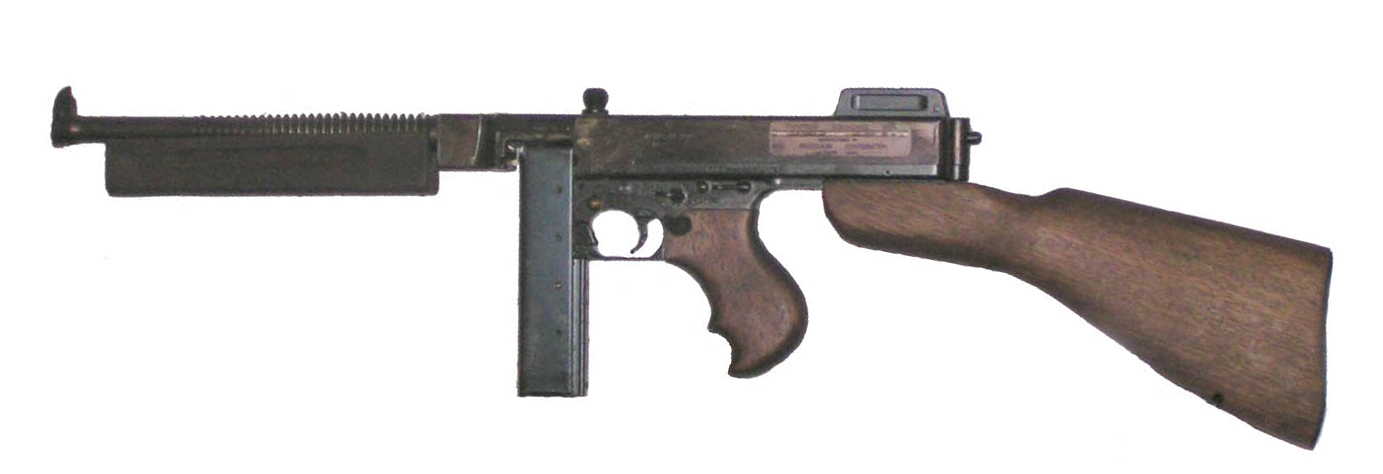
Основна зброя десанту часів Другої світової пістолет-кулемет М1928 «Томпсон»

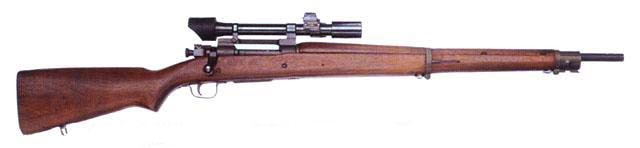
Снайперська гвинтівка Springfield M1903А4

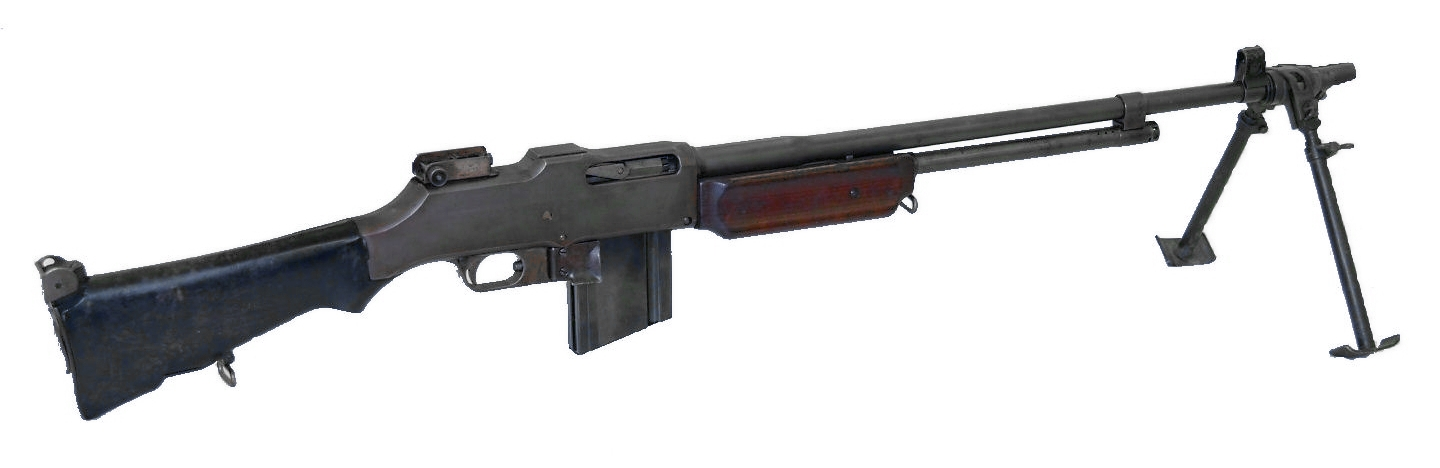
Американська автоматична гвинтівка Browning M1918

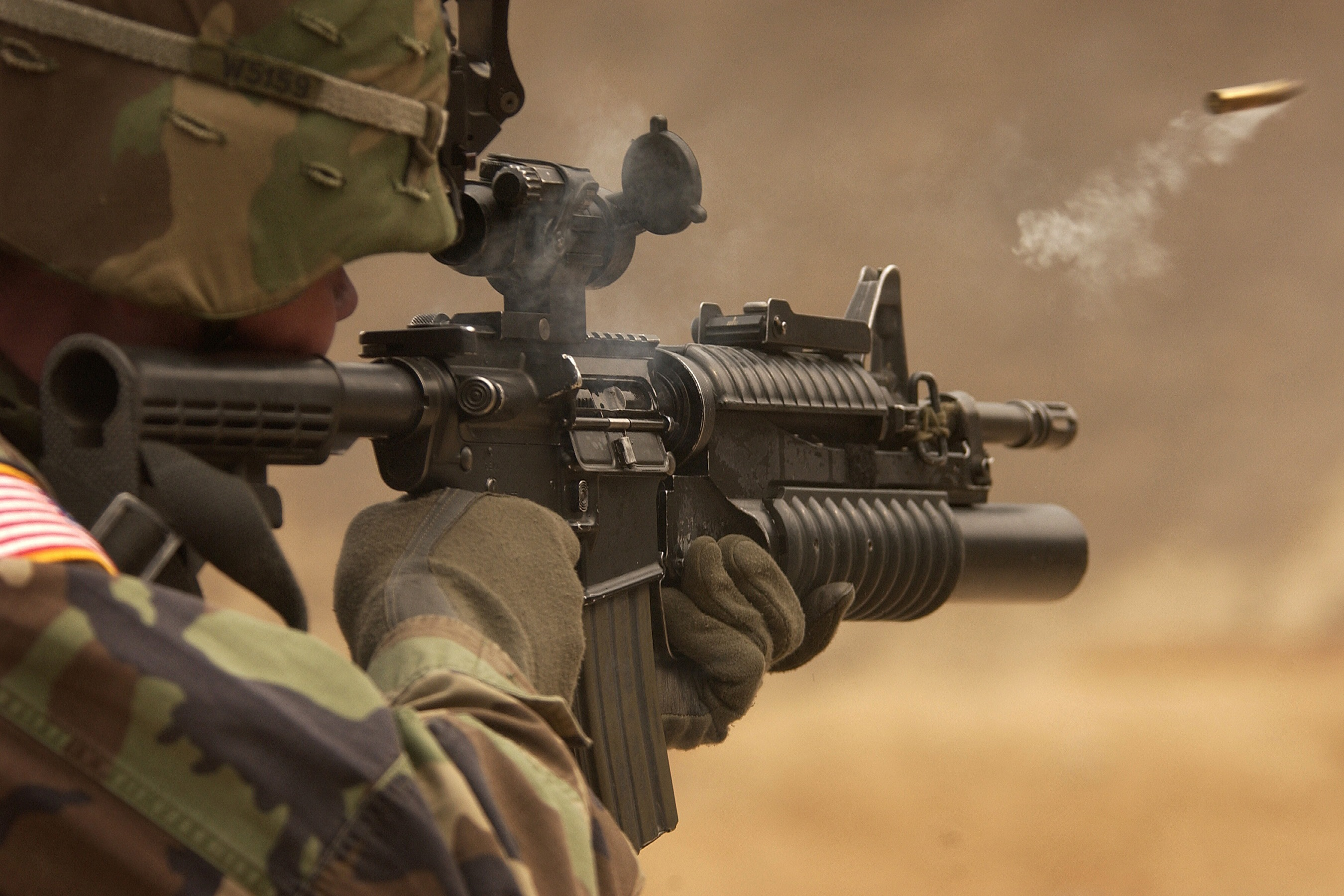
М4 з підствольним гранатометом M203 після пострілу. Видно гільзу в польоті.

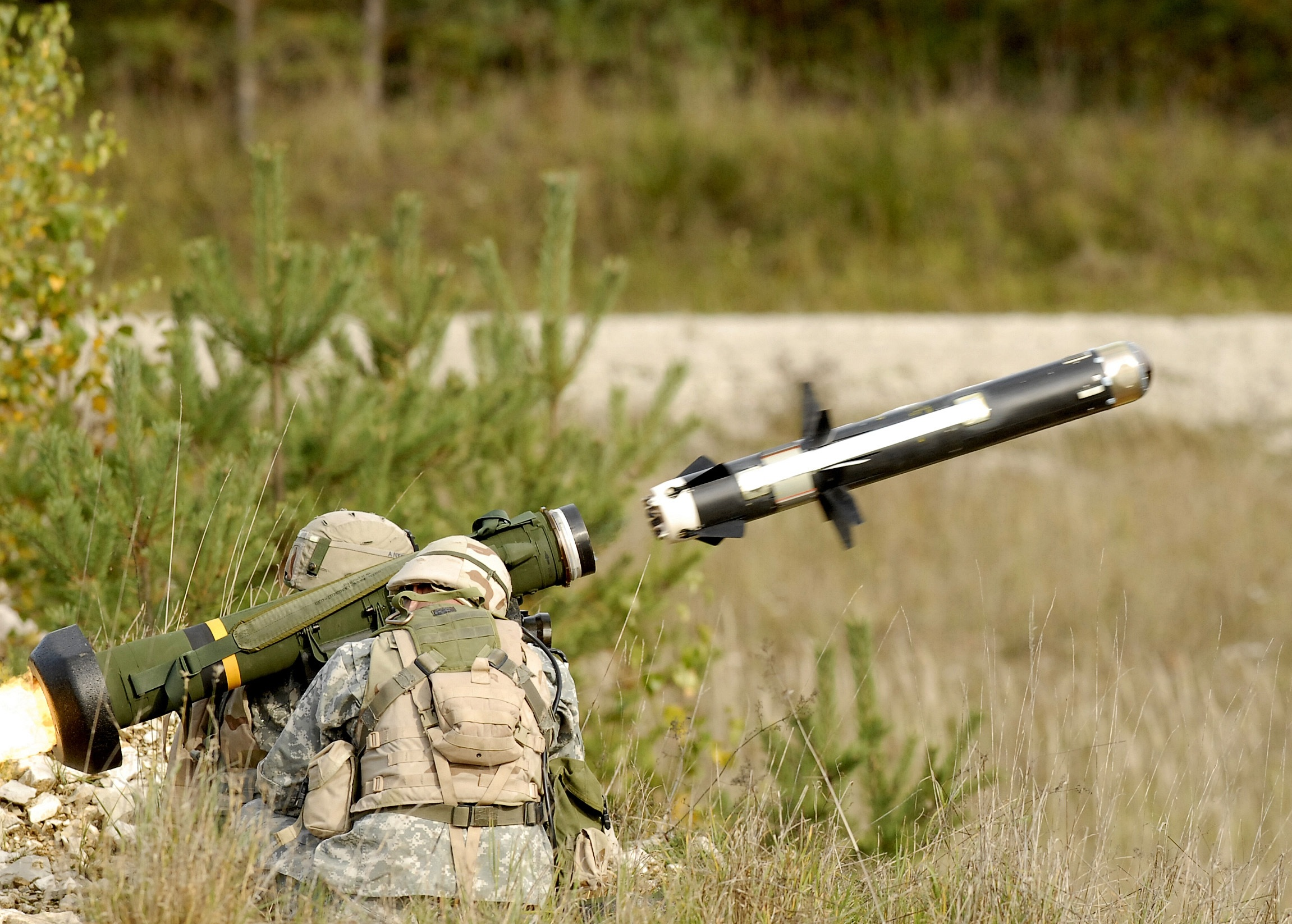
Стрільба з ПТРК «Джавелін».

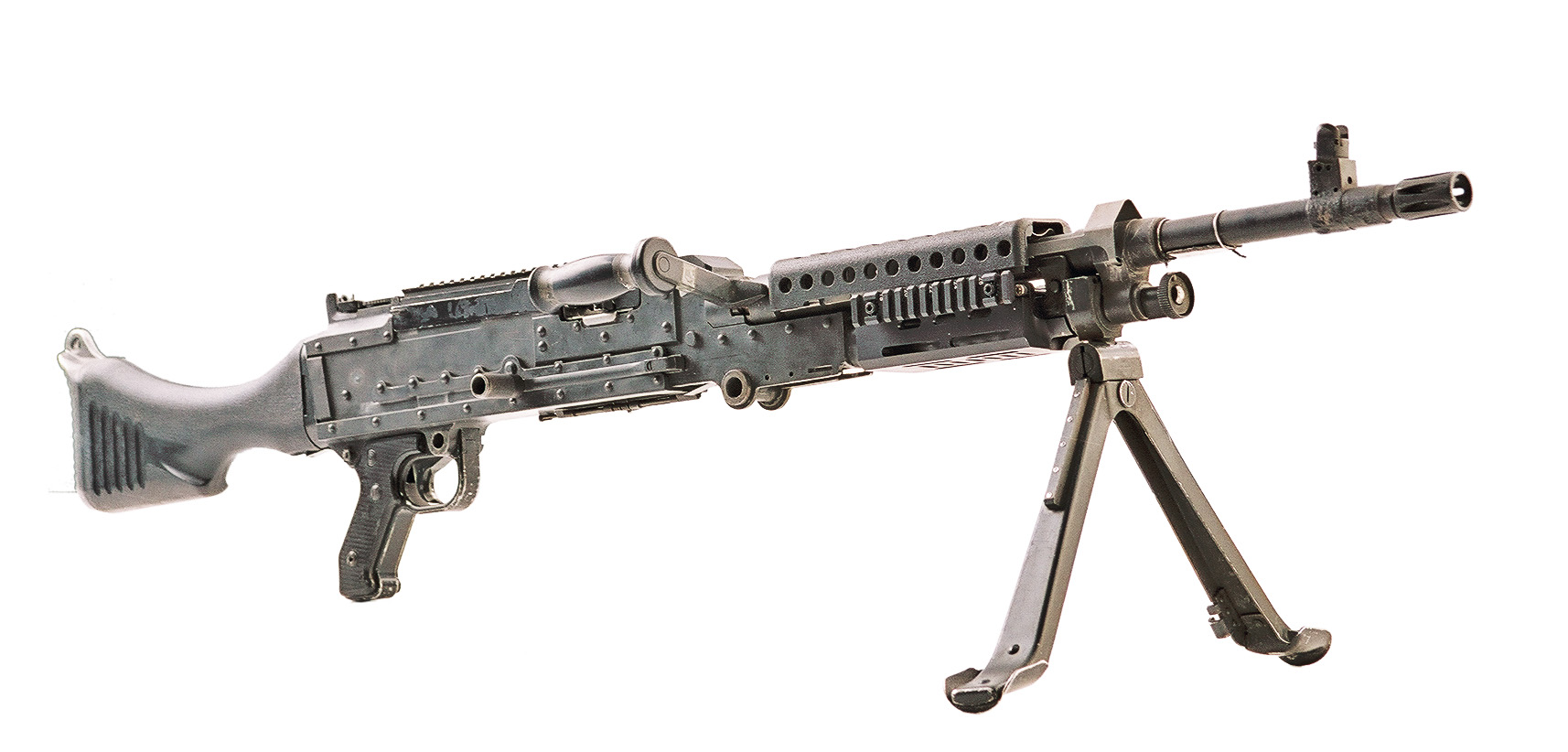
Ручний кулемет М240В

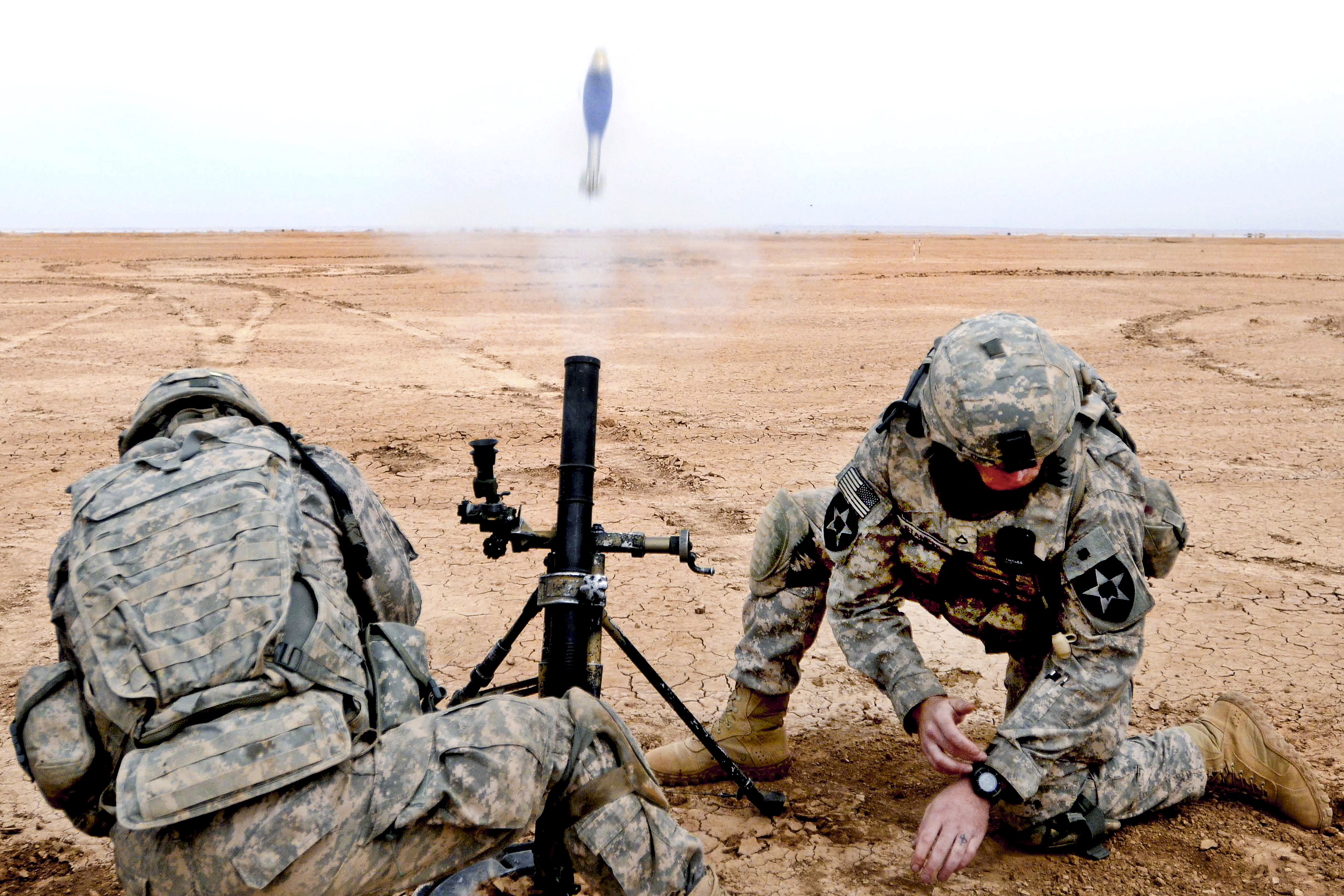
Артилерійський вогонь ведеться з 60-мм міномета М224

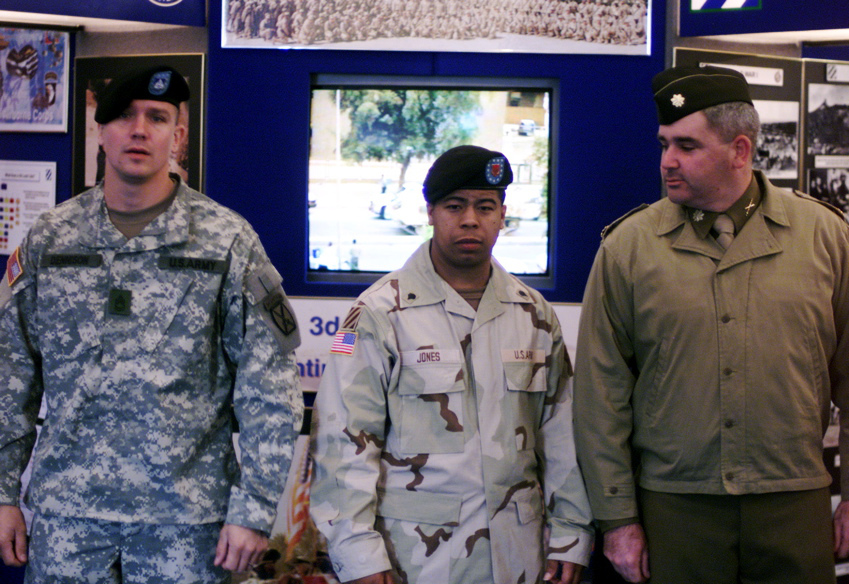
Військовослужбовці в польових формах одягу: ліворуч — сучасний армійський бойовий однострій (ACU); у центрі — камуфльована уніформа пустелі (DCU) часів війни в Перській затоці та польова форма часів Другої світової війни

У смузі прольоту авіації зенітний вогонь противника був незначний, і літаки долетіли до району десантування практично без втрат. 1470 десантників першої хвилі і 74 тонни вантажів десантувалися на землю, де зав'язалися швидкоплинні бої. У зоні викидання опинилися значні запаси озброєння та матеріальних засобів противника, але невелика кількість військ, яка їх охороняла.
Сучхон захопили дуже швидко, до світанку 21 жовтня основні шляхи і комунікації, включаючи залізничне полотно були захоплені або блоковані.
Проте, основне завдання — перехоплення потягу з військовополоненими виконане не було. Потяг був упущений. Але, як виявився пізніше, північно-корейці, прагнучи запобігти можливості перехоплення транспорту, вивантажили полонених і розстріляли. Вранці 21 числа, бойова охорона 2-го батальйону виявила, на невеликій відстані від населеного пункту Мьонгуч-Ам, тіла 75 американських військовополонених і ще 18 були важко поранені, в поспіху їх просто не встигли добити. Тіла решти військовополонених знайти не вдалося і їхня доля залишилася невідомою.
Впродовж декількох днів підрозділи 187-ї повітрянодесантної групи вели бої з перевершуючими силами противника, але до підходу основних сил свої позиції утримали.
Дата: 20-21 жовтня 1950 року: Частина: 187-ма полкова повітрянодесантна група
Операція: «Вільям» (Battle of Yongju): Кількість десантників: 3 344
Зона висадки: Сунчхон та Сукчхон, на північ від Пхеньяну, Корея: Авіація: літаки 73 C-119, 40 С-47
Втрати: н/д: Дата: 23 березня 1951 року: Частина: 187-ма полкова повітрянодесантна група: Операція: «Томагавк» (англ. Operation Tomahawk): Кількість десантників: 3 486
Зона висадки: Мунсан-Ні, Корея: Авіація: літаки С-119
Втрати: н/д

#### Десантні операції після Кореї
Дата: 27 квітня 1965 року: Частина: дві бригадні повітрянодесантні групи 82-ї пдд: Операція: «Силовий вузол» (англ. Operation Power Pack): Кількість десантників: 2112 (посадочним способом): Зона висадки: Сан-Ісидро, Домініканська Республіка: Авіація: літаки С-130 Hercules: Втрати: н/д: Дата:22 лютого 1967 року: Частина: 173-тя повітрянодесантна бригада: Операція: «Джанкшен-сіті» (назва міста в США, штат Канзас) (англ. Operation Junction City): Кількість десантників: 845
Зона висадки: Катум, В'єтнам: Авіація: 21 літак С-130Е Hercules: Втрати: н/д: Дата: 25 жовтня 1983 року: Частина: 82-га повітрянодесантна дивізія: Операція: «Спалах лютості» (Operation Urgent Fury): Кількість десантників: 500
Зона висадки: Гренада: Авіація: літаки МС-130, С-130Е Hercules: Втрати: н/д: Дата: 20 грудня 1989 року: Частина: 82-га повітрянодесантна дивізія: Операція: «Справедлива Справа» (Operation Just Cause): Кількість десантників: 6 176
Зона висадки: аеропорт Торрігос-Токумен, Форт-Симмарон, Панама: Авіація: літаки МС-130, С-130H, C-5B, C-141B: Втрати: н/д

#### Війна в Перській затоці
На першому етапі операції «Щит пустелі» восени та взимку 1990—1991 XVIII повітрянодесантний корпус був зосереджений у глибині території Саудівської Аравії, де його з'єднання проводили безпосередню підготовку до бойових дій. Підрозділи 82-ї пдд і 101-ї пшд силою від роти до батальйону періодично застосовувались до ведення розвідки боєм на півдні Кувейту.
За добу до початку операції (23 лютого) на 15 аеродромах Саудівської Аравії зосередилось приблизно 180 літаків військово-транспортної авіації і 145 транспортних літаків цивільних авіакомпаній. Це дозволяло одним вильотом десантувати комбінованим способом штурмовий ешелон 82-ї пдд — до чотирьох посилених парашутно-десантних батальйонів.
«Буря в пустелі» почалась о четвертій годині ранку 24 лютого 1991 сильною вогневою підготовкою, інтенсивним придушенням електронних засобів іракців і переходом ударних угруповань наземних сил у наступ.
Організовані іракцями контратаки успіху не мали, так як їхні другі ешелони несли великі втрати від ударів авіації, а шляхи висування блокувалися активними діями аеромобільних тактичних десантів. Перед фронтом і на флангах з'єднань багатонаціональних сил, що наступали, передували вертолітні рейдові загони (десантно-штурмові рейдові тактичні групи, як правило, у складі роти) з задачами зі сковування підрозділів противника зі складу других ешелонів (резервів), що висувалися з глибини оборони, завданню раптових ударів по танковим і механізованим колонам, блокування шляхів відходу іракських військ, дезорганізації системи управління і діяльності тилу, відволіканню сил і засобів противника від рішення головних задач і створення постійного психологічного тиску на його бойовий склад. Ці аеромобільні дії безперервно підтримувались вогнем артилерії, ударами тактичної авіації та бойових вертольотів.
Через чотири години після початку наступу багатонаціональних сил, вранці 24 лютого 1991 в районі аеропорту Ель-Кувейт був висаджений повітряний десант на парашутах у складі двох пдб 82-ї пдд з мінімальної висоти (від 150 до 200 м) з літаків С-130 на глибину до 60 км від лінії зіткнення сторін. Десант мав завдання захопити аеродром і у взаємодії з морським десантом забезпечити наступаючих 1-ї і 2-ї дивізії морської піхоти (США).
Одночасно з повітряним був висаджений і морський десант на острові Файлака і Бубіян, а також на важливі ділянки узбережжя Кувейту. Після з'єднання з морською піхотою десантники вели спільні бойові дії з придушення осередку опору в місті Ель-Кувейт. Атаки американських десантників серйозно порушили створену тут систему оборони, що стало однією з причин відходу іракських військ.
Наприкінці 24 лютого, у районі Хашріят була висаджена з вертольотів бригадна тактична група зі складу 101-ї пшд із завданням оволодіти важливими в оперативному відношенні смугами місцевості і створити в тилу іракських військ оперативну базу, яка в подальшому використовуватиметься як вихідний район для десантування бригадних повітряно-штурмових груп у райони Рахаїл та Ен-Насирія. Висадка пройшла дуже вдало, війська захопили визначений район. Користуючись цим, вертольоти 101-ї пшд з цієї бази вели постійну розвідку, забезпечуючи командування XVIII ПДК даними про характер діяльності ворога. Це був новий спосіб ведення аеромобільних дій. В інтересах нарощування темпів наступу в районі Рахаіл о 4.00 25 лютого була висаджена друга бригадна тактична група 101-ї пшд у складі трьох аеромобільних батальйонів (до 2000 чоловік) на 300 вертольотах із завданням оволодіння важливими в оперативному відношенню районами місцевості, утриманням вузлів доріг, не допущенням виходу іракських військ у напрямку Басри та заборони підходу до фронту оперативних резервів противника. Десант вів бойові дії протягом трьох діб і успішно виконував поставлені задачі.
У ході бойових дій застосували новий тактичний прийом — завдання ударів бойовими вертольотами з району десантування по підходящих резервах противника. Бригада була висаджена в район, де незадовго до початку наступу БНС загін «зелених беретів» захопив тилову базу ЗС Іраку «Кобра», розташовану за 130 км від лінії фронту. На ній були зосереджені значні запаси пального та боєприпасів. Зелені берети більше доби утримували базу самостійно і забезпечили безперешкодну висадку бригади 101-ї дивізії. У подальшому база «Кобра» слугувала важливим джерелом постачання пальним та деякими видами боєприпасів частин 7 армійського корпусу (США), які наступали в напрямку Євфрату.
З ранку 25 лютого для захоплення аеродрому Ес-Сальман і взаємодії з наступаючою оперативною групою «Даге» (Франція) на глибину 60 км викинутий парашутний десант силою до десантного батальйону зі складу 82 дивізії, який вів самостійні бойові дії близько доби (20 годин).
На останньому етапі операції в смузі наступу 18-го ПДК (США) 27 і 28 лютого 1991 було додатково проведено чотири операції з висадки повітряних десантів.
Так, о 4.00 27 лютого 1991 в районі 50 км південно-східніше Ен-Насирії висаджено два пдб зі складу 82-ї пдд (1500 чоловік) на глибину 60 км. Завданням десанту було не допустити відходу іракських військ дорогою Басра — Багдад. Чераз годину, о 5.00 у районі 80 км східніше Ен-Насирії було висаджено наступних два парашутно-десантні батальйони зі складу 82-ї пдд із завданням: у взаємодії з наступаючою фланговою оперативною групою «Даге» (Франція), заборонити підхід оперативних резервів армії Іраку дорогою Багдад — Насирія — Басра. І врешті-решт о 8.00 того ж дня в районі 20 км південно-західніше міста висаджений аеромобільний десант у складі бригадної бойової тактичної групи зі складу 101-ї дивізії з метою не допустити відходу іракських військ дорогою на Багдад.
Наступного ранку в той же район з метою нарощування зусиль (10 км західніше Ен-Насирії) на парашутах був викинутий десант силою до двох пдб (понад 1200 чоловік) 82-ї пдд. Десантування здійснювалось у два етапи: на першому була проведена висадка особового складу, на другому — техніки і важкого озброєння. Задача десанту — захопити вузол доріг Ен-Насирія—Багдад—Басра і його утриманням заборонити видхід противника дорогою на Багдад і підхід його резервів у напрямку Басри. У ході бойових дій активно застосовувались бойові вертольоти, які базувались у районі десантування аеромобільної бригади 101-ї пшд. Самостійні дії цих двох десантів велись одну добу.
Масованим застосуванням повітряних десантів різного складу і призначення, глибокими рейдами повітряно-штурмових підрозділів створений постійно діючий фронт у тилу противника, що оборонявся. Це забезпечило стрімкий наступ та розгром частинами головних угруповань іракських військ і досягнення тим самим загальної мети операції.

### Війна проти тероризму
Дата: 27 березня 2003 року: Частина: 173-тя повітрянодесантна бригада: Операція: «Свободу Іраку»: Кількість десантників: 1100
Зона висадки: Північний Ірак: Авіація: літаки С-17: Втрати: н/д: Дата: 7 квітня 2003 року: Частина: 173-тя повітрянодесантна бригада: Операція: «Повітряний дракон» (Operation Airborne Dragon): Кількість десантників: 1000
Зона висадки: Північний Ірак: Авіація: літаки С-17: Втрати: н/д

## Оснащення та підготовка повітряного десанту

### Засоби доставки

#### Повітрянодесантна техніка
З моменту створення повітрянодесантних військ основним засобом десантування особового складу американських частин були парашути відомої фірми «Irvin Aerospace». Основним парашутом десантників США до моменту розгортання операцій на Середземному морі і в Північній Франції стала модель Т-5, яку виробляла компанія «National Automotive Fibres, Inc.» (Детройт, штат Мічиган).
З 1944 року на озброєння була прийнята вдаліша модель парашуту Т-7, яка залишалася у використанні до середини 1950-х років.
У сучасних повітрянодесантних військах знаходиться велика кількість різноманітних моделей парашутів. Сьогодення основними парашутами військ є варіанти СТ-1 та Т-10 й його модифікації T-10B, T-10C, T-10D, Т-10М, на зміну яким надходить лінійка досконаліших Т-11. У підрозділах десанту для виконання спеціальних завдань знаходяться також парашути типу GQ360, MC-4, MC-5, CT-6 та MT1 Series.

#### Транспортна авіація
Десантування парашутистів з часу заснування здійснювалося за допомогою військово-транспортних літаків С-47 «Skytrain» (військовий варіант пасажирського DC3). Спеціально для ВДВ випускався спеціальний десантний варіант С-53 «Skytrooper». Другим за поширеністю став вельми схожий на С-47 і частково уніфікований з ним літак С-46 «Commando». Важка техніка (наприклад, танки) перевозилася чотиримоторними транспортниками С-54 «Skymaster» фірми «Дуглас».
Окрім спеціальних транспортно-десантних машин, для доставки десанта в район висадки американці використовували і добре озброєні чотиримоторні бомбардувальники В-24 «Liberator» різних модифікацій (особливо при польотах на великі відстані і за відсутності супроводу винищувачів, наприклад, при закиданні розвідувально-диверсійних груп на територію противника). Ці ж машини часто притягувалися до буксирування шеститонних вантажних планерів.
Для проведення десантних операцій широко використовували планери Waco CG-4 і Waco CG-15, сконструйовані за схемою високоплану. Планер брав на борт 15 десантників або бойову техніку з масою до 1,7 тонн (джип або 75-мм легку польову гаубицю). У всіх без винятку десантних операціях американці широко використовували британські планери «Горса».
Танки і інше важке озброєння доставлялися спеціальними планерами CG-13 і XCG-10 з вантажопідйомністю до 6 тонн, яка забезпечувала можливість перекидання повітрям всіх зразків зброї і бойової техніки, що перебували на озброєнні повітрянодесантних військ армії США.

### Озброєння десанту

#### Зброя
У перших бойових операціях, в яких брав участь особовий склад американських повітрянодесантних військ, десантник був оснащений стандартною для всієї армії стрілецькою зброєю і боєприпасами. Виняток становив створений безпосереднє для парашутистів варіант самозарядного карабіна Garand M1А1 під спеціальний патрон .30 M1 Carbine. Від базового зразка — карабіна M1 відрізнявся наявністю складного металевого прикладу і пістолетної рукоятки.
Десантний зразок карабіну був трохи важче, ніж M1, — 2,53 кг проти 2,36 (у спорядженому положенні).
Карабін розрахований лише на ведення поодинокого вогню, бойова скорострільність 25—30 постр/хв. Магазин на 15 набоїв. У 1944 році на озброєння прийнятий єдиний модернізований зразок гвинтівки — М2. Легка і зручна, така, що нагадувала спортивну рушницю, ця зброя залишалася на озброєнні армії США протягом двадцяти років.
За статутом парашутисти повинні були стрибати разом з особистою зброєю, укладеною в спеціальний контейнер. Проте не всі десантники віддавали перевагу легким карабінам. Наприклад, генерал Гевін, стрибаючи з парашутом у німецький тил під час операції «Маркет Гарден», мав при собі 11,43-мм пістолет і звичайну армійську самозарядну гвинтівку M1 Garand калібру 7,62 мм.
11,43-мм пістолети-кулемети M1 і М3, снайперські гвинтівки Springfield M1903А4 та іншу індивідуальну стрілецьку зброю під час стрибка в чохли не укладали, її запхали за запасний парашут або збоку, під лямки основного купола (магазином вперед), а іноді просто тримали в руках.
Важка стрілецька зброя та озброєння скидалося в групових вантажних контейнерах, проте під час десантування в тил ворога солдати несли на собі дуже важкий вантаж.

#### Спорядженняпарашутистів
Виходячи із завдань, які покладалися на воїнів-десантників, які повинні були бути готові до виконання будь-яких задач в тилу противника, екіпірування парашутистів суттєво відрізнялася від спорядження солдатів звичайної піхоти.
Так, у роки Другої світової, Дональд Р. Берджетт, рядовий 506-го парашутного полку 101-ї дивізії, так описує зброю, що була при нім, і спорядження в мить, коли в ніч на 6 червня 1944 він піднімався трапом літака, що прямував до Нормандії:
«Моє особисте екіпірування, що відрізнялося від звичайного загальновійськового набору спорядження (що носився у всіх військах, окрім ПДВ), включало стрибкові черевики, рукавички, основний і запасний парашути, рятувальний жилет, карабін M1, пістолет 45-го калібру, стропоріз, штурмовий ніж, мачете, патронні підсумки і два наплічні ладівниці для гвинтівки M1, два магазини для автоматичної гвинтівки BAR (всього 676 патронів калібру 7,62-мм і 66 калібру 11,43), протитанкова міна Хоукинса, чотири шашки ТНТ, два детонатори (прикріплені до саперної лопатки), шість ручних гранат, одна граната Гаммона, дві димові гранати для подачі сигналів (одна з червоним і одна — з помаранчевим димом), помаранчеве сигнальне полотно, протигаз, три індивідуальні пакети, два шприц-тюбики з морфіном, сухпайок „К“ з розрахунку на три дні, пайок „D“ на два дні з плитками вітамінізованого шоколаду „тропічного“ типу, флягу, шерстяну ковдру, дощову накидку, запасні шкарпетки і білизну, два блоки сигарет і ще безліч всякої дрібниці».
Особисті речі всі парашутисти носили в полегшеному зразку матер'яного польового ранця M1936.
Парашутисти армії США XXI століття здійснюють стрибки в звичайній польовій формі, яку носять всі військовослужбовці армії. На голові у них звичайний захисний шолом з композиційного матеріалу «кевлар». На ноги парашутисти надівають спеціальні черевики, призначені для здійснення стрибків з парашутом з укріпленим верхом і підошвою, щоб запобігти пошкодженням гомілковостопи і стопи. До складу спорядження десантників входить бронежилет (вагою 9,1 кг), виготовлений з кевлара, але під час стрибка його не надівають. Бронежилети скидають вантажними парашутами.
Особиста зброя десантника — карабін М4А1 (2,8 кг), автоматична гвинтівка М16А2 (3,5 кг) і кулемет М249 (6,88 кг) упаковують у спеціальний контейнер, де є гніздо для кріплення одного спорядженого магазина. Контейнер за допомогою тасьомок прив'язують до підвісної системи з лівого боку парашутиста. Боєкомплект (шість магазинів до М4А і чотирьох гранати, розташовані у двох підсумках) кріпиться до поясного ременя і підтримується плечовими ременями. На ремені кріпляться також дві фляги по 1 л для питної води.
Протитанкові системи типу ПТРК «Джавелін», комплекс ПЗРК «Стінгер», кулемет М240В і 60-мм міномет (укомплектований) також упаковуються в контейнери, які знаходяться у парашутистів на лівому плечі. Парашутист має з собою індивідуальний перев'язувальний пакет у спеціальному підсумку, який зазвичай кріпиться на лівому плечі, а зліва на ремені — багнет-ніж M9 і протигаз у комплекті із захисним одягом. Підвісна система парашута надівається поверх вище переліченого спорядження.
Кожен парашутист має вантажний контейнер, роль якого виконує стандартний армійський речовий рюкзак (англ. ALICE pack), який на спеціальному фалі підвішується під запасним парашутом. Після відділення від літака і розкриття парашуту, той що виконує стрибок, відв'язує рюкзак, який падає вниз і стримується 15 м фалом. Рюкзак першим торкається землі, що зменшує загальну масу парашутиста і знижує швидкість його приземлення. Під час нічного стрибка рюкзак допомагає визначити момент зустрічі із землею.
Загальна маса спорядження сучасного парашутиста сягає 50 кг, а весь додатковий вантаж розміщується в рюкзаку. Якщо стрибає стрілець-автоматник, то він має додатковий вантаж — кулеметну стрічку до кулемета М240В, запасний магазин до кулемета М249 (3,14 кг) та міни M18А1 (1,6 кг).
Вогневій групі піхотного відділення видаються два біноклі нічного бачення AN/PVS-7B (по 0,68 кг), які призначені для командира групи і кулеметника, а також чотири лазерних цілевказівники AN/PAQ-4C (по 0,255 кг) і один прилад супутникової топографічної прив'язки AN/PSN-11 (1,5 кг).
Згідно з нормами, розробленим міністерством оборони США, кожному парашутистові повинно видаватися на день чотири комплекти польового пайка (MRE — англ. Meals Ready to-eat) no 1 кг, що робить практично непереносним індивідуальне спорядження (при тридобових навчаннях сухий пайок становить 12 кг). Зазвичай парашутисти беруть всього два пакети MRE на добу, оскільки вважається, що це сповна вистачає.
Враховуючи, що повітрянодесантні війська застосовуються в різних регіонах світу, парашутисти забезпечують себе запасом води (2 л), тому що, сідаючи в літак, вони не знають, де будуть скинуті; крім цього, беруть з собою два гумові контейнери (1,8 л), так званих «сечових міхура», які укладають у рюкзак, а також за власні гроші придбають «верблюжого горба» — плоского гумового контейнера, що розміщується між спиною і рюкзаком, з гумовим шлангом, через який на марші можна пити воду.
У комплект спорядження також входить спальний мішок, плащ-намет, миска, ложка, виделка з неіржавкої сталі. Рюкзак ALICE має систему швидкого скидання, що в разі зустрічі з противником дозволяє парашутистові швидко скидати його і вести бій.

#### Бойова техніка
За часів Другої світової американські повітрянодесантні війська широко використовували легкові 1/4-тонні автомобілі Willys MB і Ford GP — славетні джипи. Універсальні повнопривідні всюдиходи, легкі і надійні, могли бути доставлені на землю будь-яким типом планера союзників або скинутий з вантажними парашутами з транспортного літака. Додатково джипи буксирували причіп певної вантажопідйомності.
Також використовувалися важкі мотоцикли, марок «Harley-Davidson» або «Indian».
З артилерійських систем американці, за прикладом німців, спеціально для десантників розробили комплекс артилерійських безвідкатних гармат. Найпоширенішими були 75-мм протитанкова гармата M116 і подібна британська 57-мм гармата M1. Найпопулярнішою у парашутистів стала спеціально створена для операцій в «особливих умовах» 75-мм легка польова або гірська гаубиця M1/М1A1 — основний тип артилерійського озброєння повітрянодесантних військ (особливо в непролазних джунглях тихоокеанських островів). Гаубиця могла встановлюватися на будь-якому, навіть самому крихітному п'ятачку і упевнено вражала 6,2-кілограмовими фугасними снарядами цілі на відстані до 8925 метрів.
У гірському варіанті ця легка артилерійська система в розібраному вигляді могла перевозитися на шести мулах, у повітрянодесантному (на верстаті М8) — скидатися на парашутах або доставлятися вантажними планерами Waco.
Зі створенням повітрянодесантних військ виникла необхідність оснащення їх важкою бойовою технікою. Тому в травні 1941 року було розміщено замовлення на виготовлення дослідного зразка, призначеного виключно для десантних операцій. Незабаром фірмою «Marmon-herrington» створений легкий аеротранспортабельний танк Т9 (Airborne). Перший варіант Т9 важив 8 тонн. Озброєння — 37-мм гармата і три 7,62-мм кулемети (два з них непорушно встановлені в кутах корпусу як курсові).
У січні 1942 року армія замовила фірмі виготовлення два поліпшених прототипів Т9Е1, а у квітні військові вже замовили 500 танків цього типу, хоча до того часу випробування машини навіть ще не були розпочаті. Т9Е1 почав поступати в частині десанту в березні 1943 року. Проте, через численні технологічні проблеми, із запланованих до виробництва 1900 танків до лютого 1944 року військам передали лише 830, після чого їхнє виробництво припинили. Цими машинами в ході війни укомплектували 38-й авіадесантний (англ. Air-landing) танковий батальйон і декілька окремих танкових рот, призначених для включення до складу знову сформованих повітрянодесантних дивізій.
У серпні 1944 року на базі розвідувального танка МЗ «Stuart» почалося виробництво нового варіанту танку М22 (бойова маса 7,7 тонни).
У башті розташовувалися стабілізована 37-мм гармата М6 і спарений з нею 7,62-мм кулемет Browning М1919А4. Боєкомплект: 50 пострілів до гармати і 2500 набоїв. Екіпаж — 3 чоловіка.
162 к.с. двигун — 6-циліндровий горізонтально-оппозітний карбюраторний рідинного охолоджування, потужністю 2800 об/хв. Швидкість по шосе — 56 км/год, запас ходу — 180 км.
Бойові машини М22 так і не брали участь у боях на стороні армії США: декілька машин було застосовано в бою лише англійськими десантниками.
Очевидна слабкість і обмежена боєздатність наявних авіадесантних танків змусила американців піти за прикладом союзників-англійців і в 1945 році прийняти на озброєння повітрянодесантних військ машини, значно добротніше. Ними стали легкі танки М24, які спочатку розроблялися як розвідувальні, але командування армії США сподівалося на можливість їхнього транспортування повітрям.
18,4-тонна машина була озброєна 75-мм гарматою М6 і двома 7,62-мм кулеметами М1919А4 — курсовим і спареним із гарматою. На даху литої башти розміщувався 12,7-мм зенітний кулеметBrowning M2HB. Боєкомплект: 48 пострілів до гармати, 440 12,7-мм і 3750 7,62-мм набоїв. Танк оснащувався 50,8-мм димовим гранатометом. Екіпаж 4—5 чоловік. Особливістю конструкції М24 стала наявність двох постів управління (у механіка-водія і кулеметника).
Танк мав два V-подібних карбюраторних 8-циліндрових двигуни потужністю по 110 к.с. при 3400 об/хв. Максимальна швидкість по шосе — 54 км/год, запас ходу — 160 км.
Першим нові машини отримав 504-й повітрянодесантний полк, а бойове хрещення М24 прийняв у грудні 1944 року в складі 740-го танкового батальйону 82-ї повітрянодесантної дивізії.

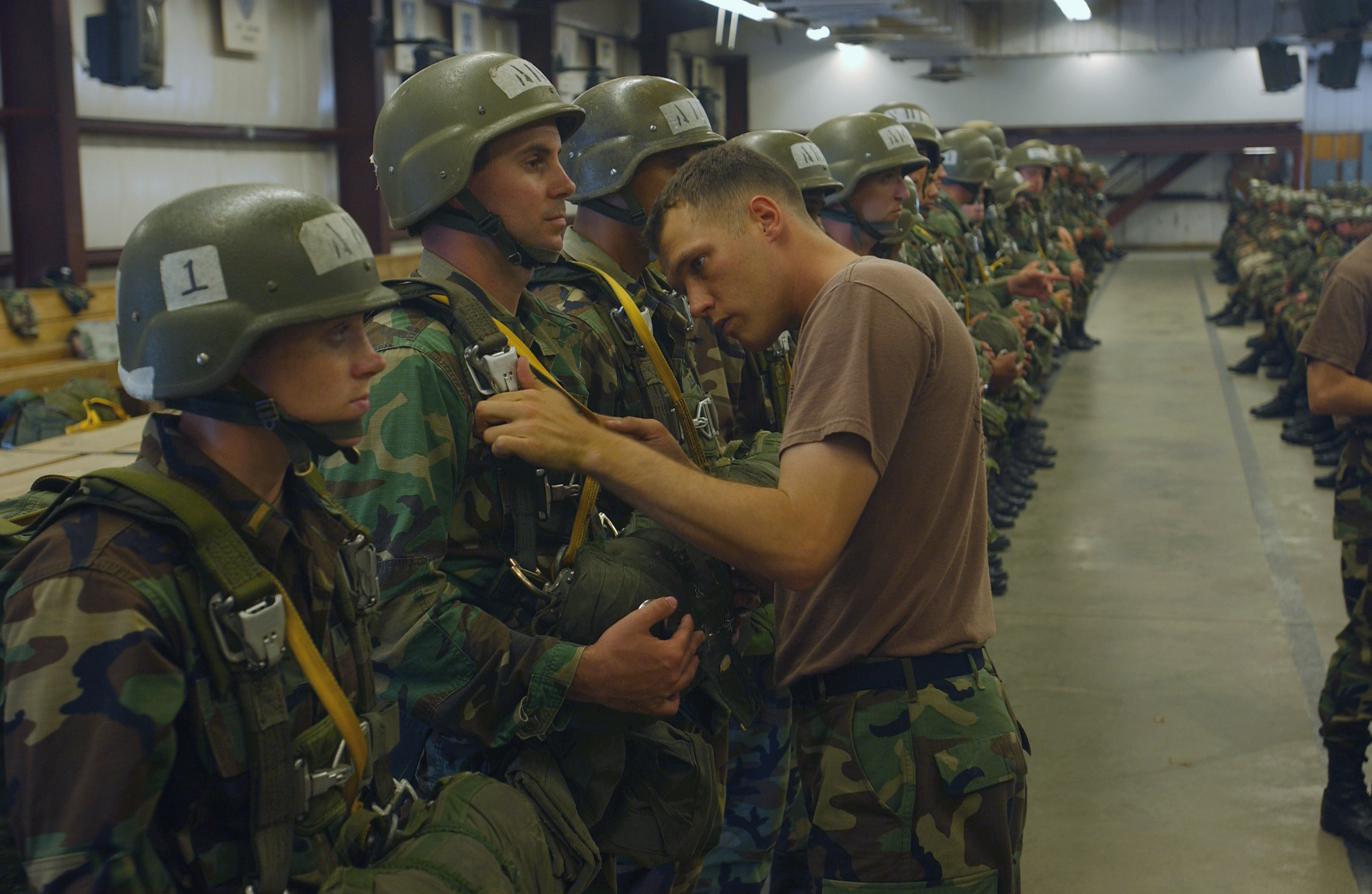
Підготовка десантників до першого стрибка. Школа повітрянодесантної підготовки армії США. Форт Беннінг. 10 травня 2004

### Повітрянодесантна підготовка десантників
Повітрянодесантна підготовка організовується і проводиться як централізовано, так і безпосередньо в частинах і підрозділах у процесі проходження військової служби. Повітрянодесантна під включає три етапи: перший — початкова підготовка в навчальному центрі підготовки парашутистів, другої, — у військах і третій (ускладнений) — в школі висотних стрибків з парашутом.
Початкова повітрянодесантна підготовка (ПДП) в армії США (ВАС — англ. Basic Airborne Course) проводиться на базі 1-го батальйону 507-го парашутно-десантного полку, який називають «школою повітрянодесантної підготовки» (розташовується на території Форт Беннінг, штат Джорджія). Батальйон також здійснює підготовку фахівців, що випускають десант з борту літаків та авіанавідників для команд забезпечення зон викидання десанта.
До всіх кандидатів пред'являються такі вимоги.
Перше — вік не старше 36 років (для військовослужбовців у званні сержант і старше може бути зроблений виняток, але нормативи з фізичної підготовки вони зобов'язані виконувати нарівні з іншими кандидатами).
Друге — стан здоров'я кандидатів повинен дозволяти їм виконувати стрибки з парашутом.
Третє — успішно здати тест з фізичної підготовки, у відповідній віковій групі.
Четверте — всім кандидатам рекомендується пройти курс початкової військової підготовки до того, як приступити до курсу ПДП.
Передбачені такі нормативи з фізичної підготовки для чоловіків і жінок (у дужках вказані рекомендовані вимоги, а перед ними — мінімальні): віджимання в упорі лежачи протягом 2 хв. без перерви — відповідно 42 (50) і 18 (25) разів; підйом торсу з положення лежачи в положення сидячи протягом 2 хв. без перерви — 52 (65) і 50 (63) разів; біг на 2 милі (3 218 м) — 15 хв. 54 с і 18 хв. 54 с. Підтягування на перекладині не входить до тесту, але їх рекомендується виконувати не менше 7 разів зворотним хватом. Після прибуття в навчальний центр організовується крос на дистанцію 4 милі (6 436 м) у складі групи 8-12 чоловіків (норматив 36 хв.).
Командування армії США вважає, що в школі проводиться не стільки фізична підготовка, скільки відбір тих, хто гідний бути десантником сухопутних військ. На заняття з ПДП і фізичної підготовки військовослужбовці надівають бойову польову форму з головним шоломом (маса 1,3 кг). Гімнастичні вправи і біг повинні виконуватися лише на якийсь час, не можна задавати кількість повторень, дистанцію і темп виконання вправ, забороняється застосовувати фізичні вправи як покарання (це дозволяється лише під час ПДП). За день курсант виконує не менш 200 віджимань і напівприсідань. Курсант повинен виконати задану вправу 11 разів і обов'язково викрикнути: «За ПДВ» (англ. For Airborn).
Заняття з повітрянодесантної підготовки проводяться протягом трьох тижнів (125 годин навчального часу). За цей період курсанти повинні навчитися виконувати стрибки з парашутом Т-10М з транспортних літаків двох типів (С-130 і С-141). Для успішного завершення курсу потрібно здійснити п'ять стрибків.
Щорік випускається близько 14 000 кваліфікованих парашутистів, успішно завершує курси близько 85 % військовослужбовців-чоловіків та 30 % військовослужбовців-жінок. Набір у школу ПДП проводиться виключно на добровільній основі.
Після закінчення курсів повітрянодесантної підготовки слухачам присвоюється кваліфікація парашутист, вручається відповідний нагрудний відмітний знак. Зокрема до основного грошового утримання ці військовослужбовці починають отримувати додаткові 150 доларів на місяць.

## Цікаві факти

### Хибні дивізії
Американське командування дуже широко застосовувало заходи дезінформації, щодо введення противника в оману, стосовно реальних планів операцій. Так, перед висадкою в Нормандії англо-американське командування провело грандіозну комплексну дезінформаційну акцію: з метою сковування німецьких резервів у районах, віддалених від дійсного місця висадки, були блискуче проведені операції «Vendetta», «Fortitude South I» і «II».
План «Вендета» передбачав затримку деяких німецьких з'єднань у південній Франції, для чого в травні — червні перед противником створили видимість підготовки до висадки великого десанту. У складі фіктивної 7-ї американської армії значилася 6-та повітрянодесантна дивізія.
Перша і друга операції «Фортитьюд Саут» передбачали створення на північному узбережжі Па-де-Кале «липової» 1-ї американської групи армій під командуванням славнозвісного генерала Д.Паттона. Ефективність цього маскараду виявилась такою високою, що навіть після початку висадки в Нормандії німці якийсь час перебували в повній впевненості, що це — лише відволікаючий маневр, а справжнє вторгнення почнеться в районі Кале.
У числі шести «паперових» дивізій групи (правда, в ній була і одна справжня піхотна дивізія) були і три повітрянодесантні: 2-га англійська, 9-та і 21-ша американські. Після успішного закінчення операції «Фортитьюд» 21-ша пдд встигла взяти участь у плані фіктивного десантування на півночі Німеччини (район Кіля — Гамбурга).

### «Джеронімо»
Історія бойового кличу повітрянодесантних військ США «Джеронімо!» (англ. GERONIMO!) почалася із зародженням цього роду військ. У серпні 1940 року, перед здійсненням першого групового стрибка з парашутом рядовий Ебергард, військовослужбовець експериментального парашутно-десантного взводу лейтенанта Райдера, порадив своєму товаришеві, який у відвертій бесіді з ним поскаржився на страх перед стрибком, викрикувати слово: «Джеронімо!». Напередодні взвод дивився фільм про війну з індійцями — і ім'я одного з прославлених вождів апачей було Джеронімо.
Вранці, при здійсненні стрибка Ебергард десантувався одним з перших і з лютим криком «Джеронімо!» зробив крок за борт.
Слідом за ним десантувалася решта. Традиція швидко закріпилася за всім взводом, а з часом і за всіма повітрянодесантними частинами і в цілому за десантні війська США. З того часу бойовий клич «Джеронімо!» залишається однією з основних ознак американського повітряного десанту.

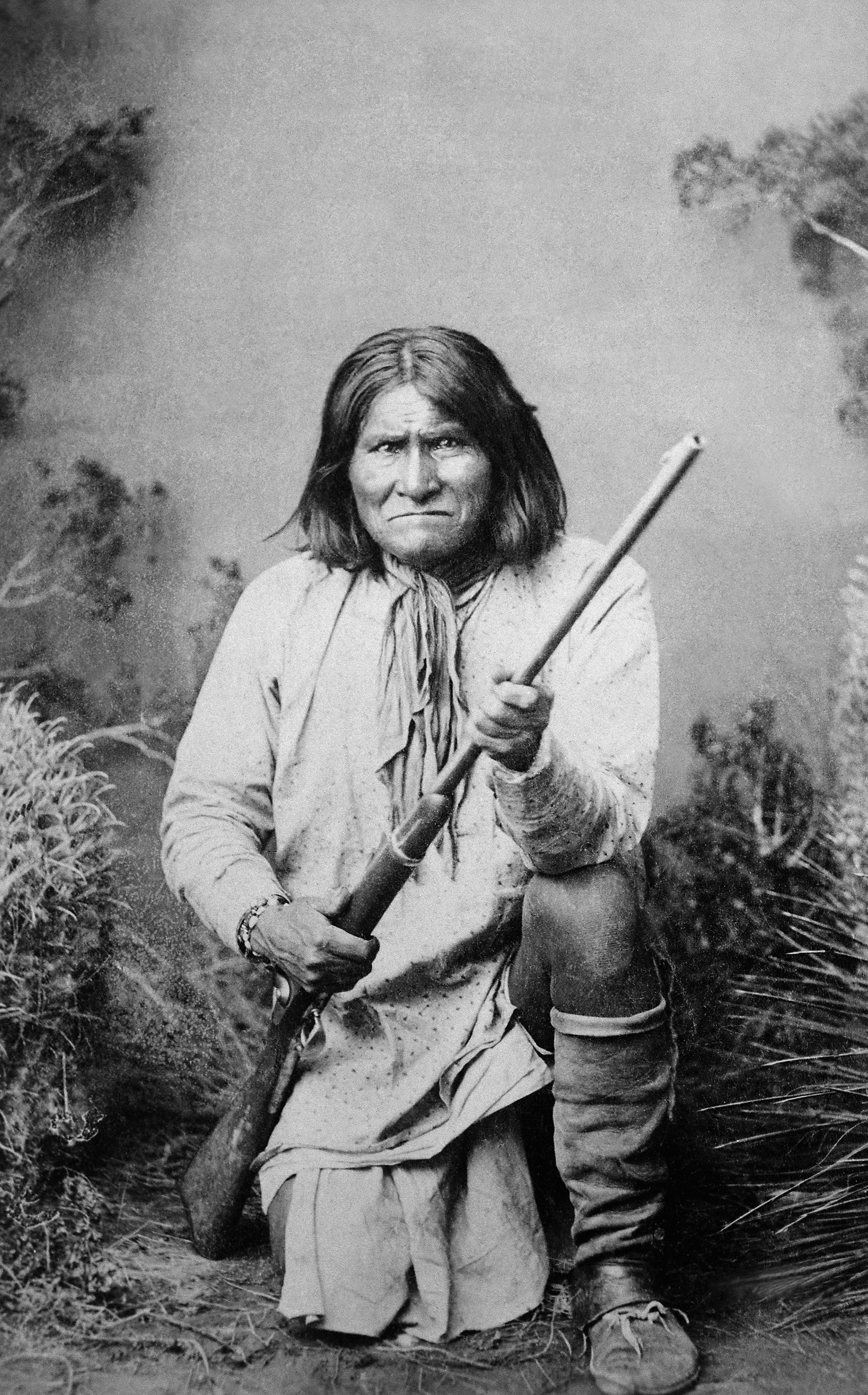
Джеронімо — легендарний вождь племені апачей, чиє ім'я послугувало виникненню бойового кличу десантників США

### Ірокези
Солдати 101-ї пдд під час дій на Сицилії і в Нормандії дотримувалися цікавої традиції.
Практично всі рядові і сержанти дивізії перед вильотом у тил противника в наслідування індіанцям розфарбовували в бойові кольори обличчя і виголювали волосся на голові, залишаючи вузьку смужку уздовж черепа — «ірокез», добре відомий панкам. Загальне враження від виду озброєного до зубів і прикрашеного таким чином парашутиста було досить страхітливим, але німці, мабуть, віднеслися до цього без належної пошани. В усякому разі, судячи з фотографій, вже в Арнемській операції «клекочучі орли» виглядали цивілізованіше, а до кінця війни ця мода зникла повністю.
Але англійські і американські десантники, особливо «патфайндери», обличчя перед стрибком у тил противника зачорнювали завжди — це було традицією й непоганим засобом маскування при засідках і диверсіях. Як правило, для цього використовувалася палена пробка.

## Відео
- US Army Airborne Jump From a C130
- Airborne jump
- Airborne School
- 82nd Airborne jump
- Parachute drop gone bad
- Tribute to the 82nd Airborne Division, Iraq
- 101st Airborne Division-Screaming Eagle Tribute

## Виноски
1. ↑  Airborne The Combat History of American Airborne Forces Lt.Gen. Edward M. Glanagan Jr., USA (Ret.) Ballantine Books New York 2003, p.9 ISBN 0-89141-688-9
2. ↑  Airborne: The History of American Parachute Forces Edwin P.Hoyt, A Scarborough Book STEIN and DAY/ Publishers/New York 1979, p.12 ISBN 0-8128-6127-2
3. ↑  Airborne: The History of American Parachute Forces Edwin P.Hoyt, A Scarborough Book STEIN and DAY/ Publishers/New York 1979, p.14-15 ISBN 0-8128-6127-2
4. ↑  Airborne The Combat History of American Airborne Forces Lt.Gen. Edward M. Glanagan Jr., USA (Ret.) Ballantine Books New York 2003, p.15 ISBN 0-89141-688-9
5. ↑  Airborne: The History of American Parachute Forces Edwin P.Hoyt, A Scarborough Book STEIN and DAY/ Publishers/New York 1979, p.16 ISBN 0-8128-6127-2
6. ↑  Airborne The Combat History of American Airborne Forces Lt.Gen. Edward M. Glanagan Jr., USA (Ret.) Ballantine Books New York 2003, p.17 ISBN 0-89141-688-9
7. ↑  Airborne: The History of American Parachute Forces Edwin P.Hoyt, A Scarborough Book STEIN and DAY/ Publishers/New York 1979, p.17-21 ISBN 0-8128-6127-2
8. ↑  Airborne: The History of American Parachute Forces Edwin P.Hoyt, A Scarborough Book STEIN and DAY/ Publishers/New York 1979, p.22-25 ISBN 0-8128-6127-2
9. ↑  Airborne: The History of American Parachute Forces Edwin P.Hoyt, A Scarborough Book STEIN and DAY/ Publishers/New York 1979, p.33-35 ISBN 0-8128-6127-2
10. ↑  Airborne The Combat History of American Airborne Forces Lt.Gen. Edward M. Glanagan Jr., USA (Ret.) Ballantine Books New York 2003, p.34-35 ISBN 0-89141-688-9
11. 1 2  Airborne: The History of American Parachute Forces Edwin P.Hoyt, A Scarborough Book STEIN and DAY/ Publishers/New York 1979, p.43-47 ISBN 0-8128-6127-2(англ.)
12. ↑  Airborne The Combat History of American Airborne Forces Lt.Gen. Edward M. Glanagan Jr., USA (Ret.) Ballantine Books New York 2003, p.45 ISBN 0-89141-688-9
13. 1 2  Ненахов, 2000.
14. ↑  Airborne The Combat History of American Airborne Forces Lt.Gen. Edward M. Glanagan Jr., USA (Ret.) Ballantine Books New York 2003, p.50 ISBN 0-89141-688-9
15. ↑  Airborne: The History of American Parachute Forces Edwin P.Hoyt, A Scarborough Book STEIN and DAY/ Publishers/New York 1979, p.86-87 ISBN 0-8128-6127-2 (англ.)
16. ↑  Airborne The Combat History of American Airborne Forces Lt.Gen. Edward M. Glanagan Jr., USA (Ret.) Ballantine Books New York 2003, p.87 ISBN 0-89141-688-9
17. ↑  Airborne: The History of American Parachute Forces Edwin P.Hoyt, A Scarborough Book STEIN and DAY/ Publishers/New York 1979, p.124-130 ISBN 0-8128-6127-2
18. ↑  Airborne: The History of American Parachute Forces Edwin P.Hoyt, A Scarborough Book STEIN and DAY/ Publishers/New York 1979, p.182-190 ISBN 0-8128-6127-2
19. ↑  Airborne The Combat History of American Airborne Forces Lt.Gen. Edward M. Glanagan Jr., USA (Ret.) Ballantine Books New York 2003, p.188 ISBN 0-89141-688-9